# 蒙古帝国
蒙古帝國（1206年－1368年9月14日），正式国号为大蒙古國，強盛時是一个横跨欧亚兩洲的全球帝國，也是歷史上鄰接版圖最遼闊的國家。當時在蒙古人武力最興盛的時期曾發動三次大規模的蒙古西征。在此之後的蒙哥汗九年（1259年）至至大二年（1309年）之間，蒙古帝國體系的最大疆域曾達到約2,400萬平方公里。1240年代滅金後，蒙古人在窩闊台統治下於華北建立了统治。1259年蒙哥去世，托雷家族爆發內戰，使帝國走向瓦解。1271年忽必烈建立元朝，同期亦存在西边的四大汗国。1368年，元朝被汉人朱元璋建立的明朝所灭亡。元朝残余势力被驅趕至長城以北，史稱北元，北元瓦解後蒙古各部取消元朝的漢式帝號，其残余势力對於歐亞大陸的影響力亦逐漸式微，漠南、漠北蒙古皆于17世纪降于清朝，而四大汗国的最后残余势力亦于20世纪初灭亡。
蒙古帝國是由蒙古人铁木真在漠北草原所建，據《蒙古秘史》，其創始於斡难河河源，通常認為創建時間約為鐵木真征服蒙古高原各部落（塔塔尔、泰赤乌、蔑儿乞、乃蛮、克烈、汪古以及由尼伦和迭列斤两大部落组成的蒙兀王国等）並始有「成吉思汗」之稱號時的1206年。蒙古帝國建立後屢次對外擴張，成吉思汗在位時開始征伐西夏、金朝、西遼、花剌子模等國，其繼承人又經過兩次大規模的西征，至1259年（蒙哥汗九年）蒙哥去世前已占领包括蒙古高原、中國西北、西南、東北、華北、中亞、西亞以及東歐在內的廣大地域。
第一次西征（1219年－1221年 / 1223年）由成吉思汗發動並為主帥，滅西遼、花剌子模、亚美尼亚、格鲁吉亚和阿塞拜疆，并越過高加索山擊破钦察人各部。
第二次西征（1236年－1242年）於窩闊台汗在位時期發動、以拔都為主帥，首先征服了伏尔加保加利亚（卡马突厥国），接著滅亡位於东欧平原的基輔羅斯，進而擊潰波蘭王国，又使匈牙利王国、保加利亚第二帝国等國大敗，前锋遠達当时意大利威尼斯共和國東部在匈牙利治下的达尔马提亚以及現今原南斯拉夫地区的拉什卡。
第三次西征（1256年－1260年）於蒙哥汗在位時期發動、以旭烈兀為主帥，滅亡了木剌夷（暗杀组织）、兩河流域的阿拔斯王朝，並重創叙利亚的阿尤布王朝（蒙古军曾短暫占领叙利亚，后被新兴的马木路克王朝發起征伐而驱逐）。蒙古帝國在三次的西征中共侵吞40多個國家。
然而，在中統元年（1260年）忽必烈自稱“大蒙古國皇帝”，並與阿里不哥爭位引發了內战，使蒙古帝國走向分裂。尽管忽必烈于至元元年（1264年）击败阿里不哥，然而他主張其承襲了“蒙古大汗”之位的繼承權並沒有獲得一致承認，直到元成宗時期才達成內部共識，使元朝名义上的宗主地位獲得認同；原屬蒙古帝國的朮赤後王封地、察合臺後王封地、窩闊臺後王封地和忽必烈之弟旭烈兀的封地取得事實上的獨立地位，被稱為四大汗国，分别为钦察汗国、察合台汗国、窩闊臺汗国和伊兒汗國。
至元八年（1271年），忽必烈宣布定國號為“大元”，建立元朝，蒙古语国号全稱“大元大蒙古國”。至元十六年（1279年）元朝灭南宋。自此被元朝控制的領地包括蒙古高原和現今中國大部分地區。实际处于独立地位的四大汗国與元朝之间互不统属，战争不断。在忽必烈身故後，其繼任者元成宗與四大汗國達成協議，以元朝皇帝為名義上的“蒙古大汗”。之後四大汗国的疆土又陆续经历演变，其中窩闊臺汗国和伊兒汗國分别于1309年和1357年灭亡。
漢人朱元璋建立的明朝興起後，元朝末代皇帝元順帝於至正二十八年（1368年）撤出中原汉地，蒙古人被驅逐到長城以北的塞外，標誌蒙古帝國灭亡。元朝残余势力退回至蒙古高原地區，史稱北元。天元十年（1388年）北元瓦解，之後蒙古草原東部的韃靼首領繼承了“蒙古大汗”的稱號，與其西北部的瓦剌以及明初羁縻下的兀良哈等勢力並立，但這些明代蒙古勢力的控制範圍此後僅局限於蒙古高原。到了17世紀，漠南、漠北蒙古先后于1635年、1691年投降清朝。此外，明朝亦长期和同時代的察合台汗国、欽察汗国繼承國及其他已突厥化的小汗國並存，直到18世紀蒙古人建立的主要汗國均致滅亡。

## 國號

### 以族名為國號
蒙古的國號與族名相關，原稱為“哈木黑蒙古”（漢譯為“蒙兀國”），成吉思汗統一蒙古高原後自號“也克蒙古兀鲁思”（“大蒙古國”），該名此後在各種語言中沿用。

### 建「大元」國號
至元八年十一月十五日（1271年12月18日），在進攻南宋取得不斷勝利的形勢下，元世祖採納劉秉忠、王磐等漢臣建議，建「大元」國號，《建國號詔》曰：「可建國號曰『大元』，蓋取《易經》『乾元』之義。」其意為「極大」，表明本朝疆土超過以前所有的王朝。元朝建號以後，原「大蒙古國」國號在漢文文書中不再使用，但蒙文文書中通常兩者並稱為“大元大蒙古國”（八思巴文：ꡊꡝꡞ ꡝꡡꡋ 
ꡗꡠ ꡀꡦ 
ꡏꡡꡃ ꡢꡡꡙ 
ꡖꡟ ꡙꡟꡛ，轉寫：Dai Ön Yehe Monggol Ulus）。
元朝時，「大一統」的觀念掀開了新的一頁。元朝的中外觀念是一體的中外觀。元吳師道詩：「今日八荒同一宇，向來邊檄不須論。」把原來視為外的地區「比於內地」，即元朝視全國為「內地」，包括中原、邊疆各民族在內。蒙古文史籍中指蒙古及其周围地区为「五色四夷国」。一说出自佛教的“五方色”，指东方黄，南方赤，西方白，北方黑，中央青。《大黄史》等书称，五色者，青蒙古，白肃良合（高丽），黄撒尔塔兀勒（回回），红契丹（汉人），黑吐蕃（藏人）；四夷者，谓后四者为青蒙古之属国。并认为五色四夷均出自一位君主。成吉思汗征服周围地区和民族，即谓收抚五色四夷国。可见是指居中的青色蒙古及周邻国家和民族，反映了蒙古帝国中后期蒙古人的世界观和民族观。

## 歷史

### 蒙古源流

#### 源出室韋
蒙古部落的名稱最早出現於唐代。那時，在狃越河（今洮兒河）以北，西至俱輪泊（今呼倫湖）周圍，東至那河（今嫩江），北至黑龍江的地域內，分布著許多許多被統稱為「室韋」的大小部落，其中有一個「蒙兀室韋」部。蒙兀就是蒙古（Monggol）的唐代音譯。《舊唐書·北狄·室韋傳》記載：「大山之北有大室韋部落，其部落傍望建河居。其河源出突厥東北界俱輪泊，屈曲東流，經西室韋界，又東經大室韋界，又東經蒙兀室韋之北，落俎室韋之南。」
大山指今大興安嶺，望建河即今額爾古納河。根據這段史料，蒙兀室韋部的居地應在額爾古納河下游東南的大興安嶺北端地區。十三世紀蒙古人的歷史傳說稱，他們的祖先原來居住在名為「額爾古納昆」（Ergunequn，qun意為山崖）的地方，應是指額爾古納河附近的山林地帶，和漢文史籍所載唐代蒙兀部的居地正可以相互印證。
大約在唐代後期（九世紀下半葉），蒙古部落從興安嶺山地向西面的草原地帶遷移。隨部落的分行，所佔地盤逐漸擴大，有一部分遷到了鄂嫩河、克魯倫河、土拉河「三河之源」的不兒罕山（今肯特山）地區。成吉思汗的先世就屬於這部分蒙古部落。

#### 蒼狼白鹿
元代史籍記載下來的蒙古人祖先傳說，反映了古代蒙古部落繁衍和遷徙的歷史過程。《元朝秘史》一開頭就講述蒙古人的起源，說是有一奉天命降生的蒼色的狼（孛兒帖赤那，Bortechino）和一白色的母鹿（豁埃馬闌勒，qo'ai-maral）相配了，渡過騰汲思海子，來到斡難河（鄂嫩河）源頭的不兒罕山立下營盤，生了個兒子名巴塔赤罕。傳到第十一代，有兄弟二人，兄都蛙鎖豁兒有四子，遷移出去成為朵兒邊部（Dorben，意為四）；弟朵奔篾兒干娶豁里禿馬惕部女子阿蘭豁阿為妻，生二子，其後裔各成一部。朵奔死後，阿蘭豁阿感天光而孕，又生三子，長不忽合塔吉，後裔為合答斤部（名見《金史》，作合底忻），次不合秃撒勒只，後裔為撒勒只兀惕部（名見《金史》，作山只昆，元代又譯散只兀，珊竹）；幼子孛端察兒，後裔為孛兒只斤部，從這一支又分衍出約二十個氏族或部落。孛端察兒就是成吉思汗的十世祖，《元史·宗室世系表》稱為「始祖」。
阿蘭死後，兩個大兒子的子孫同其他各支蒙古人組成了蒙古迭兒列斤氏部落，即一般出身的蒙古人；三個小兒子的子孫組成了尼倫部落，因為他們是閃耀著神的光輝的後代，因此被看作純潔出身的蒙古人。其中第五子孛端察兒的後代稱為孛兒只斤氏，這就是成吉思汗所出生的氏族。

#### 合木黑蒙古
十一世紀時，居住在大漠南北的塔塔兒、蒙古、克烈、汪古等部結成以塔塔兒為首的聯盟，共同反對遼王朝的統治，因此，「塔塔兒」或「韃靼」曾一度成為蒙古草原上各部的通稱。十二世紀初，由女真貴族建立的金王朝取代了遼王朝，蒙古部轉歸金朝東北招討使管轄。這時塔塔兒聯盟已經瓦解，蒙古部在合不勒汗（成吉思汗曾祖父）的統領下強大起來。合不勒汗（生卒年不詳）又作「葛不律寒」、「哈不勒罕」。蒙古孛兒只斤部首領，成吉思汗曾祖父。以乞顏為氏，統一蒙古部，始稱汗，被尊為「全體蒙古人」（合木黑忙豁勒）的首領。
當時金朝的皇帝是金太宗完顏晟（1123年—1135年在位），他想籠絡合不勒汗，便派人請合不勒汗到金國皇宮，設宴招待。在這次著名的宴會上，合不勒汗抓住金帝的鬍子，肆意戲弄，導致蒙、金關係迅速惡化，金帝便利用塔塔兒部幾次攻打蒙古。最初金熙宗乃用其將領完顏宗弼之謀，誅其臣完顏昌，完顏昌遺族遂與合不勒進攻金人於漠北，金將完顏宗弼屢次征伐而不能克，從此金人北受蒙古之侵襲，而不能用全力入侵南宋。金帝於1146年（金皇統六年/宋紹興十六年）八月，調功臣皇叔完顏宗弼由南線回朝。奉命親率中原精兵8萬之眾，出征蒙古，大小數十仗，屢戰不勝，不得不於1147年（金皇統七年/宋紹興十七年）三月，與蒙古訂立協議議和，並把西平以北27團寨，割與蒙古，每年供應蒙古相當數額的牛羊米豆，並冊封合不勒汗為「蒙兀國王」，才得罷兵修好。
蒙古可汗合不勒死後，姪兒俺巴孩被推選為可汗。俺巴孩與塔塔兒部結親，為女兒送嫁途中，被塔塔兒部的乣军（主因·亦儿坚）俘虜，送給了金熙宗。金熙宗將俺巴孩釘死在木驢上。合不勒之子忽圖剌繼而當選為可汗，率部向塔塔兒人發動復仇的戰爭，然而前後十三次開戰，也未能替俺巴孩可汗報仇。1162年（金大定二年/宋紹興三十二年），忽圖剌的姪兒，乞顔部的也速該帶領部眾攻打塔塔兒人，取得了勝利，並且活捉了塔塔兒人豁里不花與鐵木真兀格。鐵木真兀格是一位勇士，也速該心存敬仰，便把他放了。當也速該返回鄂嫩河邊的營地時，夫人訶額崙生下一個男孩，也速該十分高興，索性將孩子取名為鐵木真，這便是日後的蒙古大汗——成吉思汗。
鐵木真9歲時父親也速該被塔塔兒部人毒死，孛兒只斤氏族族眾離散。最後導致合木黑蒙古國的分裂：以泰赤烏部首領塔里忽台為首佔據鄂嫩河流域；以札達蘭部的札木合為首佔據額爾古納河流域；主兒乞部撒察別乞、台出為首佔據鄂嫩，克魯倫河流域。1189年（金大定二十九年/宋淳熙十六年），也速該的兒子鐵木真恢復了合木黑蒙古國，但是鬥爭仍未結束。

### 鐵木真統一漠北

國立故宮博物院藏成吉思汗像（元代所绘太祖皇帝御容）

蒙古部族的原居地為今黑龍江上游、蒙古高原東部，為唐時室韋部落之一，稱蒙兀室韋，亦有說是出於韃靼，甚至是匈奴或吐蕃的後裔。現今，東胡說已成為蒙古族起源的主流學說。南宋前期，蒙古分為許多部族，其中之一為乞顏部，據今土拉河、鄂嫩河、克魯倫河上源的肯特山。其他重要部族，在東方為貝爾湖附近的塔塔兒，在西方為蒙古中部的蔑兒乞、克烈，及科布多一帶的乃蠻，名義上大都臣服於金朝，形貌語言風俗習慣迷信大致相類。其間部眾最多者，為乃蠻部落，居也兒的石河上流，及大金（阿爾泰）山脈連亙之地。西隔一沙漠，與突厥種之畏兀兒相接。北界小金山與突厥種之乞兒吉思謙謙州兩部之地為鄰。東界哈拉和林諸山，與克烈部連界。時克烈之居地達於斡難怯綠連兩河之源，克烈部以北之地屬蔑兒乞部。別有斡亦剌部，則據有構成昔之謙河（今名葉尼塞河）之八水灌溉之地。札剌兒部分為十部，部各有長，結幕於鄂嫩河畔，共有七十千戶塔塔兒部居女真舊境邊界附近，捕魚兒湖一帶。
十二世紀，蒙古草原部落林立，互相攻劫，人不安生。經過長期的戰爭兼併，至十二世紀末葉，形成了塔塔兒、克烈、蒙古、蔑兒乞、乃蠻等相互結仇很深的五大部落集團，雄據南方的金朝也已衰弱，為蒙古統一提供了有利條件。鐵木真9歲時，其父也速該被塔塔兒人毒死。殘酷的現實使鐵木真認識到，要保存自己，恢復祖業，就要依靠和聯合一個強大的部落。於是在其父的「安答」克烈部首領脫里罕庇護下，收集離散部眾，力量逐漸強大。1189年（金大定二十九年/宋淳熙十六年），被推舉為汗。
鐵木真稱汗後，為增強經濟和軍事實力，鞏固汗權，展開了奪取東部地區的鬥爭，1195年（金明昌六年/宋慶元元年）和1196年（金明昌七年/宋慶元二年），金朝兩次出兵攻打塔塔兒部，鐵木真聯合克烈部助金朝大敗塔塔兒於斡勒札河（今烏力吉河），在回軍途中攻滅背叛盟約，抄掠其奧魯（老小營）的主兒乞部。鐵木真既獲得金的封賞，又消滅了與之爭奪汗位的乞顏氏中的長支貴族，名聲大振。
1198年（金承安三年/宋慶元四年），金朝又遣軍征討弘吉剌、合答斤、山只昆等部。金朝的這幾次征伐，為鐵木真奪取富饒的呼倫貝爾草原掃清了障礙，鐵木真的實力迅速增強，引起貴族們的敵視，開始了與貴族聯盟的一系列戰役，最初由只剌札木合糾集泰赤烏等十三部3萬軍進攻鐵木真，鐵木真汗組成十三翼（古列延）迎戰於鄂嫩河附近的答蘭版朱思。鐵木真失利。後魯的主兒扯歹、忙兀部的畏答兒、晃勒壇的蒙力克率部歸附鐵木真，鐵木真力量日益壯大。
1200年（金承安五年/宋慶元六年），弘吉剌、朵兒邊、塔塔兒等十一部復聚會於阿雷泉，盟誓與鐵木真、王罕為敵。鐵木真得到其岳父的密告，乃會同王罕與十一部聯軍戰於捕魚兒海子（貝爾湖）附近，貴族聯軍大敗。翌年，被擊敗的貴族們再聚刊河（今根河），推札木合為「古兒罕」，誓與鐵木真為敵。鐵木真認真備戰，與王罕軍於海剌兒河（今海拉爾河）附近再敗貴族聯軍，鐵木真為鞏固後方趁勢攻滅了察罕塔塔兒、按赤塔塔兒等部，完全佔據呼倫貝爾草原。
1202年（金泰和二年/宋嘉泰二年）秋，闊亦田之戰（約在哈拉哈河上游），又大敗由乃蠻杯祿汗拼湊起來的斡亦剌、泰赤烏、塔塔兒等部殘餘勢力的聯軍，札木合率部投王罕。至此，結束了與貴族聯盟之戰，鐵木真與克烈部王罕長期結盟。不久王罕背盟，加上札木合等的離間，鐵木真與王罕關係惡化。鐵木真曾欲以聯姻修補裂痕，遭到拒絕，王罕、札木合等設計謀殺鐵木真未成，又突襲之。鐵木真倉卒應戰於合蘭真沙陀（約今東烏珠穆沁旗北境），因眾寡不敵，退至合合河（今哈拉哈河）上游整軍。此時，札木合等與王罕分裂，鐵木真偵知王罕無備，秘密包圍，激戰三晝夜，王罕父子敗逃，先後被殺。鐵木真獲得從未有過的勝利。
最後一個對手是乃蠻。為準備與乃蠻的決戰，鐵木真按千戶制組編軍隊，設扯兒必那顏（統領）統率；又成立護衛軍，設80宿衛，70散班（魯華），軍隊更加強大。1204年（金泰和四年/宋嘉泰四年），納忽山之戰中乃蠻軍一觸即潰，太陽汗負傷死，鐵木真進抵阿爾泰山前，盡降其餘部，完成了統一漠北諸部的大業，為大蒙古國和以後元朝的大發展奠定了基礎。
鐵木真征服乃蠻部後，繼續追擊王罕之子桑昆，同時蒙古軍隊為進攻金朝，解除對側翼的牽制，向西夏伸出觸角進行試探。蒙古軍於1205年（金泰和五年/宋開禧元年）三月，從也兒的失河不黑都兒麻地區回軍，經察罕泊、鄂洛克泊南下，進至西夏居延海（今內蒙古額濟納旗）東南50里處，圍攻力吉里寨。該寨修築堅固，但蒙古軍在短時間內攻克，並將寨牆和基礎全部平毀。接著分兵進攻瓜州（今甘肅安西北部）、沙州（今甘肅敦煌）等地，又東攻定州（今內蒙古阿拉善左旗）之乞鄰古古撒城和龍州（今內蒙古臨河）落思城。掃蕩黃河西岸、北岸，帶著許多戰利品和駱駝、牲畜後還軍鄂嫩河。

### 大蒙古國建立
1206年（金泰和六年/宋开禧二年）春，鐵木真下令建九腳白旄纛，在鄂嫩河源頭召開忽里勒台，即皇帝位，建立大蒙古國（蒙古語「也可·蒙古·兀魯思」）。薩滿教巫師闊闊出聲稱得到上天的啟示，命鐵木真為普天下之汗、諸王之王，諸王群臣共上尊號稱他為「成吉思汗」（《元史》譯為「成吉思皇帝」）。成吉思一詞的含義，有「海洋」、「有力」、「天賜」、「偉大」等諸多不同說法。此後，成吉思汗邁出了建立封建統治秩序的步伐。他將千百戶制度普遍推行於蒙古各部，以千戶、百戶、十戶的形式把全體蒙古人民組織起來，並封那些有功的那可兒們為千、百、十戶長，進行統管，且其職位世襲，史稱「莎余兒合勒」（即恩賜、分封之意）。這樣，千戶便成為蒙古社會最基本的行政軍事單位。不僅如此，成吉思汗還把蒙古國的臣民百姓視為自己的家產，除自己直接管領一部分人外，其餘部民均分封給自己的母親和兄弟子，他們每人得到若干千戶，稱為「忽必」。與此同時，成吉思汗還擴建了原有的怯薛（護衛軍），形成了一支由其直接掌管的萬人常備軍，其中包括千名宿衛士、千名箭筒士及八千名散班。這些官兵均由各級那顏及平民的子弟擔任，他們自備馬匹、武器和給養，而且還可以隨身帶有自己的「伴當」。因此，這些「怯薛」（護衛士）的身份往往高於在外的千戶長。除此之外，成吉思汗通過創制蒙古文字、設立「也可·扎魯忽赤」（意思是「大斷事官」）及編定《大札撒》等措施，建立起了大蒙古國的封建統治制度。至此，蒙古族的游牧宗法奴隸制開始向宗法封建制度轉化和過渡。
成吉思汗建國以前，蒙古人還沒有文字。成吉思汗俘獲畏兀兒人塔塔統阿後，因他精通本國文字，就命他教子弟學習。其後又有不少畏兀兒人被用為蒙古貴族子弟的教師，他們對蒙古文的創制做出了貢獻。成吉思汗建立大蒙古國之前，蒙古沒有成文的法規，人們遵行的只是傳統慣法。大蒙古國建立後，創制畏兀兒蒙古文，成吉思汗就用它發布命令、登記戶口、制定了具體的法律條款，稱為《大札撒》（漢譯作《成吉思汗法典》、《成吉思汗大法》）、記錄所辦案件等，成為加強統治的重要輔助手段。《成吉思汗法典》頒布實施於1206年，是世界上應用範圍最廣的成文法典，也是世界上最早的憲法性文件。《成吉思汗法典》建立了以民主為基礎的行政權與司法權分立的共和政體和一系列制度，其中，以兩權制約為基礎的判例制度比英國的判例制度產生早近600年。
1206年，成吉思汗任命其養子失吉忽圖忽為大斷事官。由大斷事官專門負責掌管民戶的分配。成吉思汗又命失吉忽圖忽審斷刑獄詞訟，負責懲治盜賊、察明詐偽、施以刑法。大斷事官實際上是大蒙古國的最高行政官，相當於漢族官制中的丞相。大斷事官之下還有若干斷事官作為僚屬。此外諸王、貴戚、功臣有分地者，也各置斷事官治其本部百姓。

### 對外擴張

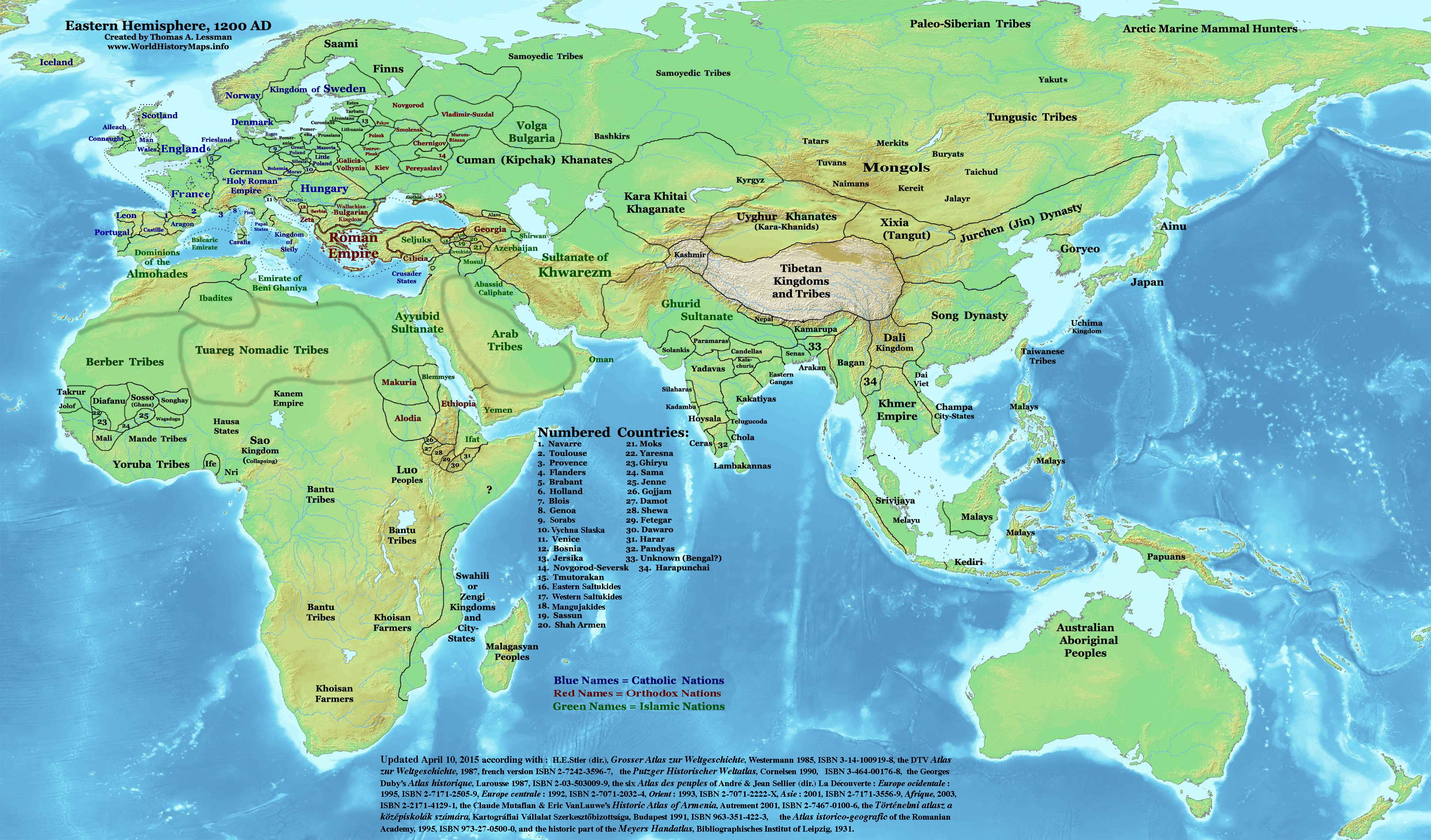
成吉思汗擴張前的歐亞地圖

#### 征西夏
成吉思汗在建國前的1205年（西夏天慶十二年），率軍第一次入侵西夏。這次只是小規模的掠奪。1207年（西夏應天二年）秋，成吉思汗借口西夏不肯稱臣納貢，再次興兵，攻陷西夏北部重鎮斡羅孩城。一年後的1209年（西夏應天四年），成吉思汗第三次發兵，抵斡羅孩西關口。當時西夏皇帝為夏襄宗李安全，他令皇子李承禎為元帥，大都督府主高逸為副，率兵五萬抵擋，大敗，高逸被俘而死。蒙古軍再攻斡羅孩城，守將出降，太傅西壁訛答在城內堅持巷戰，仍不免力屈被俘。蒙古軍長驅直入，進逼中興府的外圍要隘克夷門（賀蘭山關口）。李安全急令嵬名令公率軍五萬拒戰。嵬名令公堅持了兩個月，最後中了蒙古軍的埋伏，兵敗被擒。克夷門既下，蒙古軍進抵都城中興府。成吉思汗派遣所俘的西壁訛答太傅入中興府談判，曉以利害。李安全自知難與蒙古軍為敵，遂將女兒察合公主獻給成吉思汗，表示願降蒙古，歲歲進貢，聯蒙抗金。至此，成吉思汗實現了他的戰略目標，他得以專心進攻更主要的敵國──金朝。屈辱的求和，加劇了西夏統治集團內部的鬥爭。不久，李安全被廢而死，他的堂侄李遵頊被立為帝，是為夏神宗。但在夏神宗之後，西夏仍然不能有效地抵御剽悍的蒙古騎兵，在成吉思汗四海揚威之際，終至亡國。
成吉思汗的三次征西夏，掠奪了大量人口、財物以及牛羊、駱駝等，同時也鍛煉了軍隊，更重要的是戰略上取得了偉大勝利，他雖然沒有徹底征服西夏，但卻使西夏內部產生了動蕩不安，矛盾加深，因而造成政權一再更迭，國力大衰，沒有能力與蒙古人抗衡，進而動搖了夏金聯盟，解除了西夏對大蒙古國的威脅。從此以後，成吉思汗集中全部精力和全部力量，來對付他的主要敵人金王朝了。但從1216年（西夏光定六年）起，由於成吉思汗在進攻金朝和西征西遼的過程中，不斷向西夏征兵、收貢，使西夏統治者感到負擔十分沉重，於是對蒙古漸漸疏遠。這樣，又引起蒙古的不滿，侵西夏的戰爭又爆發了。
1217年（金贞祐五年/興定元年），成吉思汗封大將木華黎為太師國王，率軍侵金。木華黎南下進攻金朝的同時，又一次派軍隊攻打西夏。當年十二月，蒙古軍踏冰渡過黃河，長驅直入，很快包圍了中興府，夏神宗李遵頊心驚肉跳，帶著幾個手下人和嬪妃逃到西平府（即靈州），讓太子李德任守城。面對強敵，西夏軍無力抵抗，李德任不得不向蒙古軍隊請降，蒙古軍隊勝利，木華黎率軍隊返回金朝戰場。1221年（金興定五年/西夏光定十一年）十月，木華黎由東勝渡河，準備經過西夏，進攻金朝的陝西地方。李遵頊惶恐不已，急忙派大臣塔海去迎接木華黎，又派塔哥甘普領兵五萬，追隨木華黎進攻金朝。心力交瘁的李遵頊無力支撐危局，於1223年（西夏光定十三年/乾定元年）把王位讓給次子李德旺，自稱太上皇隱退。李德旺即位後深感蒙古勢力的可怕，想乘成吉思汗西征之機，聯合漠北諸部落，組成抗擊蒙古的聯盟。當時成吉思汗正率軍西征花剌子模國，得悉西夏「陰結外援，蓄異圖」的密報後，雖知情況緊急，無奈戰事正緊，無法脫身，故令木華黎之子（木華黎已去世）孛魯，迅速從金朝回兵進攻西夏。1224年（西夏乾定二年）九月，蒙古軍襲擊西夏，大破銀州（今陝西榆林南），夏兵10萬人戰死，守將塔海被俘後遭到殺害，蒙古軍擄掠牲口、牛羊達數十萬之多。西夏國王李德旺不得不再次向蒙古表示臣服，蒙古軍退走。西夏在蒙古軍隊的一再打擊下，離最後的覆亡已為期不遠了。

#### 征金
1211年（金大安三年）秋，金朝邊境烏沙堡（在今內蒙古鑲黃旗境內）遭到成吉思汗的大將哲別的進攻。金兵統帥獨吉思忠領兵抵御，戰敗退兵，蒙古軍乘勝而進。從此拉開了成吉思汗攻金的序幕。金是蒙古諸部的宗主國，成吉思汗曾助金擊滅塔塔兒，以獲得金帝所授「札兀惕·忽里」（部長）之職為榮耀，在他即大汗位之後，仍每年親自赴金邊境入貢。金又是蒙古的世仇，俺巴孩汗、斡勤巴儿合黑、合答安把阿禿兒等都慘死於金人之手，成吉思汗常「念其欺凌」，誓為復仇。1208年（金泰和八年），金章宗死，衛紹王完顏永濟即位，即位之後，他向蒙古遣使下詔書，要求成吉思汗跪拜接受。成吉思汗問：「誰是新皇帝？」金使答：「衛王。」成吉思汗南面而唾，說：「我以為中原的皇帝是天上人做，這等庸懦之輩也配嗎？豈能向他跪拜！」言罷策馬北。完顏永濟從金使那裡聽到這個消息，便陰謀趁成吉思汗下次入貢殺之。成吉思汗得到密報，遂與金朝絕交，嚴兵設備，並於1211年（金大安三年）先發制人，親率大軍南下，於是有了烏沙堡擊敗金將獨吉思忠之役。金兵潰敗，獨吉思忠以失於防御被解職，由完顏承裕主持軍事。完顏承裕不敢正面抗擊蒙古軍，一路撤退，退至宣平（今河北張家口市西南），以大軍三十萬守野狐嶺（今河北萬全縣膳房堡北）。成吉思汗命木華黎為蒙古軍先鋒，他策馬橫戈，大呼陷陣，成吉思汗繼以諸軍並進。金兵大敗，死者枕藉，整個原野都充滿了血腥氣味。成吉思汗追擊潰敗的金兵至會河堡（今河北懷安縣東），再殲金兵無數，完顏承裕隻身逃入宣德（今河北宣化縣）。野狐嶺之戰，「金人精銳盡沒」，蒙古人終於取得了進攻金朝的第一場大勝仗，他們以此為榮，很久以後還常常提起這件事。
1212年（金崇慶元年），成吉思汗再次大舉南侵，攻佔昌州、桓州、撫州，再攻金西京。因金將固守，蒙古軍退回。又攻金東京遼陽府，擄掠而去。1213年（金崇慶二年/貞祐元年）秋，成吉思汗自陰山進軍，經宣德州至懷來，大敗金完顏綱軍。乘勝進居庸關，威脅中都。蒙古軍兵分三路攻掠黃河以北的山東、河東、河北路州縣，直抵登州（今山東蓬萊）、萊州（今山東掖縣）海濱。1214年（金贞祐二年）春，擄掠大批財物後又返回居庸關一帶，圍攻中都。金宣宗南遷金軍敗退，朝中混亂。駐守中都城北的右副元帥紇石烈執中在1213年（金至寧元年）八月殺衛紹王完顏永濟，迎立金世宗孫完顏珣繼帝位（金宣宗）。1213年（金贞祐元年）九月，金宣宗完顏珣遣使向蒙古軍求和。1214年（金贞祐二年）三月，中都被圍，金宣宗獻納人口財物，並將衛紹王女岐國公主獻給成吉思汗。成吉思汗許和退軍。1214年（金贞祐二年）五月，金宣宗深恐蒙軍再侵，率皇室百官，運載珠寶財物，遷都到南京（開封）。成吉思汗得知金朝遷都南逃，再次統兵南下。1215年（金贞祐三年）春，蒙古軍陸續收降中都附近州縣金朝將官，擊敗前來救援中都的金軍。1215年5月31日（金贞祐三年五月初二日），完顏承暉眼看中都解圍無望，服毒自殺，抹撚盡忠棄城出逃。蒙古軍遂入中都。成吉思汗當時在桓州涼涇避暑，聞報後命石抹明安鎮守中都，遣失吉忽圖忽等登錄中都帑藏，悉載以去。是年，中都與遼東、河北、山東860餘城，皆為蒙古軍攻佔。
中原山東、河北地區接連爆發武裝起義，而一些地主豪強也趁機擁兵自保，出現了武裝割據的局面。1217年（金贞祐五年），成吉思汗封其大將木華黎為太師國王，命他專統大軍攻金。其間，木華黎很注重利用漢族地主武裝的作用，而且除殺掠之外，開始注意佔據城邑、安集百姓而行經久之計。而金朝面臨蒙古軍強大的攻勢，又興兵南下侵宋，以求得補償。但在數年的戰爭中，金在宋、蒙古與西夏的聯合進攻下，國勢日衰，陷孤立之中。而木華黎大量招降反金的漢族武裝力量，幾年中，攻取了金之遼東、遼西、山東、河北、陝西等大片土地。木華黎死後，金哀宗停止南侵宋朝，集中兵力抵抗蒙古，曾收復了絳州、平陽、太原府。但為時已晚，成吉思汗完成西征，已回師中原。1227年（金正大四年），蒙古滅西夏後，拒金求和，進軍鳳翔府及京兆府，關中震動。成吉思汗死後，金軍雖小有勝績，但仍無力挽回敗局。

#### 納金人才
佔領金中都在戰略上的意義自不待言，除此之外，蒙古帝國還有另外一個重要收獲，那就是耶律楚材（1190年－1244年）的投順。在對金戰爭中，成吉思汗很注意延攬金統治下原遼朝的遺民，著力將其收為己用。耶律楚材家族原為遼朝貴族東丹王後裔，且又長期在金朝擔任高官，地位與聲望皆十分顯赫。蒙古兵圍中都之時，耶律楚材適在中都，因而受到成吉思汗的注意。耶律楚材於「戊寅之春，三月既望」即1218年（金興定二年）受成吉思汗召，於是他「始發永安（今北京），過居庸，歷武川（今河北宣德），出雲中（今山西大同西）之右，抵天山（今大青山）之北，涉大磧，逾沙漠。未決十旬，已達行在。」此番北行，既翻山越嶺又橫渡荒漠，歷時三月餘始抵達目的地，可謂艱苦，但耶律楚材可能當時並不知道這相對於他不久之後的遠行來說，不過是小小的短足而已。在綠連河畔（即今克魯倫河），耶律楚材被成吉思汗召見並受到賞識，成吉思汗命其「處之左右，以備咨訪」。這之後不久，耶律楚材就趕上了蒙古帝國歷史上的第一次西征。
金廷南遷之後，已無力恢復對黃河以北地區的有效統治，而蒙古軍隊對所佔州縣又多在殺掠後放棄，因此地方上的地主豪強紛紛起而割據自保，一時間「河北群雄如牛毛」。1217年（金興定元年），成吉思汗封拜其「四傑」之一木華黎為太師、國王、都行省，全權負責對金戰事。此後不久成吉思汗統蒙古軍主力西征花剌子模，留給木華黎的蒙古軍只有大約13000人，另有汪古騎兵萬人。木華黎逐漸改變了過去肆行殺戮、得地不守的做法，大力招降並利用漢、契丹、女真等族地主武裝與金朝作戰，而金朝也以高爵招徕華北土豪，分別依附蒙、金兩方的地方勢力彼此展開了拉锯式的爭奪。此後十餘年間戰鬥雖有反覆，不過總的趨勢是附蒙一方漸居上風，越來越多的地方軍閥倒向蒙古。在山東，儘管南宋也加入了對當地勢力的爭取，但該地最終仍然落入蒙古的控制。蒙古對率部或納土歸降的軍閥、官僚，通常沿用金朝官稱，授予元帥、行省之類統軍管民之職，許其世襲，並可自關僚屬，稱為「世侯」。當時力量較強的世侯，河北地區主要有永清史天澤、易州（今河北易縣）張柔，山東地區則有東平嚴實、濟南張榮、益都李全等。

#### 降西北諸部與滅西遼
1208年（金泰和八年/宋嘉定元年），成吉思汗派兵前往征討西逃的蔑兒乞部脫黑脫阿、乃蠻部屈出律以及「林木中百姓」，前鋒路遇斡亦剌惕部首領忽都合別乞，不戰而降之，忽都合別乞就充嚮導，涉過冰封的額爾齊斯河，大破蔑兒乞部，脫黑脫阿中矢死，屈出律亡走西遼。忽都合別乞為蒙古軍引路，有斡亦刺惕種的忽都合別乞，比萬乾亦惕種「先來歸附」，忽都合別乞引領蒙古軍，「入至黑失惕地面」，斡亦剌（斡亦刺惕諸部）、不里牙惕（即布里亞特，據蒙文史籍載，布里亞特人自稱「斡亦剌惕·布里亞特」）分布於貝加爾湖東西，併入蒙古部前，就知道使用馬。巴兒渾（即巴爾忽諸部）、兀兒速惕（該部居住在謙河以北烏斯河流域，命名為鄂倫春）、合不合納思（該部居住在謙河之源）、康合納思（該部屬吉利吉思人中的一部落，居住在貝加爾湖西側的安加拉河）諸種部都投降了。
1217年（金興定元年/宋嘉定十年），成吉思汗把南下滅金的任務交給木華黎，親自率兵直指西方。當時蒙古蔑兒乞部落首領脫黑脫阿的兒子忽都和乃蠻部落太陽汗的兒子屈出律敗逃楚河流域，仍在西方活動。忽都結集蔑兒乞殘部，圖謀東山再起。1217年秋，成吉思汗命令速不台率軍征伐忽都，速不台翻越崇山峻岭，到達楚河，與蔑兒乞殘部作戰，殺死忽都，消滅了蔑兒乞的殘餘勢力。屈出律與花剌子模國王勾結，篡奪了西遼政權，推翻了契丹人統治，在新疆喀什噶爾、和田至錫爾河右岸地區建立了勢力範圍。
在大規模的西征之前，蒙古就已經開始向西拓展勢力。攻滅乃蠻、蔑兒乞後，首先收服了畏兀兒。畏兀兒在宋朝時稱高昌回鶻，其地以哈剌火州（即高昌，今新疆吐魯番）和別失八里（亦稱北庭，今新疆吉木薩爾）為中心，首領稱亦都護（源於突厥語，意為「幸福之主」），臣屬於西遼。西遼在畏兀兒設少監之官進行監治，其人仗勢欺凌， 引起畏兀兒人不滿。1209年（金大安元年/宋嘉定二年），畏兀兒亦都護巴而朮·阿而忒·的斤殺西遼少監，遣使降於蒙古。1211年（金大安三年/宋嘉定四年），他又親赴蒙古朝見成吉思汗，成吉思汗對其十分優待，以女許嫁，視為第五子，「使與諸皇子約為兄弟，寵異冠於諸國」。此後畏兀兒成為蒙古藩屬，須履行入質、納貢、從征等義務，同時亦都護的傳統稱號依然保存，並對畏兀兒領地和百姓享有世襲統治權。中亞地區還有另外一個依附於西遼的民族哈剌魯，居於巴爾喀什湖東南伊犁河、楚河一帶，是唐時西突厥支裔葛邏祿之後，首領稱阿兒思蘭汗。至此他們也殺掉西遼監護官，向蒙古歸降。這一時期，西遼在西方敗於勢力日漸上升的伊斯蘭教國家花剌子模，東部的畏兀兒、哈剌魯又相繼叛附蒙古，國勢衰頹。被蒙古擊敗的乃蠻王子屈出律逃到西遼，篡奪了帝位。1218年（金興定二年/宋嘉定十一年），成吉思汗遣哲別率軍征討屈出律，將他捕獲殺死，西遼疆土盡歸蒙古。此前，居於貝加爾湖以西的森林部落禿馬惕部起兵反抗蒙古統治，殺死了成吉思汗的得力大將、「四傑」之一博爾忽，吉利吉思等部也起而響應。成吉思汗派長子朮赤領軍鎮壓，將起事平定。

### 第一次西征
花剌子模是阿姆河下游的古國，都城玉龍傑赤（今土庫曼斯坦庫尼亞烏爾根奇），十一世紀中葉降服塞爾柱帝國，塞爾柱算端任命突厥族侍臣阿努什的斤為監督。十一世紀末，花剌子模沙（Shah，波斯語「國王」之意）被殺，阿奴思子庫都不丁被任命為花剌子模長官，襲用花剌子模沙的稱號，子孫世襲。1141年（回歷535年），西遼擊敗塞爾柱算端，花剌子模沙又向西遼稱臣納貢。其後利用塞爾柱帝國衰落之機，據有呼羅珊西部；十二世紀末，滅塞爾柱算端，勢力擴展至波斯西部。1200年（回歷596年），花剌子模沙摩訶末繼位，又征服了呼羅珊東部的古爾王朝。1209年（回歷605年/成吉思汗4年），花剌子模殺西遼索貢使臣，併吞了撒麻耳干地區的西遼屬國西喀喇汗國；次年，在塔拉斯河畔打敗西遼軍。至此，摩訶末成為穆斯林世界最強大的統治者。他自稱算端，用武力迫哈里發正式加封，未成；發兵攻西遼，取其西境錫爾河上游沿岸諸城，並策劃進一步向東擴張。1215年（回歷611年/成吉思汗10年），他派遣一使團到東方探聽蒙古與金朝的戰爭情況。成吉思汗接見了使者，表示願與花剌子模友好通商，並遣使回訪，同時組織了一支四百多人的商隊前往花剌子模貿易。1218年（回曆614年/成吉思汗13年），商隊抵達花剌子模邊城訛答剌（今哈薩克斯坦錫爾河中游東之齊穆耳），該城長官哈只兒只蘭禿貪圖商隊財物，竟誣為間諜，將他們盡加殺害，奪其貨物。一名倖免於難的駱駝夫逃回蒙古報告，成吉思汗憤怒至極，遣三使者問罪，又被摩訶末殺一人，二人剃鬚後驅逐出境。於是，兩國之間的戰爭不可避免了。
1219年（成吉思汗14年）夏，成吉思汗統領二十萬大軍越過阿勒台山，在也兒的石河駐夏後，即進入花剌子模國境，分兵四路：命察合台、窩闊台圍攻訛答剌，朮赤率一軍沿錫爾河而下攻取氈的、養吉干等城，阿剌黑那顏率一軍攻取錫爾河上游忽氈等城及費爾干納地區，自與拖雷統領中軍徑趨河中。摩訶末聞蒙古軍已過錫爾河，慌忙從新都撒麻耳干退到阿姆河南岸。1220年（成吉思汗15年）二月，成吉思汗攻陷不花剌；同年三月，進圍撒麻耳干，攻五日，拔之。遣速不台、哲別等統兵三萬追擊摩訶末。摩訶末在蒙古軍緊緊追逼下輾轉西逃，最後遁入寬田吉思海（裏海）南岸附近一個島上，大約在1221年1月11日（成吉思汗15年12月16日）病死，傳位於其子札蘭丁。
1220年（成吉思汗15年）秋後，成吉思汗命拖雷率領一支精銳部隊渡過阿姆河，攻取呼羅珊地區諸城，到1221年（成吉思汗16年）夏，馬魯、你沙不兒、也里等城被相繼攻陷。朮赤、察合台、窩闊台三兄弟被派去攻打玉龍傑赤，經過幾個月的激烈戰鬥，始攻克玉龍傑赤。成吉思汗自統大中軍攻取武耳迷等阿姆河沿岸諸城後，於1221年初渡阿姆河，取巴里黑，進圍塔里寒寨，連攻七個月，拖雷率軍來會，才攻克。此時，花剌子模沙札蘭丁在哥疾寧重新集結了約十萬軍隊，進屯八魯灣川，打敗了失吉忽圖忽率領的三萬蒙古軍，聲勢復振，已被蒙古佔領的一些呼羅珊城市紛紛起義響應，殺死蒙古戍將。成吉思汗會合諸路軍隊，越過大雪山（興都庫什山），進攻札蘭丁，而札蘭丁卻因部下諸將爭權奪利紛紛離散，勢力轉衰，不敢抗擊蒙古軍，退卻到申河（印度河）。1221年（成吉思汗16年）十一月，成吉思汗在申河北岸一舉擊潰札蘭丁軍，札蘭丁逃入印度。1222年（成吉思汗17年）春、夏，蒙古軍繼續攻略申河一帶地區，鎮壓呼羅珊諸城叛亂。秋末，成吉思汗回師撒麻耳干，在西域諸城設置了達魯花赤（鎮守官）；冬，啟程東還，1225年（成吉思汗20年）春回到蒙古。
速不台、哲別率領蒙古軍完成了追擊摩訶末的任務後，繼續抄略波斯中西部諸城。1222年（成吉思汗17年）春，攻入谷兒只（喬治亞）、失兒灣等地，由打耳班（今喬治亞巴庫西北捷爾本特）越過太和嶺（高加索山），進入阿速（又稱阿蘭，高加索北麓的伊朗語族部落）、欽察（突厥語部落，分布在裏海至黑海之北，東羅馬人稱之為庫蠻，俄羅斯人稱之為波羅維赤）之境，先後將阿速、欽察諸部各個擊破，遂駐冬於欽察之地。欽察首領玉里吉向斡羅思（俄羅斯）伽里赤王密赤思老求援，伽里赤王約集斡羅思諸王公到乞瓦（基輔）會商，決定與欽察人聯合起來抗擊蒙古，遂殺死速不台、哲別派來的議和使者。1223年（成吉思汗18年）五月，蒙古軍與斡羅思、欽察聯軍會戰於阿里吉河（今烏克蘭馬里烏波爾市北）之東，斡羅思諸王公互不團結，不能協同作戰，終被蒙古軍一一擊潰。速不台、哲別統兵抄掠斡羅思南部諸地後，東還，經亦的勒河（伏爾加河），又攻掠不里阿耳國，然後由裏海、鹹海之北返回蒙古。

### 征服華北

#### 滅西夏
1225年（西夏乾定三年），成吉思汗結束西征東返後，決定先攻滅西夏，隨後集中力量從黃河上游渡河而南，東向攻伐金朝。1226年（西夏乾定四年），成吉思汗以西夏曾拒絕出兵助戰和不履行交納質子為理由，親率10萬大軍從東、西兩路向西夏發動了強大的鉗形攻勢。西路蒙古軍由大將阿答赤統帥，一路勢如破竹，連取沙州、肅州、甘州、西涼府等西夏重鎮；另一路大軍由成吉思汗親自統帥，自漠北南下，攻破黑水、無剌海等城，並於靈州（今寧夏靈武西南）附近黃河岸邊重創西夏軍主力，西夏天險喪失，夏献宗李德旺驚悸而卒，夏人立南平王李睍為主。
1226年（西夏寶義元年）秋，蒙古軍取西涼府（今武威）及搠羅、河羅等縣。逐踰沙陀（沙漠）東進，至黃河九渡，取應理（今中衛市）等縣。1226年11月29日（西夏寶義元年十一月初九），蒙古軍開始圍攻靈州。西夏末主李睍以嵬名令公爲前鋒，發自中興府，帥五十營救靈州。1226年12月5日（西夏寶義元年十一月十五日），成吉思汗揮兵踐水渡河迎擊。蒙古軍箭無虛發，大破西夏援軍。夏主遁回中興府。成吉思汗曰：「李晛經此敗，不能復振矣。」是役，戰況激烈，蒙古軍死者十之一，西夏兵死者十之三。1226年12月16日（西夏寶義元年十一月二十六日），成吉思汗駐蹕鹽州川（在今鹽池縣境）。
1227年（西夏寶義二年）正月，成吉思汗留一部分軍隊圍攻中興府，自己率師渡黃河而南，進入金朝境內，相繼攻破金朝控制的積石州、臨洮府、洮州、河州及西夏的西寧州，西夏和金朝的勢力由此退出河湟地區。1227年（西夏寶義二年）六月，成吉思汗駐軍甘肅清水（今甘肅清水縣）。1227年8月25日（西夏寶義二年七月十二日），病逝於軍中，遺言：「金精兵在潼關，南據連山，北限大河，難以遽破。若假途於宋，金，宋之世仇也，必許我，則由唐、鄧直搗大梁。金雖撤潼關之兵以自救，然千里赴援，士馬俱疲，吾破之必矣。」成吉思汗享年六十六歲，在位二十二年。葬起輦谷。是月，西夏末主李睍因糧盡援絕，瘟疫流行，被迫獻城出降，被蒙古軍所殺，存續近兩個世紀的西夏王國宣告滅亡。元朝建立後追謚成吉思汗為聖武皇帝，後又加謚法天啟運聖武皇帝，廟號太祖。

#### 聯宋滅金
成吉思汗去世後，暫由幼子拖雷監國。1229年9月13日（金正大六年/宋绍定二年八月二十四日），成吉思汗第三子窩闊台繼承汗位，後被元朝追尊為元太宗。此後蒙古便集中力量攻打金朝，到成吉思汗去世時，蒙古軍進入甘肅東部地區。此時已在對金朝作戰中取得壓倒性優勢，金朝只能固守黄河防線，苟延殘喘。據載成吉思汗臨終曾擬定借道於南宋、迂迴從後方給金朝致命一擊的戰略計畫。1231年（金正大八年/宋绍定四年），大蒙古國第二代皇帝窩闊台在官山（今內蒙古卓資北）大會諸王，議定分兵三路伐金。窩闊台自統中路軍由山西正面發起攻擊，鐵木哥斡赤斤統左翼軍由山東進兵，拖雷則統右翼軍從寶雞南下，繞道宋境，包抄金朝後方。這一年冬天，窩闊台攻破河中府（今山西永濟西），渡過黃河。拖雷從大散關入漢中，沿漢水東下，經過長距離的艱苦行軍，自鄧州（今河南鄧縣）繞出金朝背後。
1232年（金開興元年/宋绍定五年）春，拖雷趁天降大雪之機，大破金軍主力於釣州（今河南禹縣）南邊的三峰山，北上與窩闊台會師，金朝滅亡的大局已定。大將速不台包圍金南京，金哀宗完顏守緒棄城出逃。1233年3月5日（金開興元年正月二十三日），金京城西面元帥崔立殺留守完顏奴申等，獻南京降蒙古。金哀宗由歸德（今河南商丘）走蔡州（今河南汝南），蒙古與南宋達成協議，合兵將金哀宗圍困在蔡州城內。1234年2月9日（金天兴三年正月初十），金哀宗慌忙傳位於元帥完顏承麟，不久，城陷，金哀宗自縊身亡，完顏承麟亦被亂兵誅殺。至此，金朝滅亡，但是在秦、功一帶的金朝勢力依然存在。為此，窩闊台命次子闊端從攻宋前線領兵而西，規復河隴地區。1235年（窩闊台汗7年），當闊端率兵進抵鞏昌城下時，金朝鎮遠軍節都使、鞏昌便宜總帥汪世顯率眾歸附，得到闊端的嘉獎。在汪世顯的帶動下，秦、鞏一帶二十餘州，先後歸附蒙古。至此，金朝在西北的殘餘勢力，幾乎為蒙古軍所消滅。
金朝滅亡後，按照蒙、宋協約，蔡州以南歸宋；蔡州以北歸蒙古。於是，蒙古大軍北還，留速不台鎮守河南。可是南宋淮東制置使趙葵卻建議乘蒙古撤軍之機，出兵收復中原。這一建議得到宋理宗趙昀的允准，命趙葵率軍6萬取汴京，徐敏子西攻洛陽。速不台率軍擊退了宋軍的進攻，使南宋收復三京（汴梁、歸德、洛陽）的舉動遭到失敗。這次交戰，成為蒙古決心討伐南宋的導火線。

### 成吉思汗之後的擴張

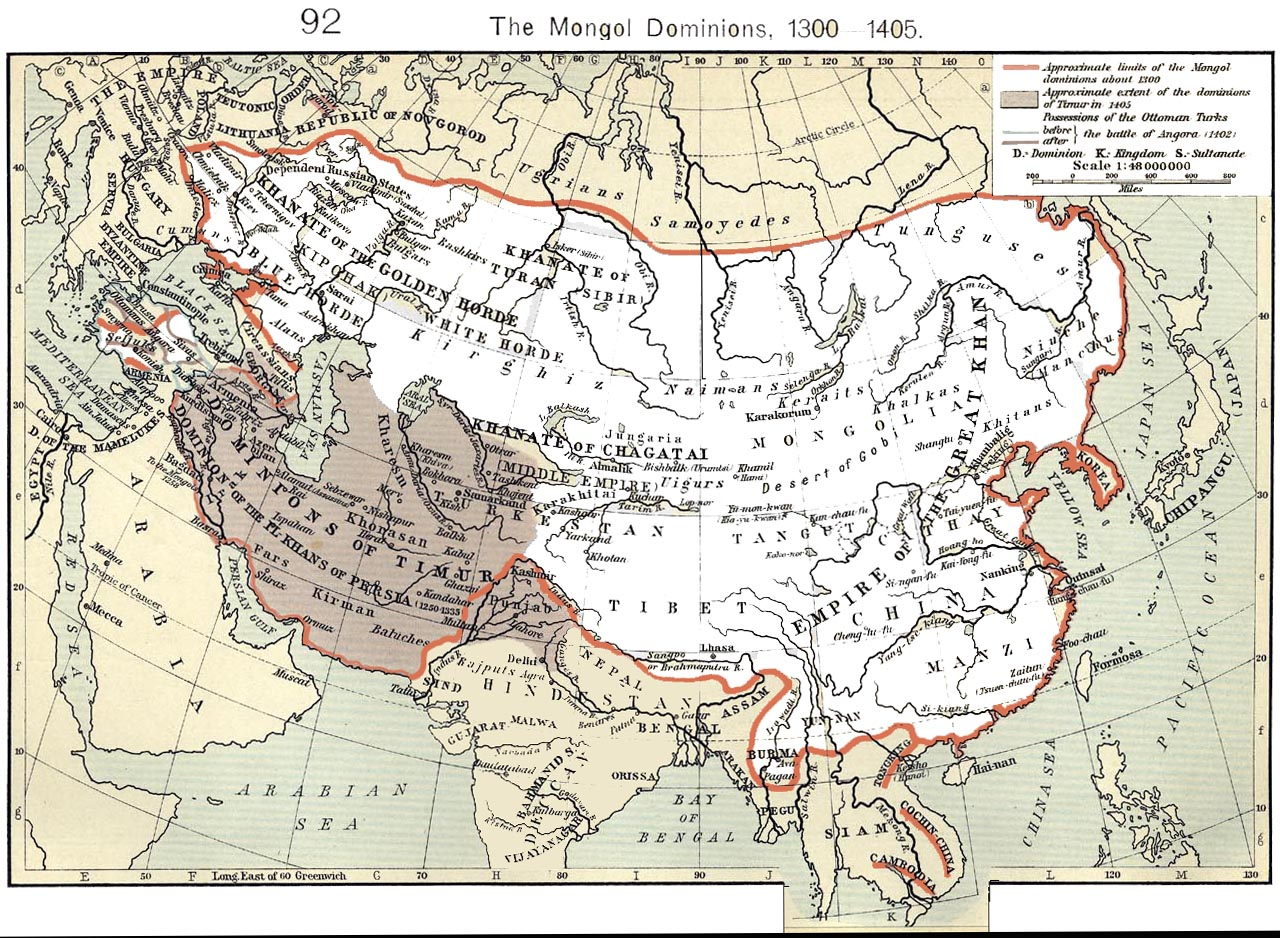
大德四年（1300年）以後元朝及其汗國的大致版圖。其中西亞深灰色部分為後來突厥化蒙古人勢力建立的帖木兒帝國

#### 窩闊台攻宋之戰
南宋發動端平入洛之役後，蒙古指責南宋「開釁致兵」，破壞盟約，並積極進行大舉南下攻宋的軍事準備。1235年（宋端平二年）春，窩闊台決策攻宋，蒙古軍三路南下，攻勢十分猛烈。西路軍橫掃東至三峽、西至大渡河之間的大片蜀地，曾一度佔領成都，迫使宋軍退守夔門；中路軍攻佔襄陽要地，兵圍江陵；東路軍在兩淮也前出至舒、廬，「謀搗江面」，引起江南震動。但是，由於各地宋軍的積極抗擊，蒙古軍未能進一步深入。
此次攻宋之戰，蒙古軍之所以未能達到滅宋的預期目的，主要有兩方面的原因：一是戰略指導有誤。同時開闢三大戰區，戰線過長，主攻方向不明，兵力分散，而無法實施各路軍協同作戰。二是蒙古軍深入江淮和巴蜀的河網高山地區，騎兵快速機動的特點難以發揮，而暴露了蒙古軍缺乏水軍的劣勢。如入蜀蒙古軍僅郝和尚拔都選驍勇9人乘輕舟往來於江上，卻無力順流而下，東攻兩湖。中路軍進至枝江，遂「自枝江、宜都競上，伐竹木，毀室廬，斧斤之聲日聞，直欲為渡江計」。然而，臨時造船，難以競渡。不建立一支強有力的水軍，蒙古難以實施滅宋計劃。
儘管如此，蒙古軍仍取得不小戰績。開闢了全面對宋作戰的戰場，摧毀了長江中上游地區的許多城防設施，達到了不佔有境土而破壞其生機的目的，為以後攻宋創造了條件。1241年12月11日（宋淳祐元年十一月初八）遲明，窩闊台病死，蒙古統治集團內部紛爭激烈，幾易其主，因此無暇全力部署攻宋，僅有零散的局部戰爭。直至蒙古內部穩定後，再次發動了對宋的攻勢。

#### 第二次西征
1235年（窩闊台汗7年），窩闊台召集諸王大會，決定征討欽察、斡羅思等國，命各支宗室均以長子統率出征軍，萬戶以下各級那顏也派長子率軍從征。諸王以朮赤子拔都為首，以老將速不台為主帥。1236年（窩闊台汗8年）秋，蒙古軍滅不里阿耳。1237年（窩闊台汗9年）春，滅欽察；同年秋，進兵斡羅思，攻取也烈贊（梁贊）城。1238年（窩闊台汗10年），分兵四出，連破莫斯科、羅斯托夫等十餘城，最終合兵攻陷弗拉基米爾大公國首府。1239年（窩闊台汗11年），滅高加索山北麓之阿速國，攻入斡羅思南境；遣使至乞瓦（基輔）諭降，被殺。1240年（窩闊台汗12年），拔都親統大軍圍困乞瓦，四周架炮猛攻。其王米海依畏敵，先已逃入孛烈兒（波蘭），名將德米特爾領導乞瓦軍民進行了英勇抵抗，城破，德米特爾受傷被捕，拔都嘉其忠勇，赦之不殺，但乞瓦軍民則遭到殘酷屠掠。蒙古軍攻陷乞瓦後，繼續西進，攻佔伽里赤，其王逃入馬札兒（匈牙利）。
1241年（窩闊台汗13年）春，拔都分兵兩路，一路由諸王拜答兒、大將兀良哈台率領，攻孛烈兒；一路由拔都、速不台率領攻入馬札兒。拜答兒一軍破散多米兒城，抵克剌可夫，孛烈兒王棄城遁，蒙古軍焚毀其城，遂入西里西亞境。西里西亞侯集孛烈兒諸軍，與來援之捏迷思（日耳曼）軍聯合抗敵，激戰於里格尼茨，被蒙古軍擊潰。里格尼茨之戰使歐洲諸國十分震驚，感受到蒙古入侵的嚴重威脅。但由於教皇和德意志神聖羅馬帝國皇帝的尖銳矛盾，未採取一致的對策。蒙古軍獲勝後，又攻入莫剌維亞，南下與拔都軍會合。拔都軍在撒岳河（當即《元史》所載郭寧河）畔擊潰馬札兒軍，進拔佩斯城（當即《元史》所載馬茶城），分兵四出抄掠。有一支進至維也納附近的諾依施達。冬，拔都大軍渡過禿納河（多瑙河），攻陷格蘭城。1242年（乃马真后元年）初，遣諸王合丹率一軍追擊馬札兒王貝拉四世。不久，窩闊台死訊傳來，拔都率軍東還，1243年（乃马真后2年）初，到達伏爾加河下游的營地。從此拔都就在這裡立國，建薩萊城（今阿斯特拉罕附近）為國都。統有東起也兒的石河，西至斡羅思的遼闊地域，史稱欽察汗國（因以原欽察部地為中心而得名）。

#### 征服吐蕃
隨著吐蕃在九世紀滅亡，百餘年間青藏高原處於分裂混亂局面，佛教亦一度衰敗，其後再度風行。它分裂成許多宗派，與地方的封建貴族勢力結合。主要有噶當派、薩迦派、噶舉派、寧瑪派等。由於薩迦派的款氏家族與西夏王室夙有姻親關系，據說成吉思汗在第一次出征西夏，取得了青海柴達木地區之後，即致書薩迦寺的大喇嘛，表明了對喇嘛教的尊重和遣軍入藏的意向。但是由於夏、金未滅，成吉思汗未遑遠略，以後又因迭次西征，征服西藏的問題一直未提上日程。然一些鄰近陝蜀的吐蕃首領，已陸續有一部份臣服。
1239年（窩闊台汗11年），窩闊台的兒子、受封領有青藏地區、駐戍涼州的闊端派將軍多達那波率軍入藏，直至拉薩北部的熱振寺、傑堆寺等地，隨即北撤，向闊端報告烏思藏各派的情況，說：「現在衛藏地方的噶當教派的寺廟最多；達壟教派（即達壟噶舉）的僧人戒律清整；止貢教派（即止貢噶舉）的京俄大師具大法力；薩迦派的班智達學富五明。」建議任命宗教首領來管理其地。1244年（乃馬真后3年），薩班（即薩迦班智達，Sa-skya-pandita的簡稱，panditax·為通明「五明」的人）奉召攜其二侄八思巴、恰那前赴涼州；1247年（貴由汗2年），與闊端商妥了烏思藏歸順蒙古的條件，並發回了有名的、致烏思藏納里的僧俗首領的信。從此西藏正式歸屬蒙古帝國。

#### 貴由與兩皇后稱制
1241年（窩闊台汗13年），窩闊台死後忽里勒台會議仍未馬上召開，由窩闊台的皇后乃馬真氏脫列哥那臨朝稱制。脫列哥那狡黠多權術，以濫行賞賜換取宗王大臣擁護，攝政達五年之久。成吉思汗幼弟鐵木哥斡赤斤企圖乘虛而入奪取汗位，但未能成功。1246年（宋淳祐六年），舉行忽里勒台選汗大會，雖然窩闊台生前曾指定其孫失烈門（窩闊台第三子闊出之子）為繼承人，但脫列哥那卻希望選立自己所生長子貴由。經她的活動，貴由遂被推舉為大汗。
貴由即位以後面臨的首要問題就是整頓朝政，鞏固和加強自己的最高統治地位。脫列哥那稱制期間，貶抑窩闊台時期的舊臣耶律楚材、鎮海和牙老瓦赤等人，使耶律楚材「憤恨而死」，鎮海、牙老瓦赤等人則逃亡，投靠了闊端和拔都。朝政由脫列哥那寵信的法提瑪和奧都剌合蠻把持。汗位虛懸，加上「庶政多親」，宗王貴族們便濫發牌符，遣使馳驛各地，隨意征財索物，汗廷和各地的正常統治秩序都受到嚴重影響。脫列哥那把貴由推上汗位，但仍然掌握著汗廷大權。貴由即位以後，處死了法提瑪，重新起用鎮海、牙老瓦赤等人，並當眾查收了宗王貴族們擅自發放的令旨牌符。貴由不顧脫列哥那的極力庇護，強行擒殺法提瑪，說明他從母親手中奪回了最高權力。母子反目，使脫列哥那不久就死去了。對公然想用武力奪取汗位的鐵木哥斡赤斤，貴由借宗王法庭之手將他處死。
貴由與朮赤之子拔都一向不和，在貴由西征時曾互相辱罵，一直爭執到窩闊台處。等到貴由正式即位，即派親信野里知吉帶出鎮波斯，圖謀對付駐守欽察草原的拔都。1248年（貴由汗3年）三月，貴由親率軍隊西行，拔都亦嚴兵為備，但貴由在路上突然死去，醞釀中的內戰終未爆發。皇后海迷失稱制。1251年7月1日（宋淳祐十一年六月十一日），蒙古貴族立拖雷長子蒙哥為大汗，後被元朝追尊為元憲宗。自此，蒙古帝位復歸於拖雷一系。蒙哥汗命其弟忽必烈總掌富庶的漠南之地，又遷徙窩闊台汗子孫及諸王於邊地，將海迷失皇后賜死，從而鞏固了汗位。

#### 蒙哥攻宋之戰
對於南方，與南宋間戰事也自蒙哥汗時代而加劇。金朝的討滅，名義上軍事同盟協力者南宋，實質無大助力，因而僅分得陳州（今河南省淮陽）與蔡州東南之地。南宋卻趁蒙古大軍北撤的河南空虛時刻，作軍事上投機，襲入汴京又圖進取洛陽，聞蒙古軍重返才急遽退歸，窩闊台時遣使責宋違約，戰釁開啟。但交戰只在南宋域內四川以至江淮間進退，大體呈現膠着，以後數年，戰爭性質且轉變蒙古軍的劫掠式蹂躪，攻略城市得手，殺俘居民與掠奪戰利品便退卻。
蒙哥汗即位六年，授權其弟忽必烈統轄漠南漢地軍、民、政三權，前代以來停滯的南宋領土侵略開始惡化，另一弟旭烈兀出征哈里發政權上一年的1252年（蒙哥汗2年），南宋經略的準備工作先已着手，忽必烈受命截切南宋四川西部之地南下，平定唐朝南詔國後身的雲南大理國，以及招降吐蕃成功。1257年（蒙哥汗7年），忽必烈奉召返蒙古本土，副統帥兀良哈台（速不台之子）續又進出中南半島，翌年征服交趾地方南宋屬國，替代李氏大越未久的陳氏安南國，從南宋北、西、南三方面大包圍作戰部署完成。
惟其如此，1258年（蒙哥汗8年），開始對南宋的征服作戰，蒙哥汗末弟阿里不哥留守和林，軍分三道，合四萬人號稱十萬。左翼軍忽必烈自河南南下，以長江中流域的鄂州（武昌）為攻略目標；右翼軍兀良哈台由交趾北上，向湖廣方面會合；蒙哥汗親自率的中軍，以甘肅省六盤山（成吉思汗崩駕所在）為前進基地，指向四川合州（重慶市以北四川省合川縣），準備奪取長江流域之地而沿江東進。不幸，1259年（蒙哥汗9年）夏秋之間，蒙古軍抵達四川時軍中痢疫大流行，蒙哥汗也被傳染不治，崩於合州前線釣魚山營中，年五十二歲，在位九年。南伐諸軍，乃全面北撤，也因猝然發生的蒙哥汗崩駕大變故，汗位爭奪再昇高層次，爆發同係拖雷位下的親兄弟鬩牆。

#### 降服高麗
蒙古南下征服中國，為避免背後受敵，降服高麗成為必要戰略。從1231年（窩闊台汗3年）至1259年（蒙哥汗9年），約三十年間蒙古六次出兵高麗。時高麗由武人崔氏主政，1232年（窩闊台汗4年）將國都由開京遷至江華島作長期抗戰。1257年（蒙哥汗7年），以崔氏政權沒落為轉機，高麗放棄抗戰方針，高麗高宗以還舊都和遣太子入朝為條件請和。1259年（蒙哥汗9年）四月，太子王倎入朝，但高麗高宗尚未還都開京，同年六月即病死，而蒙哥汗則於該年七月圍攻四川合川城時病歿。1259年（蒙哥汗9年）閏十一月，忽必烈由襄陽班師北上，王倎奉幣迎謁於道。忽必烈驚喜曰：「高麗萬里之國，自唐太宗親征而不能服，今其世子自來歸我，此天意也。」忽必烈乃命達魯花赤束里大等，護送王倎歸國。
王倎於中統元年（1260年）四月即位，是為高麗元宗。時，江淮宣撫使趙良弼上言曰：「高麗雖名小國，依阻山海，國家用兵二十餘年尚未臣附。前歲太子倎來朝，適鑾輿西征，留滯者二年矣。供張踈薄，無以懷輯其心，一旦得歸將不復來。宜厚其館穀，待以藩王之禮。今聞其父已死，誠能立倎為王，遣送還國，必感恩戴德，願修臣職。是不勞一卒，而得一國也。」即建議「宜厚其館穀，待以藩王之禮」、「立倎為王，遣送還國」。陝西宣撫使廉希憲亦有類似之言。此為元世祖放棄對高麗長年用兵，改採懷柔之策的重要建言。
至元元年（1264年），蒙古遣使高麗，詔曰：「朝覲諸侯之大典也。朕纘承丕緒于今五年，第以兵興有所不暇。近西北諸王率眾欵附，擬今歲朝王公郡牧於上都。卿宜乘馹而來庸修世見之禮，尚無濡滯。」高麗元宗因之入覲，至元元年（1264年）十二月回國後，至元二年（1265年）正月遣廣平公王恂、大將軍金方慶、中書舍人張鎰等至蒙古「謝恩獻方物」。至元二年（1265年）五月，王恂等歸國，「帝厚慰遣之，中外稱慶」兩國關係漸親善。

#### 第三次西征
成吉思汗西征時，並沒有征服花剌子模沙札蘭丁。因此，在他返回蒙古時留下綽兒馬罕繼續追擊札蘭丁。1231年8月15日（窩闊台汗3年7月16日），札蘭丁敗亡。後來綽兒馬罕和拜住繼續率領蒙古軍隊在西亞和波斯用兵20年，卻並沒有全部征服這些地區。1252年（蒙哥汗2年）正月，蒙哥決定派其弟旭烈兀發動一次新的西征，以乃蠻人怯的不花為前鋒。這次西征除了動用諸王的士兵外，還抽調了一千多名中國的工匠從征，其中包括著名的火器專家郭侃。
1256年（回歷653年/蒙哥汗6年），旭烈兀進兵木剌夷國。木剌夷地處裏海之南，十一世紀末建國。蒙古軍入境後攻陷許多城堡，國主兀魯兀投降，木剌夷人民遭到殘酷屠殺。1257年（回歷654年/蒙哥汗7年），蒙古軍隊開始進攻報達（今伊拉克巴格達）。報達是黑衣大食阿拔斯王朝首都。黑衣大食建國已五百年，一度雖為塞爾柱突厥人佔領，但名義上仍為阿拔斯王朝哈里發統治。蒙古入侵時，哈里發穆斯台綏木是一個怯懦無能、只知享樂的統治者。旭烈兀致書哈里發，要他投降。哈里發自認為是「回教國的共主」，回書拒絕，但又不認真備戰。1258年（回歷655年/蒙哥汗8年）初，旭烈兀用火炮攻陷報達，哈里發投降，被殺。蒙古軍隊入城後劫掠七天，居民被屠殺的有數十萬人之多，阿拔斯王朝的藝術珍品和華麗的建築物遭焚毀，這座著名的古城被徹底破壞。旭烈兀繼續率軍西進，蹂躪了美索不達米亞，侵入敘利亞，逼近埃及。中統元年（1260年），蒙古軍攻陷阿勒坡和大馬士革，但埃及馬穆魯克蘇丹的軍隊在大馬士革以南阿音札魯特地方大敗蒙古軍，阻止了蒙古向埃及和非洲的擴張。
中統元年（1260年），忽必烈即大汗位，封旭烈兀於波斯，旭烈兀在自己的封地內建立了伊兒汗國。伊兒汗國東起阿姆河，西迄小亞細亞，北接欽察汗國，南至印度洋，都城在帖必力思，報達是陪都。除了上述欽察、伊兒兩個汗國外，窩闊台後裔的封地是以塔爾巴哈臺為中心的阿爾泰山地區，稱窩闊台汗國，察合台後裔的封地是包括阿姆河以東的中亞細亞、謝米列契和今天的新疆天山南北，稱察合台汗國。四大汗國名義上是元朝皇帝的藩屬，而欽察汗國和伊兒汗國實際上變成了獨立國家，此時的察合台汗國則被窩闊台汗國海都控制。

### 帝國分裂

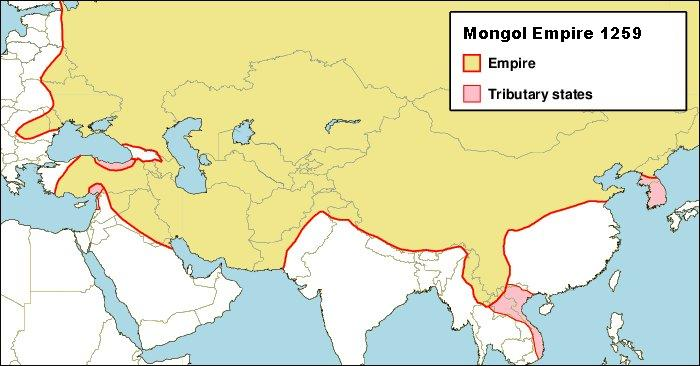
元憲宗九年（1259年），蒙古帝國的鼎盛時期，帝國南部為印度和中國南宋

蒙古帝國的大汗，作為各部族的共主，要由各部族公推，鐵木真稱成吉思汗，便是各部族共上的尊號。其後，窩闊台之立，雖未經部族公推，但因有成吉思汗的遺命，部眾始無異議。到貴由繼位，已有争端。貴由汗歿後，窩闊台及拖雷的後人，各欲爭位，最終拖雷之子蒙哥因拔都及兀良哈台的援助，始得嗣位。蒙哥汗嗣位後，分遣宗室諸王於邊遠地區，而以其弟忽必烈領治漢地民戶，因此，窩闊台子孫與拖雷子孫，遂生仇恨。窩闊台第七子名合失，嗜酒早卒。合失之子海都，封地在葉密立河（今新疆塔城南之額敏河）之海押立（現巴爾喀什湖東卡帕爾城附近）附近，地處金山（即阿爾泰山）之陽，天山之陰。海都自以為窩闊台嫡孫，依前命言，蒙古大汗之位當屬於己，無人可以奪取，但卻被蒙哥剝奪，因而一直心懷不滿。
1257年（蒙哥汗7年），蒙古兵分道伐宋。蒙哥入蜀。忽必烈攻鄂。1259年8月11日（宋开庆元年七月二十一日），蒙哥汗在釣魚山（今四川合川縣）暴死。1259年9月19日（宋开庆元年九月初一），忽必烈聞訊後對侍臣說：「我奉命南來，哪能無功而還！」渡江圍困鄂州（湖北武昌）。同年十一月，忽必烈得訊，其弟阿里不哥密謀繼位。忽必烈召群臣商議。謀士郝經力主和守議和，迎元憲宗靈樞，收皇帝印寶，北上爭位。正好這時宋丞相賈似道等派密使北上，願意以長江為界，每年貢銀、銅各20萬。忽必烈許可，引軍北還。中統元年（1260年）三月，忽必烈統兵到達開平（今內蒙古多倫縣北）。諸王和左右侍從勸忽必烈在開平即皇帝位，不要前往和林召開忽里勒台（即蒙古選汗大會）。忽必烈同意，宣布即大汗位，這年45歲。阿里不哥不服，也宣布為大汗，調兵遣將。海都也不服，依附阿里不哥。忽必烈平定關成後，親自統兵討伐阿里不哥。中統二年（1261年）十一月，兩軍在哈拉和林以南（今蒙古國南戈壁省）大戰，阿里不哥敗北。江淮大都督李璮叛亂，忽必烈統兵討伐，一舉平定。中統五年八月十四日（1264年9月5日），定都於燕（今北京），改稱中都。
中統元年（1260年）四月，阿里不哥得知忽必烈先發制人，搶先宣布繼承汗位，於是便在和林召集另一個忽里勒台，在另外一些支持他的諸王的擁戴下，也宣布繼汗位。這樣，一場汗位爭奪的鬥爭，便在忽必烈與阿里不哥兄弟二人之間展開，為此爆發了長達四年之久的戰爭。中統五年七月二十八日（1264年8月21日），走投無路的阿里不哥率領支持他的諸王玉龍答失、阿速帶、昔里吉與大臣不魯花、忽察、禿滿、阿里察、脫忽思等到開平，向忽必烈投降。忽必烈與阿里不哥爭奪汗位的戰爭，由於忽必烈依靠中原漢地人力、物力的支持，最後取得了勝利。它在實質上，是主張「附會漢法」的蒙古貴族對守舊派的勝利。忽必烈獲勝的結果，使漠北與中原地區歸於統一，從而奠定了忽必烈統一全國的基礎。
至元元年（1264年），忽必烈接受阿里不哥歸降時，曾鄭重地遣使通告欽察汗別兒哥、伊兒汗旭烈兀、察合台汗阿鲁忽等宗王，邀請他們按照蒙古傳統慣例，一同東來參加正式的忽里勒台選汗大會。但三汗很快相繼去世，他們的繼承人各主一方，對於共同選舉蒙古汗一事不感興趣，卻糾纏於彼此之間的領土爭端，大動干戈，形同敵國。正在崛起當中的海都，也一再拒絕忽必烈召其入翼的要求。這次忽里勒台會議的流產充分表明，過去那個統一的大蒙古國已經不復存在了。代之出現的，除了忽必烈以漢地為中心建立的元王朝外，就是各自獨立發展的欽察、伊兒、察合台、窩闊台四大汗國。當然，在以後大部分時間裡，忽必烈及其子孫然被尊為成吉思汗的正統繼承人、「一切蒙古君主之主君」，元王朝也在名義上被視為各汗國的宗主國。元代史料經常籠統地稱四大汗國的統治者為「西北諸王」，把他們置於「宗藩」的地位。

### 大元大蒙古國

#### 建立元朝

蒙古帝國於至正十六年（1279年）攻滅南宋後的最大疆域（總面積達2400萬平方公里），但此时蒙古四大汗国其實已經取得實質上的獨立地位

忽必烈於中統元年三月二十四日（1260年5月5日）即皇帝位於開平，並以「中統」為年號。「中統」意為「中華正統」，即忽必烈以中原正統標榜自己的新建王朝。在與阿里不哥的較量中，開平起到極為重要的基地作用，忽必烈自己也常駐開平，處理政務。但開平一直以來有都城之實而無都城之名。為了確保開平汗廷的統治地位，同時向全民灌輸一種新的意識，中統四年五月初九日（1263年6月16日），忽必烈將擴建改造後的開平，正式加號為上都。從而不論是在人們的意識當中，還是實際上，上都成為了當時蒙古草原政治權力的中心。新建的帝國雖然開宗明義宣布「祖述變通」，但直至十年後，仍沿用原國號「Yeke mongyol Ulus」，即「大蒙古國」。這一點對雄心勃勃致力於改革的忽必烈而言，不無遺憾。如同王惲《建國號事狀》所言：「伏見自古有天下之君，莫不首建國號，以明肇基之始。方今元雖紀而號未立，蓋未有舉行之者，是大闕然。」忽必烈只因考慮到蒙古貴族的認同程度，將「變通」的步伐邁得慢而穩。經過十年的經營，忽必烈意識到自己的地位已經逐漸穩固，便加快了變革的步伐。建國號、定都邑、立朝儀等一系列工作隨之展開。
中統五年（1264年），改年號為「至元」。至元八年十一月十五日（1271年12月18日），漢臣王惲請建國號，漢臣劉秉忠取《易經》「乾元」之義，奏號大元，漢化女真人徒單公履受命擬詔，於是乃有新的漢式國號「大元」。元的國號，「大元」是全稱，「元」是簡稱，而蒙古语中將「大元」復加於原國號前，並稱「Daion Yeke mongyol Ulus」，即「大元大蒙古國」。國號的變更正是體現了忽必烈「祖述變通」的思想。既要借助漢法，致力於「天下一家」和大一統的目標，還要繼承祖宗偉業，弘揚蒙古傳統，保持蒙古人的本色，堅守蒙古人的價值觀。從而建立一個蒙、漢二元的政治文化秩序。

#### 統一中國
忽必烈建國號大元，明確表示他所統治的國家已經不只屬於蒙古一個民族，而是中國歷代封建王朝的繼續。至元九年二月初三日（1272年3月4日），忽必烈採納劉秉忠遷都的建議，改中都為大都，正式定其為元朝首都。忽必烈於至元十一年正月初一日（1274年2月9日）在大都正殿接受文武百官的朝賀，大都從此成為元朝的政治中心。元朝建立後，元世祖繼續進攻南宋，主力集中在襄陽、樊城一線。南宋軍民在襄陽、樊城堅守了6年之久。元軍攻佔襄、樊後，分水陸兩路大舉東下，於至元十三年正月十八日（1276年2月4日）攻佔臨安。南宋大臣文天祥、張世傑、陸秀夫在福州擁立益王趙昰繼續抗元。趙昰死後，又擁立廣王趙昺為帝，最後退到南海崖山建立流亡政權。至元十六年二月初六日（1279年3月19日），元將張弘範進攻崖山，宋軍大敗，陸秀夫負帝投海而死，南宋滅亡。至此，元朝統一了全國。
成吉思汗的先祖以一束箭不易折斷的道理，來教導兒子團結的重要性，可是成吉思汗的後代為了權力和利益，卻引起了蒙古帝國分裂的危機。成吉思汗死後，他的兒子和孫兒繼續開拓蒙古帝國的版圖，並相繼成立自己的汗國，這些汗國都是蒙古帝國的一部分。後來，忽必烈與阿里不哥為了爭奪汗位而開戰，內戰維持了四年，最後忽必烈勝出，成為了蒙古帝國的大汗，並建立元朝。可是，忽必烈一直主張漢化，引起了蒙古各派的不滿，窩闊台汗國和察合台汗國都反對忽必烈，漸漸成為獨立的汗國，而欽察汗國早在蒙哥在位時已得到獨立，四大汗國之中只有伊兒汗國承認忽必烈為大汗。此後四大汗國一直各自為政，甚至互相攻伐。直至忽必烈的孫子元成宗繼位，蒙古各派意識到彼此之間的鬥爭是破壞祖先留下來的基業，於是四大汗國與元朝達成和議，重新承認元朝的宗主地位，開設驛路，關塞恢復往來，蒙古皇室內部的紛爭遂告結束。 

#### 帝位爭奪
元憲宗死後，元世祖忽必烈更打破公推的慣例，自立於開平。元世祖季弟阿里不哥不服，自即汗位於和林，元世祖自將兵擊降。繼而元太宗孫海都叛變，元師討之，雖獲克捷，但因其地險遠，終元世祖之世，未能將他平定。元世祖鑒於以前汗位繼承的紛爭，乃仿效漢制，定傳子之局。然元世祖以後皇位繼承的鬥爭，仍不因傳子之局而稍減。
至元三十一年正月二十二日（1294年2月18日），元世祖死，太子真金已先死，故諸王中覬覦帝位者，頗不乏人。重臣伯颜，奉元世祖遺命，立真金第三子鐵穆耳，是為元成宗，諸王始無異議。元成宗在位十三年而死，太子德壽先卒，左丞相阿忽臺等謀奉皇后臨朝聽政，而以宗室阿難答為帝。元成宗之侄愛育黎拔力八達與右丞相哈剌哈孫遣使迎其兄海山於漠北，並殺阿忽臺等。海山至大都（北平市），殺皇后及阿難答與諸王，然後即位，是為元武宗，而立其弟為太子。元武宗在位四年死，其弟愛育黎拔力八達繼位，是為元仁宗。元仁宗本有傳位元武宗子和世㻋之承諾，因奸相鐵木迭兒進言，乃有傳子之意，因於延祐二年（1315年），出和世㻋鎮雲南。元武宗舊臣皆感憤怒，遂於延祐三年（1316年）十月奉和世㻋謀叛，事敗走漠北，依察合台汗國，元仁宗乃立皇子碩德八剌為太子。延祐七年（1320年），元仁宗死，太子即位，是為元英宗。
元英宗推行新政，引起蒙古、色目貴族中保守派的不滿。至治三年八月初四日（1323年9月4日），元英宗自上都南還大都，途中駐蹕於南坡。御史大夫鐵失、知樞密院事也先鐵木兒等趁元英宗熟睡之機，以阿速衛兵為外應，發動政變，刺殺元英宗和拜住，此即「南坡之變」。也孫鐵木兒即帝位於龍居河，詔改次年（1324年）為泰定元年（史稱他為泰定帝）。致和元年（1328年），泰定帝病死。其子阿剌吉八即位於上都，改元天順，史稱天順帝。同時，留守大都的燕鐵木兒發動政變，立元武宗之子圖帖睦爾為帝，改元天曆，是為元文宗。之後，兩都之爭由此展開。天順元年十月十三日（1328年11月14日），上都陷落，元天順帝失踪。天曆二年正月二十八日（1329年2月27日），和世㻋即位於和林，是為元明宗。天曆二年八月初六日（1329年8月30日），元明宗暴斃於王忽察都之地（被元文宗和燕鐵木兒毒死）。天曆二年八月十五日（1329年9月8日），元文宗再即帝位。之後，他又做了近4年皇帝，於至順三年八月十二日（1332年9月2日）病逝於上都，因其後悔毒死元明宗，遺詔傳位於元明宗之子。至順三年十月初四日（1332年10月23日），年僅7歲的元明宗次子懿璘質班即帝位，是為元寧宗，但在位43天就去世，是元朝諸帝中最為短命的皇帝。這樣，在10年中（1323年～1332年），元朝前後更換了5個皇帝。元寧宗死後，元王朝開始步入其統治的晚期。

#### 元末失國
至順三年（1332年），元文宗、元寧宗相繼去世。燕帖木兒請立元文宗子燕帖古思。元文宗皇后卜答失里欲立妥懽帖睦爾，遂遣使靜江迎回。然為權相燕帖木兒所疑問，遷延數月不得立。決策國事皆由燕帖木兒及元文宗皇后，至燕帖木兒死。至順四年六月初八日（1333年7月19日），妥懽貼睦爾即皇帝位於上都（今內蒙古正藍旗東）。改元元統。即位後，清除燕帖木兒勢力。以伯顏為右丞相，獨擅相權，把持朝政，肆行貪暴，天下貢賦多入伯顏家。又仇視漢人，排斥儒士。至元元年（1335年），停止科舉取士，大量起用蒙古、色目人為官，又擅貶宗王，引起朝野不滿。至元六年（1340年）二月，妥歡貼睦爾支持脫脫逐走伯顏，以脫脫為右丞相。脫脫執政，改變排漢政策，恢復科舉制，提倡文治和經史，史稱「脫脫更化」。但因朝政積弊過深，連年水旱災荒，使國庫空虛。以致濫印190萬錠，至元鈔10萬錠，使鈔法敗壞，物價上漲，社會矛盾激化，各地起義不斷。至正二年（1342年）始，黃河泛濫，沿河州郡災荒連年。至正十一年四月初四日（1351年4月29日），以工部尚書賈魯發河北、河南、山東等地15萬民工治河，導致各地農民大起義。
14世紀中葉，在元朝統治下的中國開始了反抗蒙古人統治的鬥爭。至正八年（1348年），鹽商方國珍首先掀起了反抗，接著由宗教秘密結社的白蓮教徒組織的紅巾之亂在各地興起。由此引起了元朝政權的衰落。至正二十八年（1368年），紅巾軍餘黨朱元璋登大明皇帝位，攻擊元大都，元順帝妥懽貼睦爾逃往開平府，後退至內蒙古的應昌府。至正三十年（1370年），明軍追擊至應昌府，元順帝病死，皇太子愛猷識理達臘勉強脫走後繼帝位，這就是元昭宗。此後，元昭宗以哈拉和林為根據地，對明朝進行防禦。這時，元朝殘餘勢力依舊強大。宣光二年（1372年），明軍15萬人分三路進入漠北蒙古高原，在土拉河方面遭到元軍迎擊，數萬人戰死後退卻。宣光八年（1378年），元昭宗愛猷識理達臘死去，繼承他的是被認為是其弟的天元帝脫古思帖木兒。天元九年（1387年），明軍進入東北地區，木華黎國王的後人納哈出率領的20餘萬元軍降於明軍。為了挽救由此產生的東部戰線的危機，脫古思帖木兒親自前往捕魚兒海湖畔，打算與高麗取得聯繫夾擊明軍。然而在天元十年（1388年）卻遭到明軍奇襲而大敗，在數十騎的陪伴下，向哈拉和林落荒而逃。途中，在土拉河畔被阿里不哥後人也速迭兒的軍隊殺死。也速迭兒殺死北元皇帝，廢棄大元國號，自立為蒙古可汗，明人稱之為「韃靼可汗」。
至於蒙古帝國的四大汗國則在十四世紀面臨著截然不同的命運：國祚最短的窩闊台汗國於至大二年（1309年）被元朝和察合台汗國瓜分而滅亡；位於西亞的伊兒汗國第九任君主不賽因（1304年—1335年）年僅十二歲便繼承汗位，在位雖不到二十年，卻堪稱伊兒汗國的黃金時代。由於他英年早逝，未留下子嗣，在元統三年（1335年）駕崩後，伊兒汗國便因內部長期的王位爭奪戰爭而陷於分裂局面，最後走向滅亡一途。擁有蒙古帝國西部和北部疆土的欽察汗國是蒙古四大汗國中，維持得最久的一個。直到十五世紀，它才因為俄羅斯沙皇國、波蘭王國和立陶宛大公國的壯大而瓦解。從欽察汗國分裂出來的國家當中，以克里米亞汗國的國祚最長，遲至清乾隆四十八年（1783年）才被俄羅斯帝國女皇凱薩琳大帝消滅。位於中亞的察合台汗國則在至元四年（1338年），因為內部對於該如何在伊斯蘭化和成吉思汗所留下的傳統之間折中取捨的問題爭執不休，最後分崩離析。後來帖木兒（1336年—1405年）以武力接收了察合台汗國的領土，他學習成吉思汗出征四方，並且在十四世紀末葉創立了帖木兒帝國。只不過這個帝國也沒有維持多久。

## 疆域
美國人斯塔夫里阿塔斯在《全球通史—1500年以前的世界》一書中講：「由於蒙古帝國的興起，陸上貿易發生了一場大變革。歷史上第一次，也是唯一的一次，一個政權橫跨歐亞大陸，即：從波羅的海到太平洋，從西伯利亞到波斯灣。14世紀中葉，義大利一本小冊子通過描寫一條起自頓河河口的塔那（Tana，今日亚速 Azov）、橫穿中亞的商路，概述了蒙古和平時商業的重大意義。」

## 行政區劃
蒙古在被征服地区仿效中国的金朝设立行台尚书省。成吉思汗在位期间就设立了燕京等处行尚书省，燕京行省最初的管辖范围是金国北部故土；成吉思汗去世后，继承成吉思汗蒙古大汗之位的窝阔台先后消灭了西夏和金国，至此，西夏故土和金国南部故土全部成为了燕京行省的一部分。1251年蒙哥汗在庭州设立了别失八里等处行尚书省；在呼罗珊设立阿母河等处行尚书省。汗廷管辖东至太平洋，南至印度洋，北达钦察草原的大部分地区，其他地区分封给黄金家族的诸王作为兀鲁思（含有属民的封地）。

## 外交

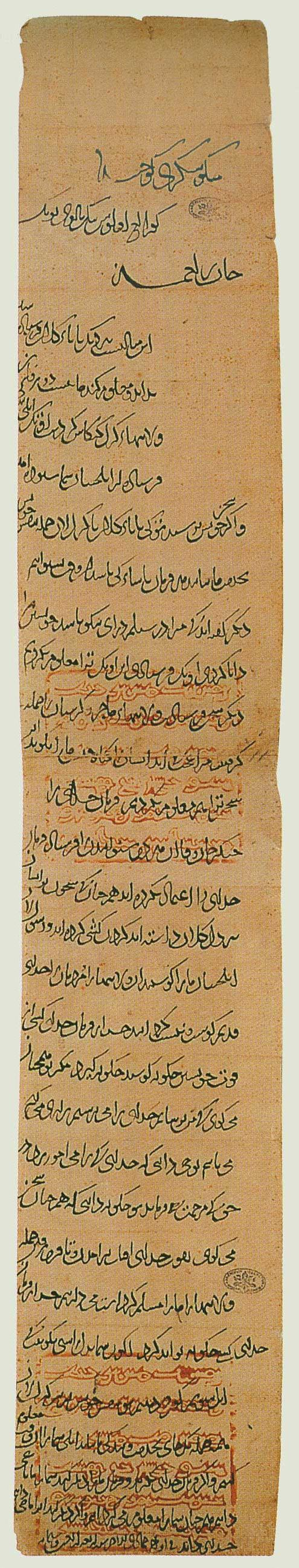
1246年蒙古大汗贵由致英諾森四世的信件

蒙古帝国建立后征伐不断，与周边各国也有大量使臣往来，13世纪时有不少欧洲人从西方来到东方，其中最著名的是意大利人马可·波罗。早于马可波罗二三十年就已有不少欧洲传教士曾从西方来到东方，其中有两位西欧传教士柏郎嘉宾和鲁不鲁乞，就曾分别于1246年和1253一1254年来到蒙古地区，并记载了有关蒙古社会各方面情况的行记。
1240年代起，罗马教皇英诺森四世、法国国王路易九世等便多次派出传教使团到蒙古地区去了解蒙古的各方面情况，并到蒙古传教，停止进攻基督教世界，其中最早率领使团前往蒙古地区的是柏郎嘉宾。1245年4月，六十多岁的柏郎嘉宾从法国里昂出发，经过波希米亚、波兰到达基辅，然后从基辅出发经过钦察草原、南俄罗斯草原，于1246年4月到达伏尔加河畔拔都的营帐里，拔都无法做决定，让他继续东行，到哈拉和林去见蒙古帝国的最高统治者。1246年7月，柏郎嘉宾到达即将举行登位大典的蒙古大汗之位继承者贵由处。8月他参加了贵由的登位大典。他在贵由的驻地昔刺斡耳朵住了4个月左右。同年11月，他带着贵由答复教皇的蒙文诏书及波斯文译文启程，沿着原路返回欧洲。1247年秋，柏郎嘉宾回到里昂，将贵由的答复书交给英诺森四世，并交上这次出使的详细报告。用拉丁文写成的报告后来以手抄本形式流传于世，并以《蒙古史》或《普兰·迦儿宾行记》的书名留传至今。
1247年小亚美尼亚的国王海屯一世派了他的兄弟森帕德到蒙古帝国的中心哈拉和林商议结盟。1254年森帕德带回了邀请海屯国王回访的消息，当时拔都正驻扎在伏尔加河流域下游，他召集作为蒙古附庸的海屯去朝拜蒙哥大汗。蒙古大汗蒙哥赐予亚美尼亚王海屯一份诏书，不许任何人欺负亚美尼亚人，并授予了亚美尼亚地区教堂的自治权。亚美尼亚人将此次出访记录在了《海屯王中亚记行》。
大蒙古国和南宋因为都与金国为敌，曾短暂建立联盟灭金，然而在端平入洛之后双方败盟，郝经等人作为大蒙古国的使者被南宋拘留。

## 軍事
公元1204年，铁木真在消灭克烈部王汗之后，利用与乃蛮部决战前夕的战斗间隙，把军马集中在合勒合河旁进行整编。铁木真下令所有军队依十进制组成十户、百户、千户，并委派了各级那颜为各级军事首领一即十户官、百户官、千户官。这就是整编中正式确立的千户制，成吉思汗将全蒙古百姓划分为95千户。它改变了过去部落联盟的松散性，形成了高度集中的军事组织形式。并采用功臣后代宿卫斡耳朵的方式建立怯薛用以拱卫汗廷。

## 經濟
蒙古帝国在鼎盛时期统治从东亚到中亚、西亚、东欧的前所未有的巨大帝国。蒙古帝国的建立加速了东西方的文化、技术交流，促进了多民族的文化交流。整个丝绸之路第一次也是唯一一次被只有一个帝国控制，这使得东西方的商贸往来比其他分裂时期要容易得多。

### 商業
成吉思汗統治後期，他造成一片和平安定的環境，實現繁榮富強，道路安全，騷亂止息：因此，凡有利可圖之地，那怕遠在西極和東鄙，商人都向那裡進發。因為蒙古人沒有定居於任何城鎮，商旅也沒有在他們那裡彙集，所以衣物在他們當中非常缺乏，跟他們做買賣所得到的利益，人所共知。
蒙古人在丝绸之路沿线设立驿站，欧亚大陆统一在一个政权之下便利了商业的发展和商人的活动。交易的主要商品大致可分为三类：一类是高价格低重量、易运输的货物，如香料（不仅包括胡椒、生姜和肉桂等香辛料，还包括芳香料、染料和药物）、丝绸、珍珠、宝石、贵金属和毛皮等；二类是大宗商品，包括谷物、木材、黑色金属、蜡、布匹、酒、糖、盐、鱼等；三类是奴隶和牲畜。印度及远东地区出产胡椒、生姜、藏红花、丝绸、珍珠、棉花和亚麻等。蒙古帝国时期欧亚贸易的北部路线重新畅通，卡法、塔纳成为黑海北部重要的貨物集散地。贸易发展的促使一些商业重镇的崛起或复兴，伊尔汗国首都大不里士就是其中的典型代表。

### 畜牧業
蒙古草原的自然環境一直是適宜畜牧生產的，除少數地方覆蓋有很稀疏的森林外，其他地區均為盛產野草的天然放牧區。「這裡不適合種植作物，卻適合飼養畜群，即便算不上十分理想，至少也是相當適宜的。」大蒙古國的牧民們牧養牛、馬、羊和駱駝等牲畜，「逐水草放牧」為其主要經濟活動。對於草場的選擇，當時已經有了較清楚了認識，懂得什麼地方更適合放養牲畜。夏天人們遷到氣候涼爽、水草豐美的山地，冬天遷到比較溫暖的草甸。為了保護草場，蒙古人頒布了法令，「禁草生而斸地者，遺火而爇草者，誅其家」。破壞草原、燒荒毀草的人，要被處以誅其家的重刑，懲治相當嚴厲。窩闊台汗當政時期，「在沒有水的地方挖掘出井，使百姓得到水和草」，這在一定程度上改善了畜牧環境、擴大了草場，促進了草原畜牧業的發展。

### 技術及手工業

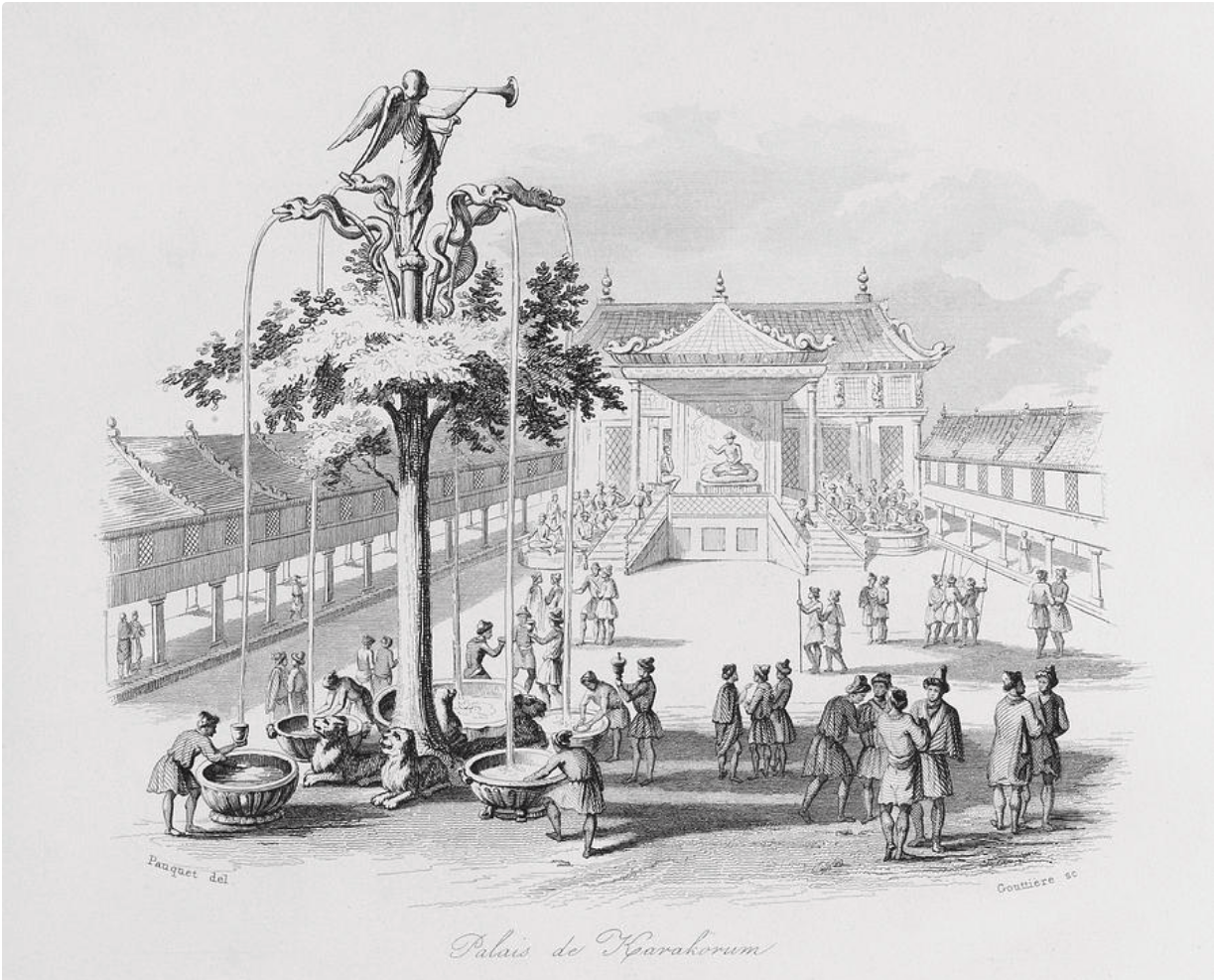
欧洲人描绘的万安宫“银树”喷泉

當蒙古人攻下一座城市或者王國時，如果他們發現了有技能的人，例如工匠、手藝人或技師等，這些幸運的靈魂就能免遭屠戮，并被送往特定的地點，為蒙古人工作。他們可能會加入蒙古軍中，並成為炮兵或技師，其他工匠則被派去為蒙古宮廷製造物品。其中最著名的可能是金銀匠巴黎人威廉·比希耶（William Buchier），據魯布魯克記載，他曾在哈拉和林設計並製造了著名的銀制酒噴泉。
除了哈拉和林，最著名的地方是鎮海城。鎮海是蒙古朝廷中的一名高官，他於1212年在蒙古草原的中西部建造了這座城，起初是作為軍事據點。這座城市逐漸擴張，城中有一座頗具規模的作坊，裡面有漢人工匠，其中很多人在1265年（至元二年）左右被允許回到華北，在大都和上都附近工作。這可能是忽必烈戰勝阿里不哥並拒絕給予海都等人技術資源的一個結果。另一座城市拜八里（意為「富饒之城」）建於色楞格河畔，成為珠寶與金器的設計和製造中心。在蒙古草原上建立這些製造中心是個合乎邏輯的選擇，這也使後勤制度的建立變得必要，以向居民供應食物和工作。當然，這也增加了前往蒙古草原的交通運輸。
而蒙古草原並不是唯一的工業生產地。蒙古人在葉尼塞河上游支流沿岸建立了一座絲織品製造中心。西伯利亞在歷史上並不以產絲聞名，但是這顯示了蒙古人的能力，不僅遷移了工人，也給他們提供原材料，由此控制了奢侈品的生產。這裡和其他一些地方生產的主要產品是蒙古宮廷極為熱衷的織金錦，又稱「納失失」。生產這種織物需要大量的絲和黃金。絲基本上來自中國，而生產中心則設在蒙古草原和西伯利亞，相對靠近蒙古草原西部的阿爾泰山和葉尼塞河流域的金礦。這樣一來，就降低了製造納失失的成本。1盎司黃金能夠變為長80公里的線，纏在一條基線上，則可以產出長1,600公里的線。儘管生產納失失所需的黃金並不多，但是使納失失生產中心靠近更為昂貴的黃金的產地是說得通的。絲也十分昂貴（確實是絲而不是黃金成了元帝國通貨的準備金），但是用駝隊運輸大包的絲顯然比運輸小包的黃金更加容易，因為黃金比絲更容易消失。
當然，要想獲得黃金，除了強力的後盾還需要有技術的勞動力。蒙古在列格尼茨戰勝波蘭和條頓騎士團等勢力的聯軍之後，蒙古諸王不里帶走了所獲的俘虜，其中有數量很大的一隊日耳曼金礦工人。這些戰俘在中亞度過了餘生，在距今塔什干東北約270公里處的塔剌思附近為不里工作。蒙古通過入侵花剌子模帝國一戰，也獲得了數以千計的技術工匠。儘管不應完全相信拉施德丁的估計，他說蒙古人將10萬名工匠遷往「東方之地」（bilad-i sharqi），但毫無疑問，到來的工匠確實是數以千計的。

### 農業
在大蒙古國時期，作為游牧經濟區的蒙古草原很早便發展起了農業生產。蒙古建國前後的不斷征戰，使不少農耕民族的人們成為俘虜被運回草原，特別是蒙古人「掠中國之人為奴婢」，並將他們運回草原，這些漢人因為「必採食而後飽」的飲食習慣，在水源相對充足的地區開辟出小片耕地，草原上出現了農業生產活動。對於這些農事活動，窩闊台是支持的。在和林境內，有個人種植蘿蔔，獲得了一些收成；另有一人在和林附近種植了一些柳樹和杏樹苗，並長出了嫩芽（由於嚴寒，樹在當地很難生長）。因為這些成績，窩闊台對這2個人給予重賞。此後，這種耕作活動不斷得到發展，到1247年張德輝應忽必烈徵召北上和林時，和林的居民已「多事耕稼，悉引水灌之，間亦有蔬圃」了。

### 貨幣制度
大蒙古国根据被征服地区的传统铸造了不同种类的金银币，并广泛使用纸钞作为货币。
| 名称                 | 语言   | 文字       | 图片 |
| -------------------- | ------ | ---------- | ---- |
| 成吉思汗时期金第纳尔 | 波斯语 | 阿拉伯字母 |      |
| 乃马真后时期银迪拉姆 | 波斯语 | 阿拉伯字母 |      |
| 蒙哥汗时期银迪拉姆   | 波斯语 | 阿拉伯字母 |      |
| 大朝通寶             |        | 汉字       |      |
| 大朝金合             |        | 汉字       |      |
| 支鈔半分 交鈔半分    |        | 汉字       |      |

### 賦稅與徭役
蒙古大汗窝阔台即位之初，接受建议，初定地税之法，地税的税率“上田亩税3.5升，中田3升，下田2升，水田5升。”由于蒙古统治者的重视，设立专职官员负责商业税的征收。

## 社會文化

### 宗教
蒙古族原来信奉萨满教，这是原始的万物有灵信仰。除了主要信奉的萨满教，也有一部分信奉景教（基督教的一支），宗教是他们精神生活的主要内容。成吉思汗建立大蒙古国以后，向外扩张，接触到佛教、道教、伊斯兰教、基督教等多种宗教。大蒙古国的诸汗，认识到宗教有利于统治的巩固，对各种能为自己“告天祝寿”的宗教原则上都是保护和支持的，当然有时也根据需要和爱好而有轻重之分。蒙古统治者对于各种宗教原则上都采取兼收并蓄的态度，多种宗教的兴盛，是蒙古前四汗时期文化的一大特色。

### 思想
原金朝统治下的北方农业地区，当时称为“汉地”。成吉思汗对金用兵，夺取了包括金中都（今北京）在内的大片土地，金朝被迫迁都南京（今河南开封）。窝阔台汗时期，蒙古灭金，实现了对“汉地”的统治。“汉地”历来占主导的是以儒学为核心的中原传统文化。成吉思汗接触过个别“汉地”士人，如契丹人耶律楚材，以及佛、道二教的代表人物，但中原传统文化在他的心目中是没有地位的。窝阔台汗曾接受耶律楚材的建议，采取过一些保护“汉地”文化的措施，如以考试方式确定儒户、立经籍所、封衍圣公等，但随着耶律楚材在政治上失势，这方面的措施没有再推行下去。此外，窝阔台汗还曾下令在燕京（今北京）兴办学校，培养翻译人才，此事指定全真派的道士负责。这是蒙古学校教育的滥觞。贵由汗在位时间很短，忙于统治集团内部的争斗。继起的蒙哥汗“自谓遵祖宗之法，不蹈袭他国所为”，“酷信巫觋卜筮之术”，对“汉地”的儒学没有兴趣。他曾问：“儒者何如巫、医？”实际是认为儒者无用。在蒙古上层，他的这种想法是普遍存在的。“汉地”的道教、佛教，得到蒙古统治者的扶持，声势日盛。因为利益冲突，佛、道二教在蒙古统治者主持下举行两次辩论，成为当时“汉地”思想文化领域的一件大事。另一方面，“汉地”的汉人世侯，如东平（今山东东平）严氏、真定（今河北正定）史氏等，在自己管辖范围内做过一些招徕儒士文人、整治学校的举措，对于儒学的延续，起了有益的作用，当然规模是有限的。

### 文學、史學與語文
蒙古族生活在漠北草原，从事游牧生活。原来没有文字，成吉思汗在建国前夕灭乃蛮部，俘获畏兀儿人塔塔统阿，命他用畏兀儿字母书写蒙古语，从而创立了回鶻式蒙古文，这是蒙古族文明发展过程中的一件大事。
《蒙古秘史》是用畏兀体蒙文写成的蒙古第一部史书，它的出现是史学的一件盛事，产生了深远的影响。伊尔汗国的史学家拉施德丁则根据《金册》等蒙古宫廷记录编撰了著名的蒙古史书籍《史集》。
在金朝统治下，士人们热衷于诗词歌赋，关心理学者极少。反之，理学在南宋统治地区得到很大发展，朱熹是南方理学的代表人物。1235年蒙古对南宋用兵，攻陷德安（今湖北德安）等地，大肆俘掠。儒生赵复、砚坚等因此北上，赵复在燕京开办太极书院，砚坚等在各地教授学生，南方理学得以北传。许衡、姚枢等人都成了理学信徒，后来相继入忽必烈幕府。在诗文方面，一批金朝“遗民”的创作，成为文坛的主流。遗民文学的特点，不外是怀念故国，感怀身世，有的还对蒙金战争造成的灾难进行批判。元好问是他们中最有影响的代表。异军突起的是新西域诗，耶律楚材和丘处机以诗歌记述他们的西域见闻，为当时的文坛增添了光彩。一种新的艺术形式——杂剧开始成型，在城乡演出。在史学方面，金史特别是金朝亡国史的编纂成为一时风气，而多种蒙古和西域行记的出现，应视为这一时期文化的一个特点。

### 人口
成吉思汗曾梦想“让青天之下皆成蒙古人之牧场”。很多古代文献都记载，在蒙古的扩张过程中，无数的古代文明遭到毁灭，无数城市被摧毁，根据R. J. Rummel估计，在蒙古帝国的入侵下有3000万人被杀。在蒙古帝国对西方的扩张过程中有2,000万人被屠杀；整个亚洲的人口分布亦发生重大变化。David Nicole 在The Mongol Warlords中说，“恐怖和大规模灭绝反对者是蒙古人屡试不爽的战术”。伊斯兰世界的东半部经历了恐怖的死亡与毁灭。从1219年到1260年，由于大屠杀和饥荒，波斯的总人口从1200万下降到110万。在中亚河中地区和大呼罗珊，自希腊—巴克特利亚王国时期建立的水利灌溉系统被彻底毁灭，同时也伴随着无数良田荒芜和成为沙漠；在西亚，自阿卡德帝国和古巴比伦时期建立的水利灌溉系统被彻底毁坏，大量良田荒芜。据统计，西亚地区的耕地面积至今未恢复到蒙古人入侵之前的60%。中亞、西亞及東歐至少七十多个城市遭到蒙古军屠城，有的城市甚至被多次屠城，给当地人民造成巨大灾难和痛苦记忆。历史学家估计匈牙利王国（1241年—1242年）当时200万人口中的一半死于蒙古入侵。基辅罗斯几乎所有的城市均被摧毁，投降者作为奴隶，大部分因繁重的劳役很快死去，战俘则加入蒙古军队继续西征。其人口同样有大约一半死于蒙古入侵。此外，Colin McEvedy的《世界人口史地图集》（1978）估计俄国欧洲部分的人口从入侵前的750万下降到700万。中国地区的人口在蒙古入侵的七十年间明显下降。在蒙古入侵以前（1200年），中国（包括金朝、西夏、南宋、大理国）人口约有1亿4千4百万，甚至更多，而到1278年（1279年完全占领）只有7,000万人。但学术界今天对此也有不同看法，认为人口数量的剧烈下降同样有人口统计的不完善和大规模遗漏或者蒙古军队带来的传染病的原因。
然而蒙元史學家傑克·威澤弗德（Jack Weatherford）指出成吉思汗允許民眾自由地傳播有關他或蒙古人的最壞的和最難以令人置信的傳聞，當時成吉思汗意識到，傳播恐怖的最好方式不是通過士兵的行為，而是通過文人的筆。蒙古人操縱宣傳的機器並且經常誇大戰爭中的死亡人數，意圖散播恐懼。他亦指出：「儘管蒙古軍隊實行的是一種前所未有的殺戮，並幾乎是將死亡當作一種政策，而且可以肯定的是，他們還將死亡當作是製造恐怖的一種思考方式，但他們卻以一種影響重大而又令人吃驚的方式，脫離了那個時代的普通慣例。蒙古人並不實施嚴刑拷打、毀傷肢體或使人殘廢。在那個時代，戰爭通常是以一種恐怖的形態來進行的，而且同時代的其他統治者，通過公開拷打或駭人聽聞的斷肢毀體方式，使用原始而又野蠻的策略，向民眾灌輸恐怖和驚悸……從中國到歐洲，文明世界的統治者和宗教領袖都依憑這些駭人聽聞的手段，通過恐怖來統治自己的民眾，通過驚駭來打擊敵人的信心。」；「與同時代文明軍隊的恐怖行為相比較，蒙古人並不是通過兇猛而又殘忍的行為來引起恐怖的，而是由於他們快速而又有效的征服，以及他們似乎完全輕視富人和有權勢者的生命而引起恐怖。」；「與傳播的恐怖傳聞相比較，起初向蒙古人投降的那些城市，得到了寬大而又仁慈的對待，於是那些城市居民就天真地懷疑起蒙古人的能力。投降之後，很多城市起初都忠順地服從，而一旦蒙古人離開他們的國家，他們就馬上反叛。由於蒙古人僅留下少數幾位官員進行管理，而且又沒有駐紮小部隊留守城市，居民們誤以為蒙古人的撤退是虛弱的表現，並且想當然地以為蒙古主力部隊將再也不會原路返回。對於這些城市，蒙古人是毫不留情的；他們迅速返回叛亂的地方，並徹底地摧毀它們。一個被徹底毀滅的城市是無法再次叛亂的。」

## 对后世的影响

### 蒙古帝國和黑死病
通常认为，1346年，在蒙古欽察汗國军队进攻黑海港口城市卡法（又译克法，现乌克兰城市费奥多西亚）时，用抛石机将患鼠疫而死的人的尸体抛进城内，这是西方社會有紀錄以來第一次细菌战。鼠疫原产中亚，其携带者是土拨鼠。在蒙古帝国之前鼠疫曾多次传入中国，所以虽然中国也曾发生过地区性鼠疫传染，但中医在与鼠疫的反复斗争中逐渐累积起经验，而欧洲人则在此之前从未接触过鼠疫。在卡法的一个热那亚商人将带病的跳蚤无意间带到意大利的热那亚共和国，于是鼠疫在欧洲广泛传播，最终在1348年—1349年造成2,000万人死亡，成为令人闻之色变的“黑死病”，因为鼠疫患者皮下淤血、全身发黑而死。
也有一种说法认为鼠疫是丝绸之路上的商人把病菌带到中东，然后又传播到欧洲的。
黑死病使得中世紀的歐洲失去三分之一的人口，而對人關心的人文主義隨之覺醒。歐洲人文主義文學的第一部代表作《十日談》就是喬凡尼·薄伽丘（1313年－1375年）在黑死病最氾濫猖獗的時期寫成的，描述1348年發生在義大利的可怕瘟疫。然而也是在此時，歐洲竟迎來文藝復興的曙光。

### 對各國的影響

#### 俄羅斯
蒙古人來到俄羅斯前，羅斯的中心在基輔（今烏克蘭首都），蒙古人來到俄羅斯後摧毀了基輔，並一手扶植起莫斯科，把莫斯科打造成俄羅斯的政治、軍事和經濟的中心，而現在的俄羅斯，正是莫斯科的延伸。今天，世界上最大的國家俄羅斯的形成有明顯的當年蒙古的因素。1920年代，俄羅斯的歐亞主義就說：「俄羅斯與西方不相干，與斯拉夫（Slavdom）也無關。」瓦西里·奧西波維奇·克柳切夫斯基和他的學生認為俄羅斯的統一，蒙古至少有一半功勞。另一位歐亞主義哲學家尼古拉·特魯別茨柯伊在他的經典著作《論俄羅斯文化中的圖蘭成份》指出「莫斯科要感謝蒙古統治，俄羅斯政府制度也是蒙古式的。從本質上說，俄羅斯是一個東正教蒙古國家。俄羅斯人的日常生活深受蒙古影響，有大量蒙古語借字、郵政、稅收、服飾也受蒙古影響，軍法制度也是從蒙古學的。」

#### 西亞
受到第四代大汗蒙哥命令的旭烈兀，率領軍隊前往征服阿拉伯世界，攻陷並徹底破壞了曾經是世界大都市、領導世界史、為阿拉伯世界中心的巴格達。結果，阿拔斯王朝滅亡，阿拉伯世界的中心轉移到了埃及的開羅。蒙古人以新都大不里士為中心，在西亞建立了伊兒汗國。

#### 歐洲
1218年成吉思汗借口蒙古商隊在中亞細亞的花剌子模國境被殺掠，率大軍開始西征。成吉思汗西征令歐洲諸國極為震撼，中國與歐洲諸國也開始普遍接觸。蒙古大軍所進行的大規模的東西兩方戰役，幾乎從印度河一直延伸到第聶伯河。從他進攻中原的第一次戰役開始到1223年，在12年之內，蒙古軍隊曾經到達太平洋、印度河和黑海。在13世紀歐洲受到極大震動，以城堡為中心的歐洲正把基督教世界的邊界向前推進，並與伊斯蘭教為敵。在此階段裡，伊斯蘭教仍然是基督教歐洲畏懼的唯一敵人。蒙古人的突然出現，不僅是一個晴天霹靂。用一位外國史學家的話來說：「由於我們的罪惡，我們不知道的部落來到了，沒有人知道他們是什麼人，他們是從哪裡來的，也不知道他們的語言是什麼，他們是什麼種族，他們信仰的宗教是什麼——只有上帝知道他們是什麼人，知道他們是從哪裡跑出來的。」「韃靼人從第聶伯河折回了，我們不知道他們是從哪裡來的，也不知道他們再一次躲藏在哪裡。由於我們的罪惡，上帝知道，他是從哪裡把他們接來懲罰我們的。」歐洲人對蒙古大軍的恐懼心態可見一斑，這影響到後來包括英國。這後來構成19世紀末20世紀初席卷西方的「黃禍」論的歷史起因之一。如清光緒三十一年二月二十五日（1905年3月30日）出版的《東方雜誌》上有一篇文章就說：「白人所謂黃禍之說，不知其起於何時。說者謂成吉思汗以鐵騎蹂躪歐洲，西歐婦孺亦嘗震驚於黃人之大創，而黃禍之說以起。」

#### 日本
元滅宋時，當時日本正值北條氏控制的鐮倉幕府統治時期。元世祖忽必烈欲收日本為藩屬，於至元三年到至元十年（1266年～1273年）的七年間，先後七次遣使招降日本未果，遂於至元十一年（1274年）、至元十八年（1281年）兩次渡海遠征日本，都以失敗告終。而镰仓幕府雖然擊敗了蒙古人，但同時也背上了沉重的财政包袱，无力给予各地御家人土地和金钱上的赏赐，幕府与武士之间的关系日渐松懈，反抗幕府统治的实力逐渐形成。50年後日野俊基等發動勤王運動，推翻鐮倉幕府。不久足利尊氏崛起，與勤王派為敵，雙方相持不下，歷時50多年，史稱南北朝時期（1336年～1392年）。至足利尊之孫義滿時，南北朝對峙局面始告結束，但武人專政依然如故。足利義滿設幕府於京都室町，稱室町幕府（1336年～1573年）。
在明治維新后，日本國内對蒙古帝国入侵日本的歷史進行了重新評價。在當時尊王攘夷論的史觀下，元征日本失敗不僅被政府支持的神道教渲染為「神風護國」；封建武士在對抗蒙古入侵者時頑强抵抗的表現也被宣傳為武士道的楷模。在此兩點宣傳影響下，使當時不管是政府或是民間都普遍相信日本是受到天照大神庇佑的「神國」，能夠在對抗外國威脅時戰無不勝。而隨著其後日本躍升為亞洲强國，並在其後近百年的各種對外戰爭中屢次獲勝，更加深了日本人對這個神話的迷信，一直至二戰后日本戰敗「神風護國」論才息微。

#### 朝鲜半島
高麗政權持續了約500年，但在末期時國土卻遭到元朝的大軍侵略，不得不成為臣從。高麗也跟著元朝過海攻打日本，即「元寇」事件。當元朝因紅巾之亂而衰退後，高麗便與元朝斷交。廢掉元朝干預之下所設置的行政機關，並重建高麗時代的各種制度。然而，隨著明朝在中國的崛起，高麗的政權也分成親明派與親元派而混亂不堪，親明派的國王被親元派所暗殺、喪失了統治能力。親明派的高麗武官李成桂眼見情勢不妙，於是當機立斷地發起政變、廢黜親元派的國王。接著，更迫使做為傀儡被拱上王位的國王讓位，建立朝鲜王朝，成為初代國王「朝鮮太祖」。李成桂所成立的朝鮮，被冠上其家族姓氏而稱為「李氏朝鮮」。繼高麗之後，李氏朝鮮也存續了500年。

### 其他影響
據英國《星期日泰晤士報》2004年6月13日報導，英国牛津大学遗传科学家布莱恩·赛克斯在当年6月推出了有關男性Y染色體研究的新書《亞當的詛咒》，他在書中聲稱，成吉思汗可能是歷史上最成功的「播種者」。追溯歷史，成吉思汗率領的蒙古騎兵將中國版圖擴張至歷史最大，同時也使其子孫在歐、亞兩洲的土地上繁衍，現在全球至少有1600萬男性，與成吉思汗有血緣關係。英倫三島也可能有他的子孫，其中還包括英國皇室家族。

## 君主列表
| 肖像         | 廟號                    | 謚號                            | 尊號                        | 名諱           | 在世時間                      | 年號                       | 在位時間                       | 陵寢         |
| 大蒙古國皇帝 | 大蒙古國皇帝            | 大蒙古國皇帝                    | 大蒙古國皇帝                | 大蒙古國皇帝   | 大蒙古國皇帝                  | 大蒙古國皇帝               | 大蒙古國皇帝                   | 大蒙古國皇帝 |
| ------------ | ----------------------- | ------------------------------- | --------------------------- | -------------- | ----------------------------- | -------------------------- | ------------------------------ | ------------ |
|              | 烈祖                    | 神元皇帝                        | 把阿禿兒                    | 也速該         | 1133年－1171年                |                            | 1160年－1171年                 |              |
|              | 太祖                    | 法天啟運聖武皇帝                | 成吉思汗                    | 鐵木真         | 1162年5月31日－1227年8月25日  | －                         | 1206年－1227年8月25日          | 起輦谷       |
|              | 睿宗                    | 英武皇帝                        | 太上皇也可那顏              | 拖雷           | 1192年－1232年                | －                         | 1227年8月25日－1229年9月13日   |              |
| 仁聖景襄皇帝 | 睿宗                    |                                 | 太上皇也可那顏              | 拖雷           | 1192年－1232年                | －                         | 1227年8月25日－1229年9月13日   |              |
|              | 太宗                    | 英文皇帝                        | 木亦堅汗 （僅見於近代著作） | 窩闊台         | 1186年11月7日－1241年12月11日 | －                         | 1229年9月13日－1241年12月11日  | 起輦谷       |
|              | －                      | 昭慈皇后                        | －                          | 脫列哥那       | ？－1246年                    | －                         | 1242年－1246年                 |              |
|              | 定宗                    | 簡平皇帝                        |                             | 貴由           | 1206年3月19日－1248年4月20日  | －                         | 1246年8月24日－1248年4月20日   | 起輦谷       |
|              | －                      | 欽淑皇后                        | －                          | 海迷失         | ？－1252年                    | －                         | 1249年－1251年                 |              |
|              | 憲宗                    | 桓肅皇帝                        |                             | 蒙哥           | 1209年1月10日－1259年8月11日  | －                         | 1251年7月1日－1259年8月11日    | 起輦谷       |
|              | 世祖                    | 聖德神功文武皇帝                | 憲天述道仁文義武大光孝皇帝  | 忽必烈         | 1215年9月23日－1294年2月18日  | 中統                       | 1260年5月5日－1294年2月18日    | 起輦谷       |
| 薛禪汗       | 世祖                    | 聖德神功文武皇帝                | 至元                        | 忽必烈         | 1215年9月23日－1294年2月18日  |                            | 1260年5月5日－1294年2月18日    | 起輦谷       |
|              |                         |                                 |                             | 阿里不哥       | 1219年－1266年                | －                         | 1260年－1264年8月21日          |              |
| 大元皇帝     |                         |                                 |                             |                |                               |                            |                                |              |
|              | 世祖                    | 聖德神功文武皇帝                | 憲天述道仁文義武大光孝皇帝  | 忽必烈         | 1215年9月23日－1294年2月18日  | 中統                       | 1260年5月5日－1294年2月18日    | 起輦谷       |
| 薛禪汗       | 世祖                    | 聖德神功文武皇帝                | 至元                        | 忽必烈         | 1215年9月23日－1294年2月18日  |                            | 1260年5月5日－1294年2月18日    | 起輦谷       |
|              | 裕宗                    | 文惠明孝皇帝                    |                             | 真金           | 1243年7月8日－1286年1月5日    |                            |                                |              |
|              | 成宗                    | 欽明廣孝皇帝                    | 完澤篤汗                    | 鐵穆耳         | 1265年10月15日－1307年2月10日 | 元貞                       | 1294年5月10日－1307年2月10日   | 起輦谷       |
| 大德         | 成宗                    | 欽明廣孝皇帝                    | 完澤篤汗                    | 鐵穆耳         | 1265年10月15日－1307年2月10日 |                            | 1294年5月10日－1307年2月10日   | 起輦谷       |
|              | 順宗                    | 昭聖衍孝皇帝                    |                             | 答剌麻八剌     | 1264年6月29日－1292年5月25日  |                            |                                |              |
|              | 武宗                    | 仁惠宣孝皇帝                    | 統天繼聖欽文英武大章孝皇帝  | 海山           | 1281年8月4日－1311年1月27日   | 至大                       | 1307年6月21日－1311年1月27日   | 起輦谷       |
| 曲律汗       | 武宗                    | 仁惠宣孝皇帝                    |                             | 海山           | 1281年8月4日－1311年1月27日   | 至大                       | 1307年6月21日－1311年1月27日   | 起輦谷       |
|              | 仁宗                    | 聖文欽孝皇帝                    | 普顏篤汗                    | 愛育黎拔力八達 | 1285年4月9日－1320年3月1日    | 皇慶                       | 1311年4月7日－1320年3月1日     | 起輦谷       |
| 延祐         | 仁宗                    | 聖文欽孝皇帝                    | 普顏篤汗                    | 愛育黎拔力八達 | 1285年4月9日－1320年3月1日    |                            | 1311年4月7日－1320年3月1日     | 起輦谷       |
|              | 英宗                    | 睿聖文孝皇帝                    | 繼天體道敬文仁武大昭孝皇帝  | 碩德八剌       | 1302年2月22日－1323年9月4日   | 至治                       | 1320年4月19日－1323年9月4日    | 起輦谷       |
| 格堅汗       | 英宗                    | 睿聖文孝皇帝                    |                             | 碩德八剌       | 1302年2月22日－1323年9月4日   | 至治                       | 1320年4月19日－1323年9月4日    | 起輦谷       |
|              | 顯宗                    | 光聖仁孝皇帝                    |                             | 甘麻剌         | 1263年－1302年2月8日          |                            |                                |              |
|              | －                      | －                              | －                          | 也孫鐵木兒     | 1293年11月28日－1328年8月15日 | 泰定                       | 1323年10月4日－1328年8月15日   |              |
| 致和         | －                      | －                              | －                          | 也孫鐵木兒     | 1293年11月28日－1328年8月15日 |                            | 1323年10月4日－1328年8月15日   |              |
|              | －                      | －                              | －                          | 阿剌吉八       | 1320年－1328年11月14日        | 天順                       | 1328年10月3日－1328年11月14日  |              |
|              | 文宗                    | 聖明元孝皇帝                    | 欽天統聖至德誠功大文孝皇帝  | 圖帖睦爾       | 1304年2月16日－1332年9月2日   | 天曆                       | 1328年10月16日－1329年4月3日   | 起輦谷       |
| 札牙篤汗     | 文宗                    | 聖明元孝皇帝                    | 至順                        | 圖帖睦爾       | 1304年2月16日－1332年9月2日   | 1329年9月8日－1332年9月2日 |                                | 起輦谷       |
|              | 明宗                    | 翼獻景孝皇帝                    | 順天立道睿文智武大聖孝皇帝  | 和世㻋         | 1300年12月22日－1329年8月30日 | 天曆                       | 1329年2月27日－1329年8月30日   | 起輦谷       |
| 忽都篤汗     | 明宗                    | 翼獻景孝皇帝                    |                             | 和世㻋         | 1300年12月22日－1329年8月30日 | 天曆                       | 1329年2月27日－1329年8月30日   | 起輦谷       |
|              | 寧宗                    | 沖聖嗣孝皇帝                    | －                          | 懿璘質班       | 1326年5月1日－1332年12月14日  | 至順                       | 1332年10月23日－1332年12月14日 | 起輦谷       |
|              | 惠宗                    | 宣仁普孝皇帝 （仅见于现代著作） | 烏哈噶圖汗                  | 妥懽帖睦爾     | 1320年5月25日－1370年5月23日  | 元統                       | 1333年7月19日－1370年5月23日   | 起輦谷       |
| 至元         | 惠宗                    | 宣仁普孝皇帝 （仅见于现代著作） | 烏哈噶圖汗                  | 妥懽帖睦爾     | 1320年5月25日－1370年5月23日  |                            | 1333年7月19日－1370年5月23日   | 起輦谷       |
|              | 順帝 （明太祖朱元璋諡） | 至正                            | 烏哈噶圖汗                  | 妥懽帖睦爾     | 1320年5月25日－1370年5月23日  |                            | 1333年7月19日－1370年5月23日   | 起輦谷       |

### 引用
1. ↑  蓋山林. . 中華人民共和國: 遼寧民族出版社. 1999年12月: 第2頁. ISBN 9787806443361 （中文）. 早在1220年哈剌和林就已被成吉思汗選為自己的建都之地，他的後繼者窩闊台汗繼位不久，於1235年正式建都於此。
2. 1 2  . National Geographic Society. 2019-12-08  [2025-04-09] –Anthropology, Geography, Human Geography, Social Studies, Ancient Civilizations, World History （英语）.
3. ↑  . . World History Publishing. 2019  [2023-10-16]. （原始内容存档于2024-03-28）.
4. ↑  . . 大英百科全書公司. 2018  [2023-10-12]. ISBN 978-1-59339-292-5. （原始内容存档于2015-07-17）.
5. 1 2 3 4 5  陈高华. . 《史苑》 (中华文史网). 2006, (4).
6. ↑  Dóra Mérai and Ágnes Drosztmér，Kyra Lyublyanovics，Judith Rasson，Zsuzsanna Papp Reed，András Vadas，Csilla Zatykó (编). . Budapest，Teréz krt. 13: Archaeolingua. 2018-11: P.8–13  [2022-01-23]. ISBN 978-615-5766-19-0. （原始内容存档 (PDF)于2022-01-23） （en，hu）. It comes out to 36.5 million km2, a full million square kilometers larger than the British Empire. A case can and should be made that the Mongol Empire was not simply the largest contiguous empire, but rather the largest empire
7. ↑  Taagepera, Rein. . International Studies Quarterly. 1997-09, 41 (3): P.475–504  [2020-10-14]. ISSN 0020-8833. doi:10.1111/0020-8833.00053. （原始内容存档于2017-07-27） （英语）.
8. ↑  见王鸣鹤《登坛必究》、郭造卿《卢龙塞略》、茅元仪《武备志》等记载，莽官兒噶紮刺（Монгол газар）意为蒙古地域，“野克莽官兒”即大蒙古。
9. ↑  Ákos Bertalan Apatóczky（阿保矶）. . 匈牙利. 2022年. ISBN 9787100208499 （中文）.
10. ↑  曹永年. . 中華人民共和國: 內蒙古大學出版社. 2007年9月: 第452頁. ISBN 9787811152111. （原始内容存档于2021-09-08） （中文）. 林丹汗死後，察哈爾部眾紛紛投往後金，只有汗室困守大漠。1635年（崇禎八年，天聰九年）二月，後金派多爾袞等人率精騎一萬，遠征察哈爾餘部。四月二十八日，清軍抵達林丹汗子額爾克孔果爾額哲駐地托里圖，額哲母子被迫歸降。
11. ↑  R. C. Sharma. . Seema Publications. 1988: 101. ISBN 9781610693400.
12. ↑  策·巴特巴雅尔; 郭岩 白丽娟（翻译）. . 蒙古学信息 (蒙古国·乌兰巴托). 2003, (3).
13. ↑  中華民國史事紀要編輯委員會 (编). . 中華民國: 中華民國史料研究中心. 1982年12月1日: 第413頁. （原始内容存档于2022年10月31日） （中文）. 蒙古本種族之名，為游牧於不兒罕山近旁之小部落，不兒罕山者，今外蒙古車臣汗部北境克魯倫河（額爾古訥河上流）、鄂嫩河（石勒喀河上流）間肯特山之支脈也，十二三世紀之交，成吉思汗崛起於此，吞併附近諸部落，並征服亞細亞之北部西部，逮其子孫，復席捲亞細亞之大半，及歐羅巴東部，於是類蒙古非蒙古諸部落，皆稱蒙古，旋更以之為國號。元世祖忽必烈，致書日本，自稱大蒙古國皇帝。十七世紀初，蒙古察哈爾部林丹汗，致滿洲清太宗書中，亦稱蒙古國主，是其建國號為蒙古，較稱元稱韃靼，尤為有徵。然茲不過對外國而言，究未可謂為國號，亦未可謂為地名也。
14. ↑  邱樹森. . 中華人民共和國: 山東敎育出版社. 2002年11月1日: 第29頁. ISBN 9787532830954. （原始内容存档于2022年10月31日） （中文）. 【大元】元朝國號。至元八年（1271），在進攻南宋取得不斷勝利的形勢下，元世祖採納劉秉忠、王磐等漢臣建議，建「大元」國號。《建國號詔》曰：「可建國號曰『大元』，蓋取《易經》『乾元』之義。」其意為「極大」，表明本朝疆土超過以前所有的王朝。元朝建號以後，原「大蒙古國」國號在漢文文書中不再使用，但蒙文文書中通常兩者並稱。
15. ↑  徒單公履.  （中文）. 誕膺景命，奄四海以宅尊﹔必有美名，紹百王而紀統。肇從隆古，匪獨我家。且唐之為言蕩也，堯以之而著稱﹔虞之為言樂也，舜因之而作號。馴至禹興而湯造，互名夏大以殷中，世降以還，事殊非古。雖乘時而有國，不以利而制稱。為秦為漢者，著從初起之地名﹔曰隋曰唐者，因即所封之爵邑。且皆徇百姓見聞之偶習，要一時經制之權宜，概以至公，不無少貶。我太祖聖武皇帝，握乾符而起朔土，以神武而膺帝圖，四震天聲，大恢土宇，輿圖之廣，歷古所無。頃者耆宿詣庭，奏草申請，謂既成於大業，宜早定於鴻名。在古制以當然，於朕心乎何有！可建國號曰大元，蓋取《易經》乾元之義，茲大冶流形於庶品，孰名資始之功。予一人底寧於萬邦，尤切體仁之要，事從因革，道協天人。於戲！稱義而名，固非為之溢美﹔孚休惟永，尚不負於投艱。嘉與敷天，共隆大號！
16. 1 2  柯劭忞. . 中華民國 （中文）. 乙亥，建國號曰大元，詔曰：誕膺景命，奄四海以宅尊；必有美名，紹百王而紀統。肇從隆古，匪獨我家。唐之為言蕩也，堯以之而著稱；虞之為言樂也，舜因之而作號。馴至禹興而湯造，互名夏大以殷中。世降以還，事殊非古。雖乘時而有國，不以義而制稱。為秦為漢者，蓋從初起之地名。日隨曰唐者，又即所封之爵邑。是皆徇百姓見聞之狃習，乃一時經制之權宜，概以至公，不無少貶。我太祖聖武皇帝握乾符而起朔土，以神武而膺帝圖。四震天聲，大恢土宇，輿圖之廣，歷古所無。頃者，耆宿詣庭，奏章申請，謂既成於大業，宜早定於鴻名。在古制以當然，於朕心乎何有。可建國號曰大元，蓋取《易經》乾元之義。茲大治流形於庶品，孰名資始之功，予一人底定於萬邦，尤切體仁之要。嘉與敷天，共隆大號。咨爾有眾，體予至懷。
17. ↑  劉信君. 楊雨舒 , 编. . 中華人民共和國: 吉林人民出版社. 2008年9月1日: 第15頁. ISBN 9787206057953. （原始内容存档于2022年10月21日） （中文）. 元朝時，「中華一統」的觀念掀開了新的一頁。元朝的中外觀念是合一體內的中外為「中華一體」的觀念。《元史·外夷傳》是把元朝統一的地區視為中國，而把鄰國視為外（四海），即元代的四海觀念基本上是鄰國的觀念；元朝仍有中外觀念，但它不是分華夷的「內諸夏而外夷狄」的舊觀念，而是在統一中國內的內地與邊疆的新觀念；元朝已經形成包括八荒在內，體現中華一宇區域的統一觀念。元吳師道詩：「今日八荒同一宇，向來邊檄不須論。」把原來視為外的地區「比於內地」，即元朝視全國為「內地」。體現在行政設置上，就是元於絕大部分地區設行省、路、府、州、縣，變「蠻夷之鄉」為「內地」，即納入「中華一體」之中，中國包括中原、邊疆各民族在內。
18. ↑  贺希格; 陶克陶. . 《中央民族学院学报》. 1986, (4): 48–53.
19. ↑  . 国学大师.   [2023-01-13]. （原始内容存档于2023-02-09）.
20. 1 2 3 4  白壽彝. . 中華人民共和國: 上海人民出版社. 1989年: 第332頁–第333頁. ISBN 9787208001091. （原始内容存档于2022-10-21） （中文）. 蒙古部落的名稱最早出現於唐代。那時，在狃越河（今洮兒河）以北，西至俱輪泊（今呼倫湖）周圍，東至那河（今嫩江），北至黑龍江的地域內，分布著許多許多被統稱為「室韋」的大小部落，其中有一個「蒙兀室韋」部。蒙兀就是蒙古（Monggol）的唐代音譯。《舊唐書·北狄·室韋傳》記載：大山之北有大室韋部落，其部落傍望建河居。其河源出突厥東北界俱輪泊，屈曲東流，經西室韋界，又東經大室韋界，又東經蒙兀室韋之北，落俎室韋之南。大山指今大興安嶺，望建河即今額爾古納河。根據這段史料，蒙兀室韋部的居地應在額爾古納河下游東南的大興安嶺北端地區。十三世紀蒙古人的歷史傳說稱，他們的祖先原來居住在名為「額爾古納昆」（Ergunequn，qun意為山崖）的地方，應是指額爾古納河附近的山林地帶，和漢文史籍所載唐代蒙兀部的居地正可以相互印證。大約在唐代後期（九世紀下半葉），蒙古部落從興安嶺山地向西面的草原地帶遷移。隨部落的分行，所佔地盤逐漸擴大，有一部分遷到了鄂嫩河、克魯倫河、土拉河「三河之源」的不兒罕山（今肯特山）地區。成吉思汗的先世就屬於這部分蒙古部落。元代史籍記載下來的蒙古人祖先傳說，反映了古代蒙古部落繁衍和遷徙的歷史過程。《元朝秘史》一開頭就講述蒙古人的起源，說是有一奉天命降生的蒼色的狼（孛兒帖赤那，Bortechino）和一白色的母鹿（豁埃馬喇勒，qo'ai-maral）相配了，渡過騰汲思海子，來到斡難河（鄂嫩河）源頭的不兒罕山立下營盤，生了個兒子名巴塔赤罕。傳到第十一代，有兄弟二人，兄都蛙鎖豁兒有四子，遷移出去成為朵兒邊部（Dorben ，意為四）；弟朵奔喪兒干娶豁里禿馬惕部女子阿蘭豁阿為妻，生二子，其後裔各成一部。朵奔死後，阿蘭豁阿感天光而孕，又生三子，長不忽合塔吉，後裔為合答斤部（名見《金史》，作合底忻），次不合秃撒勒只，後裔為撒勒只兀惕部（名見《金史》，作山只昆，元代又譯散只兀，珊竹）；幼子孛端察兒，後裔為孛兒只斤部，從這一支又分衍出約二十個氏族或部落。孛端察兒就是成吉思汗的十世祖，《元史·宗室世系表》稱為「始祖」。
21. ↑  朱耀廷. . 中華民國: 遠流出版事業股份有限公司. 2002年3月1日. ISBN 9789573245858. （原始内容存档于2022年10月31日） （中文）. 阿闌死後，兩個大兒子的子孫同其他各支蒙古人組成了蒙古迭兒列斤氏部落，即一般出身的蒙古人；三個小兒子的子孫組成了尼倫部落，因為他們是閃耀著神的光輝的後代，因此被看作純潔出身的蒙古人。其中第五子孛端察兒的後代稱為孛兒只斤氏，這就是成吉思汗所出生的氏族。
22. ↑  林幹. . 中華人民共和國: 内蒙古人民出版社. 1993年: 第55頁. ISBN 9787204023288 （中文）. 十一世紀時，居住在大漠南北的塔塔兒、蒙古、克烈、汪古等部結成以塔塔兒為首的聯盟，共同反對遼王朝的統治，因此，「塔塔兒」或「韃靼」曾一度成為蒙古草原上各部的通稱。十二世紀初，由女真貴族建立的金王朝取代了遼王朝，蒙古部轉歸金朝東北招討使管轄。這時塔塔兒聯盟已經瓦解，蒙古部在合不勒汗（成吉思汗曾祖父）的統領下強大起來。
23. ↑  鐵木爾·達瓦買提. . 中華人民共和國: 民族出版社. 1997年6月1日: 第155頁. ISBN 9787105028443 （中文）. 合不勒汗（生卒年不詳）又作「葛不律寒、哈不勒罕」。蒙古孛兒只斤部首領，成吉思汗曾祖。以乞顏為氏，統一蒙古部，始稱汗，被尊為「全體蒙古人」（合木黑忙豁勒）的首領。
24. ↑  姜正成. . 中華民國: 龍圖騰文化事業有限公司. 2015年12月10日. ISBN 9789863880370 （中文）. 當時金國的皇帝是金太宗完顏晟（1123—1135年在位），他想籠絡合不勒汗，便派人請合不勒汗到金國宮中，設宴招待。在這次著名的宴會上，合不勒汗抓住金帝的鬍子，肆意戲弄，導致蒙、金關係迅速惡化，金帝便利用塔塔兒部幾次攻打蒙古。
25. ↑  汪大鑄. . 中華民國: 中國民族文化研究所. 1967年 （中文）. 最初金熙宗乃用其將領兀朮之謀，誅其臣撻懶，撻懶遺族遂與合不勒進攻金人於漠北，金將兀朮屢次征伐而不能克，從此金人北受蒙古之侵襲，而不能用全力南侵中國。
26. ↑  業喜. . 中華人民共和國: 遼寧民族出版社. 2004年10月1日: 第3頁. ISBN 9787806448724 （中文）. 金主於1146年8月，調功臣皇叔兀朮由南線回朝。奉命親率中原精兵8萬之眾，出征蒙古，大小數十仗，屢戰不勝，不得不於1147年3月，與蒙古訂立協議議和，並把西平以北27團寨，割與蒙古，每年供應蒙古相當數額的牛羊米豆，並冊封合不勒汗為「蒙兀國王」 ，才得罷兵修好。
27. ↑  李心傳.  （中文）. 金都元帥宗弼之未卒也，自將中原所教神臂弓弩手八萬人討蒙古，因連年不能克。是月，遣領汴京行臺上書省事蕭博碩諾與蒙古議和，割西平河以北二十七團寨與之，歲遺牛羊米豆，且命冊其酋鄂掄貝勒為蒙古國王，蒙人不肯。（此據王大觀《行程錄》十七年三月末所書可考。）
28. ↑  龔書鐸; 劉德麟. . 中華民國: 知書房出版社. 2007年10月1日: 第12頁. ISBN 9789867151582 （中文）. 蒙古可汗合不勒死後，姪兒俺巴孩被推選為可汗。俺巴孩與塔塔兒部結親，為女兒送嫁途中，被塔塔兒部的主因人俘虜，送給了金熙宗。金熙宗將俺巴孩釘死在木驢上。合不勒之子忽圖剌繼而當選為可汗，率部向塔塔兒人發動復仇的戰爭，然而前後十三次開戰，也未能替俺巴孩可汗報仇。紹興三十二年（一一六二年），忽圖剌的姪兒，乞顔部的也速該帶領部眾攻打塔塔兒人，取得了勝利，並且活捉了塔塔兒人豁里·不花與鐵木真・兀格。鐵木真・兀格是一位勇士，也速該心存敬仰，便把他放了。當也速該返回斡難河邊的營地時，夫人訶額崙生下一個男孩，也速該十分高興，索性將孩子取名為鐵木真，這便是日後的蒙古大汗——成吉思汗。
29. ↑  巴拉吉尼瑪; 額爾敦扎布; 張繼霞. . 中華人民共和國: 民族出版社. 2003年1月: 第282頁. ISBN 9787105053513 （中文）. 鐵木真9歲時父親也速該被塔塔兒部人毒死，孛兒只斤氏族族眾離散。
30. ↑  內蒙古自治區蒙古族經濟史研究組 (编). . 中華人民共和國: 內蒙古社會科學院. 1987年: 第35頁－第36頁 （中文）. 最後導致合木黑蒙古國的分裂：以泰亦赤兀部首領塔兒忽台乞鄰禿黑為首佔據斡難河流域；以札蘭部的札木合為首佔據額爾古納河流域；主兒部扯別、台出為首佔據斡難，克魯倫河流域。1189年也速該的兒子帖木真恢復了合木黑蒙古國，但是鬥爭仍未結束。
31. ↑  黃大受. . 中華民國: 五南圖書出版股份有限公司. 1989年: 第583頁. ISBN 9789571100326. （原始内容存档于2022-10-21） （中文）. 蒙古部族的原居地為今黑龍江上游、外蒙古東部，為唐時室韋部落之一，稱蒙古室韋，亦有說是出於韃靼，甚至是匈奴或吐蕃的後裔。南宋前期，蒙古分為許多單位，其中之一為乞顏部，據今土拉河、鄂嫩河、克魯倫河上源的肯特山。其他重要部族，在東方為貝爾湖附近的塔塔兒，在西方為外蒙古中部的蔑兒乞、克烈，及科布多一帶的乃蠻，名義上大都臣服於金。
32. ↑  張永江.  (PDF). 《中國文化研究》 (日本國: 天理大學國際文化學部中國學科研究室). 2007年, (第23期): 第149頁－第164頁  [2023-01-12]. （原始内容存档 (PDF)于2023-02-09） （中文）. 現今，東胡說已成為蒙古族起源的主流學說。
33. ↑  亞伯拉罕·康斯坦丁·穆拉德熱亞·多桑. . 由馮承鈞翻译. 中華人民共和國: 中華書局有限公司. 2004年5月1日: 第27頁－第28頁. ISBN 9787101037029. （原始内容存档于2023年10月29日） （中文）. 此種韃靼民族舊曾稱藩於金國者，形貌語言風俗習慣迷信大致相類。其間部眾最多者，為乃蠻（Naïmans）部落，居也兒的石河上流，及大金（Altaï）山脈連亙之地。西隔一沙漠，與突厥種之畏吾兒相接。北界小金山（Altaï）與突厥種之乞兒吉思謙謙州（Kem-Kemdjoutes）兩部之地為鄰。東界哈剌和林（Caracou-roum）諸山，與克烈部（Keraïtes）連界。時克烈之居地達於斡難怯綠連兩河之源，克烈部以北之地屬蔑兒乞部（Merkites）。別有斡亦剌部（Ouirates），則據有構成昔之謙河（Kem，今名 Jenisseï）之八水灌溉之地。札剌兒部分為十部，部各有長，結幕於斡難河畔，共有七十千戶（Kure）塔塔兒部（Tatares）居女真舊境邊界附近，捕魚兒湖（Bouyour）一帶。
34. 1 2 3 4 5 6  《內蒙古大辭典》編委會 (编). . 中華人民共和國: 內蒙古人民出版社. 1991年: 第60頁－第61頁. ISBN 9787204014002 （中文）. 十二世紀，內蒙古草原部落林立，互相攻劫，人不安生。經過長期的戰爭兼併，至十二世紀末葉，形成了塔塔兒、克烈、蒙古、蔑兒乞、乃蠻等相互結仇很深的五大部落集團，雄據南方的金朝也已衰弱，為蒙古統一提供了有利條件。鐵木真9歲時，其父也速該被塔塔兒人毒死。殘酷的現實使鐵木真認識到，要保存自己，恢復祖業，就要依靠和聯合一個強大的部落。於是在其父的「安答」克烈部首領脫里罕庇護下，收集離散部眾，力量逐漸強大。宋淳熙十六年（公元1189年）被推舉為汗。鐵木真稱汗後，為增強經濟和軍事實力，鞏固汗權，展開了奪取東部地區的鬥爭，宋慶元元年（公元1195年）和二年（公元1196年），金兩次出兵攻打塔塔兒部，鐵木真聯合克烈部助金大敗塔塔兒於活勒札河（今烏力吉河），在回軍途中攻滅背叛盟約，抄掠其奧魯（老小營）的主兒勤部。鐵木真既獲得金的封賞，又消滅了與之爭奪汗位的乞顏氏中的長支貴族，名聲大振。宋慶元四年（公元1198年）金又遣軍征討弘吉剌、合答斤、山只昆等部。金的這幾次征伐，為鐵木真奪取富饒的呼倫貝爾草原掃清了障礙，鐵木真的實力迅速增強，引起貴族們的敵視，開始了與貴族聯盟的一系列戰役，最初由只剌札木合糾集泰赤烏等十三部3萬軍進攻鐵木真，鐵木真汗組成十三翼（古列延）迎戰於斡難河附近的答蘭版朱思。鐵木真失利。後魯的朮赤台、忙兀部的畏答兒、晃勒壇的蒙力克率部歸附鐵木真，鐵木真力量日益壯大。宋慶元六年（公元1200年）弘吉剌、朵兒邊、塔塔兒等十一部復聚會於阿雷泉，盟誓與鐵木真、王罕為敵。鐵木真得到其岳父的密告，乃會同王罕與十一部聯軍戰於捕魚兒海子（貝爾湖）附近，貴族聯軍大敗。翌年，被擊敗的貴族們再聚刊河（今根河），推札木合為「古兒罕」 ，誓與鐵木真為敵。鐵木真認真備戰，與王罕軍於海剌兒河（今海拉爾河）附近再敗貴族聯軍，鐵木真為鞏固後方趁勢攻滅了察罕塔塔兒、按赤塔塔兒等部，完全佔據呼倫貝爾草原。1202年秋，闊亦田（約在哈拉哈河上游）之戰，又大敗由乃蠻杯祿汗拼湊起來的斡亦剌、泰赤烏、塔塔兒等部殘餘勢力的聯軍，札木合率部投王罕。至此，結束了與貴族聯盟之戰，鐵木真與克烈部王罕長期結盟。不久王罕背盟，加上札木合等的離間，鐵木真與王罕關係惡化。鐵木真曾欲以聯姻修補裂痕，遭到拒絕，王罕、札木合等設計謀殺鐵木真未成，又突襲之。鐵木真倉卒應戰於合蘭真沙陀（約今烏珠穆沁旗北境），因眾寡不敵，退至合合河（今哈拉哈河）上游整軍。此時，札木合等與王罕分裂，鐵木真偵知王罕無備，秘密包圍，激戰三晝夜，王罕父子敗逃，先後被殺。鐵木真獲得從未有過的勝利。最後一個對手是乃蠻。為準備與乃蠻的決戰，鐵木真按千戶制組編軍隊，設扯兒必那顏（統領）統率；又成立護衛軍，設80宿衛，70散班（魯華），軍隊更加強大。宋嘉泰四年（公元1204年），納忽山之戰中乃蠻軍一觸即潰，太陽汗負傷死，鐵木真進抵阿爾泰山前，盡降其餘部，完成了統一漠北諸部的大業，為大蒙古國和以後元朝的大發展奠定了基礎。
35. ↑  業喜. . 中華人民共和國: 遼寧民族出版社. 2004年10月1日: 第32頁. ISBN 9787806448724. （原始内容存档于2022年10月21日） （中文）. 鐵木真汗征服乃蠻部後，為追擊王罕之子桑昆，為進攻金，解除對翼側的牽制，向西夏國伸出觸角進行試探。蒙古軍於1205年3月，從也兒的失河不黑都兒麻地區回軍，經察罕泊、鄂洛克泊南下，進至西夏國居延海（今內蒙古額濟納旗）東南50里處圍攻力吉里寨。該寨修築堅固，但蒙古軍在短時間內攻克，並將寨牆和基礎全部平毀。接著分兵進攻瓜州（今甘肅安西北部）、沙州（今甘肅敦煌）等地，又東攻定州（今內蒙古阿拉善左旗）之乞鄰古古撒城和龍州（今內蒙古臨河）落思城。掃蕩黃河西岸、北岸，帶著許多戰利品和駱駝、牲畜後還軍斡難河。
36. ↑  戴錫章. . 中華民國 （中文）. 三月，太白晝見。日者云：「主兵亂。」（《西夏書事》）蒙古初來侵，破力吉思寨。縱兵躪瓜、沙諸州，純佑不敢拒。（《元史·太祖本紀》及《西夏書事》。按《元史·耶律阿海傳》謂攻西夏在癸亥冬，誤。）夏四月，蒙古兵還掠落思城。蒙古主以天暑將盛，引兵還，經落思城，大掠人民及其橐駝而去。（《元史·太祖本紀》）
37. ↑  廖楊. . 中華人民共和國: 廣西師範大學出版社. 2005年8月1日: 第226頁. ISBN 9787563356782. （原始内容存档于2022年10月31日） （中文）. 公元1206年，鐵木真在斡難河源頭召開忽里台，諸王群臣共上尊號稱他為「成吉思皇帝」。此後，成吉思汗邁出了建立封建統治秩序的步伐。他將千百戶制度普遍推行於蒙古各部，以千戶、百戶、十戶的形式把全體蒙古人民組織起來，並封那些有功的那可兒們為千、百、十戶長，進行統管，且其職位世襲，史稱「莎余兒合勒」（即恩賜、分封之意）。這樣，千戶便成為蒙古社會最基本的行政軍事單位。不僅如此，成吉思汗還把蒙古國的臣民百姓視為自己的家產，除自己直接管領一部分人外，其餘部民均分封給自己的母親和兄弟子，他們每人得到若干千戶，稱為「忽必」。與此同時，成吉思汗還擴建了原有的怯薛（護衛軍），形成了一支由其直接掌管的萬人常備軍，其中包括千名宿衛士、千名箭筒士及八千名散班。這些官兵均由各級那顏及平民的子弟擔任，他們自備馬匹、武器和給養，而且還可以隨身帶有自己的「伴當」。因此，這些「怯薛」（護衛士）的身份往往高於在外的千戶長。除此之外，成吉思汗通過創制蒙古文字、設立也可扎魯忽赤（「扎魯忽赤」漢譯為「斷事官」）及編定大札撒等措施，建立起了大蒙古國的封建統治制度。至此，蒙古族的游牧宗法奴隸制開始向宗法封建制度轉化和過渡。
38. ↑  張豈之. 王天有; 成崇德 , 编. . 中華民國: 五南圖書出版股份有限公司. 2002年7月3日: 第12頁. ISBN 9789571128696. （原始内容存档于2022年7月28日） （中文）. 1206年春，鐵木真在斡難河源召開貴族大會，即大汗位，建立大蒙古國（蒙古語也可·蒙古·兀魯思）。薩滿教巫師闊闊出聲稱得到上天的啟示，命鐵木真為普天下之汗、諸王之王，稱號為「成吉思汗」。成吉思一詞的含義，有「海洋」、「有力」、「天賜」、「偉大」等諸多不同說法。
39. ↑  拉施德丁·法茲盧拉·哈馬丹尼. . 由余大鈞; 周建奇翻译. 中華人民共和國: 商務印書館有限公司. 1983年9月1日: 第208頁. ISBN 9787100015301 （中文）. 當始自伊斯蘭教歷602年7月的巴兒思亦勒即虎年（1206年）幸福地蒞臨時，初春，成吉思汗下令建九腳白旄纛，隆重地召集舉行了大忽里勒台。在這次忽里勒台上他獲得了「成吉思汗」的尊號。
40. 1 2  宋濂.  （中文）. 元年丙寅，帝大會諸王群臣，建九斿白旗，即皇帝位於斡難河之源，諸王群臣共上尊號曰成吉思皇帝。是歲實金泰和之六年也。
41. 1 2  章愷. . 中華民國: 大地出版社有限公司. 2018年1月10日: 第24頁－第25頁. ISBN 9789864022786. （原始内容存档于2022年10月31日） （中文）. 成吉思汗建國以前，蒙古人還沒有文字。成吉思汗俘獲畏兀兒人塔塔統阿後，因他精通本國文字，就命他教子弟學習。其後又有不少畏兀兒人被用為蒙古貴族子弟的教師，他們對蒙古文的創制做出了貢獻。成吉思汗建立蒙古汗國之前，蒙古沒有成文的法規，人們遵行的只是傳統慣法。汗國建立後，創制畏兀兒蒙古文，成吉思汗就用它發布命令、登記戶口、制定了具體的法律條款，稱為《大札撒》（漢譯作《成吉思汗法典》、《成吉思汗大法》）、記錄所辦案件等，成為加強統治的重要輔助手段。一二○六年，成吉思汗任命其養子失吉忽圖忽為大斷事官。由大斷事官專門負責掌管民戶的分配。成吉思汗又命失吉忽圖忽審斷刑獄詞訟，負責懲治盜賊、察明詐偽、施以刑法。大斷事官實際上是蒙古國的最高行政官，相當於漢族官制中的丞相。大斷事官之下還有若干斷事官作為僚屬。此外諸王、貴戚、功臣有分地者，也各置斷事官治其本部百姓。
42. ↑  張泊寒; 徐亞軍. . 《北方新報》 (中華人民共和國). 新華網. 2007年8月29日  [2011年12月2日]. （原始内容存档于2015年8月28日） （中文）. 《成吉思汗法典》頒布實施於公元1206年，是世界上應用範圍最廣的成文法典，也是世界上最早的憲法性文件。《成吉思汗法典》建立了以民主為基礎的行政權與司法權分立的共和政體和一系列制度，其中，以兩權制約為基礎的判例制度比英國的判例制度產生早近600年。
43. 1 2  林幹. . 中華人民共和國: 内蒙古人民出版社. : 第496頁－第498頁. ISBN 9787204050666. （原始内容存档于2022-10-31） （中文）. 成吉思汗在建國前的1205年，率軍第一次入侵西夏。這次只是小規模的掠奪。1207年秋，成吉思汗借口西夏不肯稱臣納貢，再次興兵，攻陷西夏北部重鎮斡羅孩城。一年後的1209年，成吉思汗第三次發兵，抵斡羅孩西關口。當時西夏皇帝為襄宗李安全，他令皇子承禎為元帥，大都督府主高逸為副，率兵五萬抵擋，大敗，高逸被俘而死。蒙古軍再攻斡羅孩城，守將出降，太傅訛答在城內堅持巷戰，仍不免力屈被俘。蒙古軍長驅直入，進逼中興府的外圍要隘克夷門（賀蘭山關口）。李安全急令嵬名令公率軍五萬拒戰。嵬名令公堅持了兩個月，最後中了蒙古軍的埋伏，兵敗被擒。克夷門既下，蒙古軍進抵都城中興府。成吉思汗派遣所俘的訛答太傅入中興府談判，曉以利害。李安全自知難與蒙古軍為敵，遂將女兒察合公主獻給成吉思汗，表示願降蒙古，歲歲進貢，聯蒙抗金。至此，成吉思汗實現了他的戰略目標，他得以專心進攻更主要的敵國一金國。屈辱的求和，加劇了西夏統治集團內部的鬥爭。不久，李安全被廢而死，他的堂侄遵頊（音須）被立為帝，是為夏神宗。但在神宗之後，西夏仍然不能有效地抵御剽悍的蒙古騎兵，在成吉思汗四海揚威之際，終至亡國。1211年秋，金國邊境烏沙堡（在今內蒙古鑲黃旗境內）遭到成吉思汗的大將哲別的進攻。金兵統帥獨吉思忠領兵抵御，戰敗退兵，蒙古軍乘勝而進。從此拉開了成吉思汗攻金的序幕。金是蒙古諸部的宗主國，成吉思汗曾助金擊滅塔塔兒，以獲得金帝所授「察忽魯」（部長）之職為榮耀，在他即大汗位之後，仍每年親自赴金邊境入貢。金又是蒙古的世仇，俺巴孩汗、斡勤巴儿合黑、合答安把阿禿兒等都慘死於金人之手，成吉思汗常「念其欺凌」，誓為復仇。1208年金章宗死， 衛紹王永濟即位，即位之後，他向蒙古遣使下詔書，要求成吉思汗跪拜接受。成吉思汗問：「誰是新皇帝? 」金使答：「衛紹王永濟。」成吉思汗南面而唾，說：「我以為中原的皇帝是天上人做，這等庸懦之輩也配嗎？豈能向他跪拜！」言罷策馬北。永濟從金使那裡聽到這個消息，便陰謀趁成吉思汗下次入貢殺之。成吉思汗得到密報，遂與金國絕交，嚴兵設備，並於1211年先發制人，親率大軍南下，於是有了烏沙堡擊敗金將獨吉思忠之役。金兵潰敗，獨吉思忠以失於防御被解職，由胡沙主持軍事。胡沙不敢正面抗擊蒙古軍，一路撤退，退至宣平（今河北張家口市西南），以大軍三十萬守野狐嶺（今河北萬全縣膳房堡北）。成吉思汗命木華黎為蒙古軍先鋒，他策馬橫戈，大呼陷陣，成吉思汗繼以諸軍並進。金兵大敗，死者枕藉，整個原野都充滿了血腥氣味。成吉思汗追擊潰敗的金兵至會河堡（今河北懷安縣東），再殲金兵無數，胡沙隻身逃入宣德（今河北宣化縣）。野狐嶺之戰，「金人精銳盡沒」，蒙古人終於取得了進攻金國的第一場大勝仗，他們以此為榮，很久以後還常常提起這件事。
44. 1 2  老根. 《中華野史》編委會 , 编. . 中華人民共和國: 中國戲劇出版社. 2000年: 第94頁. ISBN 9787104012399 （中文）. 成吉思汗的三次征西夏，掠奪了大量人口、財物以及牛羊、駱駝等，同時也鍛煉了軍隊，更重要的是戰略上取得了偉大勝利，他雖然沒有徹底征服西夏，但卻使西夏內部產生了動蕩不安，矛盾加深，因而造成政權一再更迭，國力大衰，沒有能力與蒙古人抗衡，進而動搖了夏金聯盟，解除了西夏對蒙古國的威脅。從此以後，成吉思汗集中全部精力和全部力量，來對付他的主要敵人金王朝了。但從1216年起，由於成吉思汗在進攻金朝和西征西遼的過程中，不斷向西夏征兵、收貢，使西夏統治者感到負擔十分沉重，於是對蒙古漸漸疏遠。這樣，又引起蒙古的不滿，侵西夏的戰爭又爆發了。1217年，成吉思汗封大將木華黎為太師國王，率軍侵金。木華黎南下進攻金國的同時，又一次派軍隊攻打西夏。當年十二月，蒙古軍踏冰渡過黃河，長驅直入，很快包圍了中興府，夏神宗李遵頊心驚肉跳，帶著幾個手下人和嬪妃逃到西平府（即靈州），讓太子李德任守城。面對強敵，西夏軍無力抵抗，李德任不得不向蒙古軍隊請降，蒙古軍隊勝利，木華黎率軍隊返回金國戰場。1221年十月，木華黎由東勝渡河，準備經過西夏，進攻金朝的陝西地方。李遵頊惶恐不已，急忙派大臣塔海去迎接木華黎，又派塔哥甘普領兵五萬，追隨木華黎進攻金朝。心力交瘁的李遵頊無力支撐危局，於1223年把王位讓給次子李德旺，自稱太上皇隱退。李德旺即位後深感蒙古勢力的可怕，想乘成吉思汗西征之機，聯合漠北諸部落，組成抗擊蒙古的聯盟。當時成吉思汗正率軍西征花剌子模國，得悉西夏「陰結外援，蓄異圖」的密報後，雖知情況緊急，無奈戰事正緊，無法脫身，故令木華黎之子（木華黎已去世）孛魯，迅速從金國回兵進攻西夏。1224年九月，蒙古軍襲擊西夏，大破銀州（今陝西榆林南），夏兵10萬人戰死，守將塔海被俘後遭到殺害，蒙古軍擄掠牲口、牛羊達數十萬之多。西夏主李德旺不得不再次向蒙古表示臣服，蒙古軍退走。西夏在蒙古軍隊的一再打擊下，離最後的覆亡已為期不遠了。
45. ↑  史仲文; 胡曉林; 薛德震. 百卷本《中國全史》編輯工作委員會 , 编. . 中華人民共和國: 人民出版社. 1994年: 第216頁. ISBN 9787010014562. （原始内容存档于2022-10-31） （中文）. 1212年，成吉思汗再次大舉南侵，攻佔昌州、桓州、撫州，再攻金西京。因金將固守，蒙古軍退回。又攻金東京遼陽府，擄掠而去。貞祐元年（1213年）秋，成吉思汗自陰山進軍，經宣德州至懷來，大敗金完顏綱軍。乘勝進居庸關，威脅中都。蒙古軍兵分三路攻掠黃河以北的山東、河東、河北路州縣，直抵登州（今山東蓬萊）、萊州（今山東掖縣）海濱。二年春，擄掠大批財物後又返回居庸關一帶，圍攻中都。宣宗南遷金軍敗退，朝中混亂。駐守中都城北的右副元帥紇石烈執中在金貞祐元年（1213年）八月殺衛紹王允濟，迎立金世宗孫完顏珣繼帝位（金宣宗）。九月金宣宗完顏珣遣使向蒙古軍求和。1214年三月，中都被圍，金宣宗獻納人口財物，並將衛紹王女岐國公主獻給成吉思汗。成吉思汗許和退軍。五月，金宣宗深恐蒙軍再侵，率皇室百官，運載珠寶財物，遷都到南京（開封）。成吉思汗得知金朝遷都南逃，再次統兵南下。1215年，中都和遼東、河北、山東860餘城，皆為蒙古軍攻佔。
46. ↑  楊訥. . 中華人民共和國: 香港中和出版有限公司. 2022年2月24日: 第38頁. ISBN 9789888763788. （原始内容存档于2022年10月31日） （中文）. 1215年春，蒙軍陸續收降中都附近州縣金朝將官，擊敗前來救援中都的金軍。五月，完顏福興眼看中都解圍無望，服毒自殺，抹撚盡忠棄城出逃。蒙軍遂入中都。成吉思汗當時在桓州涼涇避暑，聞報後命石抹明安鎮守中都，遣失吉忽禿忽等登錄中都帑藏，悉載以去。
47. ↑  柯劭忞. . 中華民國 （中文）. 夏五月庚申，金右丞相兼都元帥承暉仰藥死，眾以城降。石抹明安入中都，遣使來獻捷。帝駐蹕桓州之涼陘，命忽都虎等按視中都帑藏，以石抹明安為太傅，兼管蒙古、漢軍都元帥。
48. ↑  于光遠. . 中華人民共和國: 團結出版社. 1994年: 第165頁. ISBN 9787800618499 （中文）. 中原山東、河北地區接連爆發武裝起義，而一些地主豪強也趁機擁兵自保，出現了武裝割據的局面。1217年，成吉思汗封其大將木華黎為太師國王，命他專統大軍攻金。其間，木華黎很注重利用漢族地主武裝的作用，而且除殺掠之外，開始注意佔據城邑、安集百姓而行經久之計。而金朝面臨蒙古軍強大的攻勢，又興兵南下侵宋，以求得補償。但在數年的戰爭中，金在宋、蒙古與西夏的聯合進攻下，國勢日衰，陷孤立之中。而木華黎大量招降反金的漢族武裝力量，幾年中，攻取了金之遼東、遼西、山東、河北、陝西等大片土地。木華黎死後，金哀宗停止南侵宋朝，集中兵力抵抗蒙古，曾收復了絳州、平陽、太原府。但為時已晚，成吉思汗完成西征，已回師中原。1227年滅西夏，拒金求和，進軍鳳翔府及京兆府，關中震動。成吉思汗死後，金軍雖小有勝績，但仍無力挽回敗局。
49. ↑  胡阿祥; 彭安玉. . 中華人民共和國: 山東畫報出版社. 2004年1月1日: 第43頁. ISBN 9787806037867. （原始内容存档于2022年10月31日） （中文）. 佔領金中都在戰略上的意義自不待言，除此之外，蒙古帝國還有另外一個重要收獲，那就是耶律楚材（1190－1244年）的投順。在對金戰爭中，成吉思汗很注意延攬金統治下原遼朝的遺民，著力將其收為己用。耶律楚材家族原為遼朝貴族東丹王後裔，且又長期在金朝擔任高官，地位與聲望皆十分顯赫。蒙古兵圍中都之時，耶律楚材適在中都，因而受到成吉思汗的注意。耶律楚材於「戊寅之春，三月既望」即1218年受成吉思汗召，於是他「始發永安（今北京），過居庸，歷武川（今河北宣德），出雲中（今山西大同西）之右，抵天山（今大青山）之北，涉大磧，逾沙漠。未決十旬，已達行在。」此番北行，既翻山越嶺又橫渡荒漠，歷時三月餘始抵達目的地，可謂艱苦，但耶律楚材可能當時並不知道這相對於他不久之後的遠行來說，不過是小小的短足而已。在綠連河畔（即今克魯倫河），耶律楚材被成吉思汗召見並受到賞識，成吉思汗命其「處之左右，以備咨訪」。這之後不久，耶律楚材就趕上了蒙古帝國歷史上的第一次西征。
50. ↑  張豈之. 王天有; 成崇德 , 编. . 中華民國: 五南圖書出版股份有限公司. 2002年7月3日: 第13頁. ISBN 9789571128696. （原始内容存档于2022年10月31日） （中文）. 金廷南遷之後，已無力恢復對黃河以北地區的有效統治，而蒙古軍隊對所占州縣又多在殺掠後放棄，因此地方上的地主豪強紛紛起而割據自保，一時間「河北群雄如牛毛」。1217年，成吉思汗封拜其「四傑」之一木華黎為太師、國王、都行省，全權負責對金戰事。此後不久成吉思汗統蒙古軍主力西征花剌子模，留給木華黎的蒙古軍只有大約13，000人，另有汪古騎兵萬人。木華黎逐漸改變了過去肆行殺戮、得地不守的做法，大力招降並利用漢、契丹、女真等族地主武裝與金朝作戰，而金朝也以高爵招徕華北土豪，分別依附蒙、金兩方的地方勢力彼此展開了拉锯式的爭奪。此後十餘年間戰鬥雖有反覆，不過總的趨勢是附蒙一方漸居上風，越來越多的地方軍閥倒向蒙古。在山東，儘管南宋也加入了對當地勢力的爭取，但該地最終仍然落入蒙古的控制。蒙古對率部或納土歸降的軍閥、官僚，通常沿用金朝官稱，授予元帥、行省之類統軍管民之職，許其世襲，並可自關僚屬，稱為「世侯」。當時力量較強的世侯，河北地區主要有永清史天澤、易州（今河北易縣）張柔，山東地區則有東平嚴實、濟南張榮、益都李全等。
51. ↑  白曉淸. . 中華人民共和國: 哈爾濱出版社. 2002年: 第22頁. ISBN 9787806394618 （中文）. 1208年，成吉思汗派兵前往征討西逃的蔑兒乞部脫脫、乃蠻部古出魯克以及「林木中百姓」，前鋒路遇斡亦剌惕部首領忽都合別乞，不戰而降之，忽都合別乞就充嚮導，涉過冰封的額爾齊斯河，大破蔑兒乞部，脫脫中矢死，古出魯克亡走西遼。忽都合別乞為蒙古軍引路，有斡亦刺惕種的忽都合別乞，比萬乾亦惕種「先來歸附」，忽都合別乞引領蒙古軍，「入至黑失惕地面，斡亦剌（斡亦刺惕諸部）、不里牙惕（即布里亞特，據蒙文史籍載，布里亞特人自稱斡亦剌惕·布里亞特）分布於貝加爾湖東西，併入蒙古部前，就知道使用馬。巴兒渾（即巴爾忽諸部）、兀兒速惕（該部居住在謙河以北烏斯河流域，命名為鄂倫春）、合不合納思（該部居住在謙河之源）、康合納思（該部屬吉利吉思人中的一部落，居住在貝加爾湖西側的安加拉河）諸種部都投降了。
52. ↑  張秀平; 毛元佑; 黃樸民. . 中華人民共和國: 廣西人民出版社. 1993年1月1日: 第194頁. ISBN 9787219023372 （中文）. 公元1217年，成吉思汗把南下滅金的任務交給木華黎，親自率兵直指西方。當時蒙古蔑兒乞部落首領脫脫的兒子火都和乃蠻部落太陽汗的兒子屈出律敗逃楚河流域，仍在西方活動。火都結集蔑兒乞殘部，圖謀東山再起。1217年秋，成吉思汗命令速不台率軍征伐火都，速不台翻越崇山峻岭，到達楚河，與蔑兒乞殘部作戰，殺死火都，消滅了蔑兒乞的殘餘勢力。屈出律與花剌子模國王勾結，篡奪了西遼政權，推翻了契丹人統治，在新疆喀什噶爾、和田至錫爾河右岸地區建立了勢力範圍。
53. ↑  張豈之. 王天有; 成崇德 , 编. . 中華民國: 五南圖書出版股份有限公司. 2002年7月3日: 第15頁－第16頁. ISBN 9789571128696. （原始内容存档于2022年10月21日） （中文）. 在大規模的西征之前，蒙古已經開始向西拓展勢力。攻滅乃蠻、蔑兒乞後，首先收服了畏兀兒。畏兀兒在宋時稱高昌回鹏，其地以哈剌火州（即高昌，今新疆吐魯番）和別失八里（亦稱北庭，今新疆吉木薩爾）為中心，首領稱亦都護（源於突厥語，意為「幸福之主」），臣屬於西遼。西遼在畏兀兒設少監之官進行監治，其人仗勢欺凌， 引起畏兀兒人不滿。1209年，畏兀兒亦都護巴而朮阿而忒的斤殺西遼少監，遣使降於蒙古。1211年，他又親赴蒙古朝見成吉思汗，成吉思汗對其十分優待，以女許嫁，視為第五子，「使與諸皇子約為兄弟，寵異冠於諸國」。此後畏兀兒成為蒙古藩屬，須履行入質、納貢、從征等義務，同時亦都護的傳統稱號依然保存，並對畏兀兒領地和百姓享有世襲統治權。中亞地區還有另外一個依附於西遼的民族哈剌魯，居於巴爾喀什湖東南伊犁河、楚河一帶，是唐時西突厥支裔葛邏祿之後，首領稱阿兒思蘭汗。至此他們也殺掉西遼監護官，向蒙古歸降。這一時期，西遼在西方敗於勢力日漸上升的伊斯蘭教國家花剌子模，東部的畏兀兒、哈剌魯又相繼叛附蒙古，國勢衰頹。被蒙古擊敗的乃蠻王子屈出律逃到西遼，篡奪了帝位。1218年，成吉思汗遣哲別率軍征討屈出律，將他捕獲殺死，西遼疆土盡歸蒙古。此前，居於貝加爾湖以西的森林部落馬惕部起兵反抗蒙古統治，殺死了成吉思汗的得力大將、「四傑」之一博兒忽，吉利吉思等部也起而響應。成吉思汗派長子朮赤領軍鎮壓，將起事平定。
54. 1 2 3 4  白壽彝. . 中華人民共和國: 上海人民出版社. 1989年: 第372頁–第374頁. ISBN 9787208001091. （原始内容存档于2023-04-08） （中文）. 花剌子模是阿姆河下游的古國，都城玉龍傑赤（今土庫曼斯坦庫尼亞烏爾根奇），十一世紀中葉降服塞爾柱帝國，塞爾柱算端任命突厥族侍臣阿奴思的斤為監督。十一世紀末，花剌子模沙（Shah，波斯語「國王」之意）被殺，阿奴思子護都不丁被任命為花剌子模長官，襲用花剌子模沙的稱號，子孫世襲。1141年，西遼擊敗塞爾柱算端，花剌子模沙又向西遼稱臣納貢。其後利用塞爾柱帝國衰落之機，據有呼羅珊西部；十二世紀末，滅塞爾柱算端，勢力擴展至波斯西部。1200年，花剌子模沙摩訶末繼位，又征服了呼羅珊東部的古兒朝。1209年，殺西遼索貢使臣，併吞了撒麻耳干地區的西遼屬國西哈剌汗朝；次年，在塔剌思河畔打敗西遼軍。至此，摩訶末成為穆斯林世界最強大的統治者。他自稱算端，用武力迫哈里發正式加封，未成；發兵攻西遼，取其西境錫爾河上游沿岸諸城，並策劃進一步向東擴張。1215年，他派遣一使團到東方探聽蒙古與金朝的戰爭情況。成吉思汗接見了使者，表示願與花剌子模友好通商，並遣使回訪，同時組織了一支四百多人的商隊前往花剌子模貿易。1218年，商隊抵達花剌子模邊城訛答剌（今哈薩克斯坦錫爾河中游東之齊穆耳），該城長官哈只兒只蘭禿貪圖商隊財物，竟誣為間諜，將他們盡加殺害，奪其貨物。一名倖免於難的駱駝夫逃回蒙古報告，成吉思汗憤怒至極，遣三使者問罪，又被摩訶末殺一人，二人剃鬚後驅逐出境。於是，兩國之間的戰爭不可避免了。1219年夏，成吉思汗統領二十萬大軍越過阿勒台山，在也兒的石河駐夏後，即進入花剌子模國境，分兵四路：命察合台、窩闊台圍攻訛答剌，朮赤率一軍沿錫爾河而下攻取氈的、養吉干等城，阿剌黑那顏率一軍攻取錫爾河上游忽氈等城及費爾干納地區，自與拖雷統領中軍徑趨河中。摩訶末聞蒙古軍已過錫爾河，慌忙從新都撒麻耳干退到阿姆河南岸。1220年二月，成吉思汗攻陷不花剌；三月，進圍撒麻耳干，攻五日，拔之。遣速不台、哲別等統兵三萬追擊摩訶末。摩訶末在蒙古軍緊緊追逼下輾轉西逃，最後遁入寬田吉思海（裏海）南岸附近一個島上，大約在1220年底病死，傳位於其子札蘭丁。1220年秋後，成吉思汗命拖雷率領一支精銳部隊渡過阿姆河，攻取呼羅珊地區諸城，到1221年夏，馬魯、你沙不兒、也里等城被相繼攻陷。朮赤、察合台、窩闊台三兄弟被派去攻打玉龍傑赤，經過幾個月的激烈戰鬥，始攻克玉龍傑赤。成吉思汗自統大中軍攻取武耳迷等阿姆河沿岸諸城後，於1221年初渡阿姆河，取巴里黑，進圍塔里寒寨，連攻七個月，拖雷率軍來會，才攻克。此時，花剌子模沙札蘭丁在哥疾寧重新集結了約十萬軍隊，進屯八魯灣川，打敗了失吉忽禿忽率領的三萬蒙古軍，聲勢復振，已被蒙古佔領的一些呼羅珊城市紛紛起義響應，殺死蒙古戍將。成吉思汗會合諸路軍隊，越過大雪山（興都庫什山），進攻札蘭丁，而札蘭丁卻因部下諸將爭權奪利紛紛離散，勢力轉衰，不敢抗擊蒙古軍，退卻到申河（印度河）。十一月，成吉思汗在申河北岸一舉擊潰札蘭丁軍，札蘭丁逃入印度。1222年春、夏，蒙古軍繼續攻略申河一帶地區，鎮壓呼羅珊諸城叛亂。秋末，成吉思汗回師撒麻耳干，在西域諸城設置了達魯花赤鎮守官；冬，啟程東還，1225年春回到蒙古。速不台、哲別率領蒙古軍完成了追擊摩訶末的任務後，繼續抄略波斯中西部諸城。1222年春，攻入谷兒只（喬治亞）、失兒灣等地，由打耳班（今喬治亞巴庫西北捷爾本特）越過太和嶺（高加索山），進入阿速（又稱阿蘭，高加索北麓的伊朗語族部落）、欽察（突厥語部落，分布在裏海至黑海之北，東羅馬人稱之為庫蠻，俄羅斯人稱之為波羅維赤）之境，先後將阿速、欽察諸部各個擊破，遂駐冬於欽察之地。欽察首領玉里吉向斡羅思（俄羅斯）伽里赤王密赤思老求援，伽里赤王約集斡羅思諸王公到乞瓦（基輔）會商，決定與欽察人聯合起來抗擊蒙古，遂殺死速不台、哲別派來的議和使者。1223年五月，蒙古軍與斡羅思、欽察聯軍會戰於阿里吉河（今烏克蘭共和國日丹諾夫市北）之東，斡羅思諸王公互不團結，不能協同作戰，終被蒙古軍一一擊潰。速不台、哲別統兵抄掠斡羅思南部諸地後，東還，經亦的勒河（伏爾加河），又攻掠不里阿耳國，然後由裏海、鹹海之北返回蒙古。
55. ↑  柯劭忞. . 中華民國 （中文）. 十二月，蘇爾灘心悸而卒。洪侍郎曰：「他西書考得，王卒爲西一千二百二十一年正月十一日，合之中歷爲十五年十二月間。」〈耶律楚材傳〉：庚辰冬，大雨雪，楚材曰：「回回主當死於野。」時序正合舊史，繫之。壬午，誤。
56. 1 2 3 4  秦永章. . 中華人民共和國: 民族出版社. 2005年5月1日: 第45頁－第46頁. ISBN 9787105069323. （原始内容存档于2022年10月21日） （中文）. 1225年，成吉思汗結束西征東返後，決定先攻滅西夏，隨後集中力量從黃河上游渡河而南，東向攻伐金國。1226年，成吉思汗以西夏曾拒絕出兵助戰和不履行交納質子為理由，親率10萬大軍從東、西兩路向西夏發動了強大的鉗形攻勢。西路蒙古軍由大將阿答赤統帥，一路勢如破竹，連取沙州、肅州、甘州、西涼府等西夏重鎮；另一路大軍由成吉思汗親自統帥，自漠北南下，攻破黑水、無剌海等城，並於靈州（今寧夏靈武西南）附近黃河岸邊重創西夏軍主力，西夏天險喪失，國主李德旺驚悸而卒，夏人立南平王李睍為主。翌年（1227年）正月，成吉思汗留一部分軍隊圍攻中興府，自己率師渡黃河而南，進入金朝境內，相繼攻破金朝控制的積石州、臨洮府、洮州、河州及西夏的西寧州，西夏和金朝的勢力由此退出河湟地區。六月，成吉思汗駐軍甘肅清水（今甘肅清水縣）。七月，病逝於軍中。當月，西夏國主李睍因糧盡援絕，瘟疫流行，被迫獻城出降，被蒙古軍所殺，存續近兩個世紀的西夏王國宣告滅亡。元太祖成吉思汗去世後，暫由幼子拖雷監國。1229年，成吉思汗第三子窩闊台繼承汗位，史稱元太宗。此後，便集中力量攻打金國，蒙古軍進入甘肅東部地區。1234年正月，金哀宗完顏守緒在蔡州自殺，金朝滅亡，但是在秦、功一帶的金朝勢力依然存在。為此，窩闊台命次子闊端從攻宋前線領兵而西，規復河隴地區。1235年，當闊端率兵進抵鞏昌城下時，金朝鎮遠軍節都使、鞏昌便宜總帥汪世顯率眾歸附，得到闊端的嘉獎。在汪世顯的帶動下，秦、鞏一帶二十餘州，先後歸附蒙古。至此，金朝在西北的殘餘勢力，幾乎為蒙古軍所消滅。
57. ↑  李則芬. . 中華民國: 中華書局股份有限公司. 1970年: 第492頁. ISBN 9789578595262 （中文）. 同年秋，蒙古軍取西涼府（今武威）及搠羅、河羅等縣。逐踰沙陀（沙漠）東進，至黃河九渡，取應理（今中衛縣）等縣。冬十一月庚申，蒙古軍開始圍攻靈州。西夏主李睍以嵬名令公爲前鋒，發自中興，帥五十營救靈州。成吉思汗揮兵踐水渡河迎擊。蒙古軍箭無虛發，大破西夏援軍。夏主遁回中興。是役，戰況激烈，蒙古軍死者十之一，西夏兵死者十之三。十一月丁丑，成吉思汗駐蹕鹽州川（在今鹽池縣境）。
58. ↑  柯劭忞. . 中華民國 （中文）. 冬十一月庚申，帝親攻靈州，西夏主李晛率五十營來援。丙寅，逆擊之。時河冰已合，諸將從冰上渡河。西夏主敗遁。帝曰：「李晛經此敗，不能復振矣。」丁丑，五星聚於西南。帝駐蹕鹽川州。
59. ↑  陳全力; 侯欣一. . 中華人民共和國: 新華書店. 1988年: 第191頁. ISBN 9787541903311 （中文）. 宋寶慶三年（成吉思汗二十二年，1227年）七月，病死於清水行營，遺言假道南宋，滅亡金朝。年六十六歲，在位二十二年。追謚聖武皇帝，後又加謚法天啟運聖武皇帝，廟號太祖。葬起輦谷。幼子拖雷監國。
60. ↑  柯劭忞. . 中華民國 （中文）. 已丑，崩於靈州。帝臨崩，渭左右曰：「金精兵在潼關，南據連山，北限大河，難以遽破。若假途於宋，金，宋之世仇也，必許我，則由唐、鄧直搗大梁。金雖撤潼關之兵以自救，然千里赴援，士馬俱疲，吾破之必矣。」言乞而崩，年七十有三。
61. 1 2  張豈之. 王天有; 成崇德 , 编. . 中華民國: 五南圖書出版股份有限公司. 2002年7月3日: 第14頁－第15頁. ISBN 9789571128696. （原始内容存档于2022年7月30日） （中文）. 到成吉思汗去世時，蒙古已在對金朝作戰中取得壓倒性優勢，金朝只能固守黄河防線，苟延殘喘。據載成吉思汗臨終曾擬定借道於南宋、迂迴從後方給金朝致命一擊的戰略計畫。1231年，蒙古第二代大汗窩闊臺在官山（今內蒙古卓資北）大會諸王，議定分兵三路伐金。窩闊臺自統中路軍由山西正面發起攻擊，鐵木哥斡赤斤統左翼軍由山東進兵，拖雷則統右翼軍從寶鷄南下，繞道宋境，包抄金朝後方。這一年冬天，窩闊臺攻破河中府（今山西永濟西），渡過黃河。拖雷從大散關入漢中，沿漢水東下，經過長距離的艱苦行軍，自鄧州（今河南鄧縣）繞出金朝背後。1232年春，拖雷趁天降大雪之機，大破金軍主力於釣州（今河南禹縣）南邊的三峰山，北上與窩闊臺會師，金朝滅亡的大局已定。大將速不臺包圍金南京，金哀宗棄城出逃。次年金將崔立獻南京降蒙古。金哀宗由歸德（今河南商丘）走蔡州（今河南汝南），蒙古與南宋達成協議，合兵將金哀宗圍困在蔡州城內。1234年一月，城破哀宗自殺，金亡。
62. 1 2  柯劭忞. . 中華民國 （中文）. 秋八月已未，諸王百官會於怯綠連河闊迭額阿剌勒，請帝遵太祖遺詔即位，共上尊號曰木亦堅合罕。
63. 1 2  章愷. . 中華人民共和國: 群言出版社. 2005年: 第57頁. ISBN 9787800805608. （原始内容存档于2022-10-31） （中文）. 1234年元月，慌忙傳位於元帥承麟，不久，城陷，哀宗自縊身亡，承麟亦被亂兵誅殺。至此，金朝亡於蒙古。金國滅亡後，按照蒙、宋協約，蔡州以南歸宋；蔡州以北歸蒙古。於是，蒙古大軍北還，留速不台鎮守河南。可是南宋淮東制置使趙葵卻建議乘蒙古撤軍之機，出兵收復中原。這一建議得到宋理宗的允准，命趙葵率軍6萬取汴京，徐敏子西攻洛陽。速不台率軍擊退了宋軍的進攻，使南宋收復三京（汴梁、歸德、洛陽）的舉動遭到失敗。這次交戰，成為蒙古決心討伐南宋的導火線
64. ↑  柯劭忞. . 中華民國 （中文）. 戊辰，金京城西面元帥崔立殺留守完顏奴申等，以南京降。
65. ↑  柯劭忞. . 中華民國 （中文）. 己酉，大兵克蔡州，金主自縊死，承麟為亂兵所殺。金亡。金息州行抹捻兀典降於宋，大兵追殺之。
66. 1 2 3  韓志遠. 中國人民解放軍軍事科學院 , 编. . 中華人民共和國: 軍事科學出版社. 1998年10月: 第359頁－第360頁. ISBN 9787801371041 （中文）. 南宋發動端平入洛之役後，蒙古指責南宋「開釁致兵」，破壞盟約，並積極進行大舉南下攻宋的軍事準備。端平二年（元太宗七年，1235年）春，窩闊台決策攻宋，蒙軍三路南下，攻勢十分猛烈。西路軍橫掃東至三峽、西至大渡河之間的大片蜀地，曾一度佔領成都，迫使宋軍退守夔門；中路軍攻佔襄陽要地，兵圍江陵；東路軍在兩淮也前出至舒、廬，「謀搗江面」，引起江南震動。但是，由於各地宋軍的積極抗擊，蒙軍未能進一步深入。此次攻宋之戰，蒙軍之所以未能達到滅宋的預期目的，主要有兩方面的原因：一是戰略指導有誤。同時開闢三大戰區，戰線過長，主攻方向不明，兵力分散，而無法實施各路軍協同作戰。二是蒙軍深入江淮和巴蜀的河網高山地區，騎兵快速機動的特點難以發揮，而暴露了蒙軍缺乏水軍的劣勢。如入蜀蒙軍僅郝和尚拔都選驍勇9人乘輕舟往來於江上，卻無力順流而下，東攻兩湖。中路軍進至枝江，遂「自枝江、宜都競上，伐竹木，毀室廬，斧斤之聲日聞，直欲為渡江計」。然而，臨時造船，難以競渡。不建立一支強有力的水軍，蒙古難以實施滅宋計劃。儘管如此，蒙軍仍取得不小戰績。開闢了全面對宋作戰的戰場，摧毀了長江中上游地區的許多城防設施，達到了不佔有境土而破壞其生機的目的，為以後攻宋創造了條件。1241年窩闊台病死，蒙古統治集團內部紛爭激烈，幾易其主，因此無暇全力部署攻宋，僅有零散的局部戰爭。直至蒙古內部穩定後，再次發動了對宋的攻勢。
67. ↑  柯劭忞. . 中華民國 （中文）. 辛卯遲明，崩於行宮，年五十六。葬起輦谷。
68. 1 2  白壽彝. . 中華人民共和國: 上海人民出版社. 1989年: 第385頁–第386頁. ISBN 9787208001091. （原始内容存档于2023-11-20） （中文）. 1235年，窩闊台召集諸王大會，決定征討欽察、斡羅思等國，命各支宗室均以長子統率出征軍，萬戶以下各級那顏也派長子率軍從征。諸王以朮赤子拔都為首，以老將速不台為主帥。1236年秋，滅不里阿耳。1237年春，滅欽察；秋，進兵斡羅思，攻取也烈贊（梁贊）城。次年，分兵四出，連破莫斯科、羅斯托夫等十餘城，合兵圍攻弗拉基米爾大公國首府，陷之。1239年滅高加索山北麓之阿速國，攻入斡羅思南境；遣使至乞瓦（基輔）諭降，被殺。1240年，拔都親統大軍圍困乞瓦，四周架炮猛攻。其王米海依畏敵，先已逃入孛烈兒（波蘭），名將德米特爾領導乞瓦軍民進行了英勇抵抗，城破，德米特爾受傷被捕，拔都嘉其忠勇，赦之不殺，但乞瓦軍民則遭到殘酷屠掠。蒙古軍攻陷乞瓦後，繼續西進，攻佔伽里赤，其王逃入馬札兒（匈牙利）。1241年春，拔都分兵兩路，一路由諸王拜答兒、大將兀良合台率領，攻孛烈兒；一路由拔都、速不台率領攻入馬札兒。拜答兒一軍破散多米兒城，抵克剌可夫，孛烈兒王棄城遁，蒙古軍焚毀其城，遂入西里西亞境。西里西亞侯集孛烈兒諸軍，與來援之捏迷思（日耳曼）軍聯合抗敵，激戰於里格尼茨，被蒙古軍擊潰。里格尼茨之戰使歐洲諸國十分震驚，感受到蒙古入侵的嚴重威脅。但由於教皇和德意志神聖羅馬帝國皇帝的尖銳矛盾，未採取一致的對策。蒙古軍獲勝後，又攻入莫剌維亞，南下與拔都軍會合。拔都軍在撒岳河（當即《元史》所載郭寧河）畔擊潰馬札兒軍，進拔佩斯城（當即《元史》所載馬茶城），分兵四出抄掠。有一支進至維也納附近的諾依施達。冬，拔都大軍渡過禿納河（多瑙河），攻陷格蘭城。1242年初，遣諸王合丹率一軍追擊馬札兒王別剌四世。不久，窩闊台死訊傳來，拔都率軍東還，1243年初，到達伏爾加河下游的營地。從此拔都就在這裡立國，建薩萊城（今阿斯特拉罕附近）為國都。統有東起也兒的石河，西至斡羅思的遼闊地域，史稱欽察汗國（因以原欽察部地為中心而得名）。
69. 1 2  周良霄. . 中華人民共和國: 上海人民出版社. 2019年1月1日. ISBN 9787208153196 （中文）. 隨著吐蕃國滅，出現了百餘年的分裂混亂，佛教亦一度衰敗，其後再度風行。它分裂成許多宗派，與地方的封建貴族勢力結合。它們中，主要有噶丹派、薩迦斯派、噶舉派、寧瑪派等。由於薩迦斯派的款氏家族與西夏王室夙有姻親關系，據說成吉思汗在第一次出征西夏，取得了青海柴達木地區之後，即致書薩斯迦寺的大喇嘛，表明了對喇嘛教的尊重和遣軍入藏的意向。但是由於夏、金未滅，成吉思汗未遑遠略，以後又因迭次西征，征服西藏的問題一直未提上日程。然一些鄰近陝蜀的吐蕃首領，已陸續有一部份臣服。1239年，窩闊台的兒子、受封領有青藏地區、駐戍涼州的闊端派將軍多達率軍入藏，直至拉薩北部的熱振寺、傑拉康寺等地，隨即北撤，向闊端報告烏思藏各派的情況，說：「現在衛藏地方的噶丹教派的寺廟最多；達壟教派（即達壟噶舉）的僧人戒律清整；止貢教派（即止貢噶舉）的京俄大師具大法力；薩斯迦派的班智達學富五明。」建議任命宗教首領來管理其地。1244年，薩班（即薩斯迦班智達，Sa-skya-pandita的簡稱，panditax·為通明「五明」的人）奉召攜其二侄八思巴、恰那前赴涼州，1247年與闊端商妥了烏思藏歸順蒙古的條件，並發回了有名的、致烏思藏納里的僧俗首領的信。從此西藏正式歸入中國統一的版圖。
70. 1 2  張豈之. 王天有; 成崇德 , 编. . 中華民國: 五南圖書出版股份有限公司. 2002年7月3日: 第22頁－第23頁. ISBN 9789571128696 （中文）. 1241年窩闊臺死，忽里臺會議仍未馬上召開，由窩闊臺的皇后乃馬真氏脫列哥那臨朝稱制。脫列哥那狡黠多權術，以濫行賞賜換取宗王大臣擁護，攝政達五年之久。成吉思汗幼弟鐵木哥斡赤斤企圖乘虛而入奪取汗位，但未能成功。1246年舉行忽里臺選汗大會，雖然窩闊臺生前曾指定其孫失烈門（窩闊臺第三子闊出之子）為繼承人，但脫列哥那卻希望選立自己所生長子貴由。經她的活動，貴由遂被推舉為大汗。貴由與朮赤之子拔都一向不和，在貴由西征時曾互相辱罵，一直爭執到窩闊臺處。等到貴由正式即位，即派親信野里知吉帶出鎮波斯，圖謀對付駐守欽察草原的拔都。1248年，貴由親率軍隊西行，拔都亦嚴兵為備，但貴由在路上突然死去，醞釀中的內戰終未爆發。
71. ↑  白拉都格其. . 元史研究會  (编). . 中華人民共和國: 中華書局有限公司. 1986年: 第53頁 （中文）. 貴由即位以後面臨的首要問題就是整頓朝政，鞏固和加強自己的最高統治地位。脫列哥那稱制期間，貶抑窩闊台時期的舊臣耶律楚材、鎮海和牙老瓦赤等人，使耶律楚材「憤悒而死」，鎮海、牙老瓦赤等人則逃亡、投靠了闊端和拔都。朝政由列哥那寵信的法迪瑪和奧都剌合蠻把持。汗位虛懸，加上「庶政多紊」，宗王貴族們便濫發牌符，遣使馳驛各地，隨意征財索物，汗廷和各地的正常統治秩序都受到受到嚴重影響。脫列哥那把貴由推上汗位，但仍然掌握著汗廷大權。貴由即位以後，處死了法迪瑪，重新起用鎮海、牙老瓦赤等人，並當眾查收了宗王貴族們擅自發放的令旨牌符。貴由不顧脫列哥那的極力庇護，強行擒殺法迪瑪，說明他從母親手中奪回了最高權力。母子反目，使脫列哥那不久就死去了。對公然想用武力奪取汗位的斡赤斤，貴由借宗王法庭之手將他處死。
72. ↑  于德源. . 中華人民共和國: 學苑出版社. 2008年6月1日: 第156頁. ISBN 9787507730845 （中文）. 三年（1248年），貴由汗死。皇后海迷失稱制。三年（1251年）蒙古貴族立拖雷長子蒙哥為大汗，這就是元憲宗。自此，蒙古帝位復歸於拖雷一系。蒙哥汗命其弟忽必烈總掌富庶的漠南之地，又遷徙窩闊台汗子孫及諸王於邊地，將海迷失皇后賜死，從而鞏固了汗位。
73. 1 2 3  柯劭忞. . 中華民國 （中文）. 三年春三月，帝不豫，酉巡葉密爾河。帝在潛藩，葉密爾河為湯沐地。帝嘗謂此地水土宜於朕體，遂決意西巡。未至別失八里，疾大漸，崩於橫相乙兒之地。年四十有三。葬起輦谷。追謚簡平皇帝，廟號定宗。
74. ↑  札奇斯欽. . 中華民國: 聯經出版事業公司. 1979年12月1日: 第149頁. ISBN 9789570808414 （中文）. 多桑蒙古史未說明蒙哥可汗卽位之地，只稱「一二五一年〔辛亥〕七月一日，蒙哥時年四十三歲，諸王等奉之卽位」（漢譯本二六三～四頁）又稱：「一二五九年……八月……蒙哥死於合州城東十里之釣魚山。此汗在位八年，壽五十有二。」（同書二八七頁）大致與元史同。
75. 1 2 3  姚大中. . 中華民國: 三民書局股份有限公司. 1985年4月1日: 第223頁. ISBN 9789571406817 （中文）. 對於南方，與南宋間戰事也自憲宗時代而加劇。金朝的討滅，名義上軍事同盟協力者南宋，實質無大助力，因而僅分得陳州（今河南省淮陽）與蔡州東南之地。南宋卻趁蒙古大軍北撤的河南空虛時刻，作軍事上投機，襲入汴京又圖進取洛陽，聞蒙古軍重返才急遽退歸，太宗遣使責宋違約，戰釁開啟。但交戰祇在南宋域內四川以至江淮間進退，大體呈現膠着，以後數年，戰爭性質且轉變蒙古軍的劫掠式蹂躪，攻略城市得手，殺俘居民與掠奪戰利品便退卻。憲宗即位六年，授權其弟忽必烈（Khubilai）統轄漠南漢地軍、民、政三權，前代以來停滯的南宋領土侵略開始惡化，另一弟旭烈兀出征哈里發政權上一年的紀元一二五二年，南宋經略的準備工作先已着手，忽必烈受命截切南宋四川西部之地南下，平定唐朝南詔國後身的雲南大理國，以及招降吐蕃成功。紀元一二五七年忽必烈奉召返蒙古本土，副統帥兀良哈台（Ouriangcadai，速不台之子）續又進出中南半島，翌年征服交趾地方南宋屬國，替代李氏大越未久的陳氏安南國，從南宋北、西、南三方面大包圍作戰部署完成。惟其如此，便於同年紀元一二五八年，計劃下本格化南宋征服戰展開，憲宗末弟阿里不哥（Arikbukha）留守和林，軍分三道，合四萬人號稱十萬左翼軍忽必烈自河南南下，以長江中流域的鄂州（武昌）為攻略目標，右翼軍兀良哈台由交趾北上，向湖廣方面會合，憲宗親自率的中軍，以甘肅省六盤山（成吉思汗崩駕所在）為前進基地，指向四川合州（重慶市以北四川省合川縣），準備奪取長江流域之地而沿江東進。不幸，紀元一二五九年夏秋之間，蒙古軍抵達四川時軍中痢疫大流行，憲宗也被傳染不治，崩於合州前線釣魚山營中，年五十二歲，在位九年。南伐諸軍，乃全面北撤，也因猝然發生的憲宗崩駕大變故，汗位爭奪再昇高層次，爆發同係拖雷位下的親兄弟鬩牆。
76. 1 2 3  羅麗馨. . 中華民國: 華藝數位股份有限公司. 2020年7月1日: 第133頁－第135頁. ISBN 9789864371785 （中文）. 蒙古南下征服中國，為避免背後受敵，降服高麗成為必要戰略。從1231至1259年，約三十年間蒙古六次出兵高麗。時高麗由武人崔氏主政，1232年將國都由開京遷至江華島作長期抗戰。1257年以崔氏政權沒落為轉機，高麗放棄抗戰方針，高宗以還舊都和遣太子入朝為條件請和。1259年四月太子倎入朝，但高宗尚未還都開京，六月即病死，元憲宗蒙哥兒汗則於七月圍攻四川合川城時病歿。翌年閏十一月，忽必烈由襄陽班師北上，倎奉幣迎謁於道。忽必烈驚喜曰：高麗萬里之國，自唐太宗親征而不能服，今其世子自來歸我，此天意也。乃命達魯花赤、束里大等，護送倎歸國。倎於四月即位，是為元宗。時，江淮宣撫使趙良弼上言曰：高麗雖名小國，依阻山海，國家用兵二十餘年尚未臣附。前歲太子倎來朝，適鑾輿西征，留滯者二年矣。供張踈薄，無以懷輯其心，一旦得歸將不復來。宜厚其館穀，待以藩王之禮。今聞其父已死，誠能立倎為王，遣送還國，必感恩戴德，願修臣職。是不勞一卒，而得一國也。即建議「宜厚其館穀，待以藩王之禮」、「立倎為王，遣送還國」。陝西宣撫使廉希憲亦有類似之言。此為世祖放棄對高麗長年用兵，改採懷柔之策的重要建言。1264年（至元元年，元宗五年）蒙古遣使高麗，詔曰：朝覲諸侯之大典也。朕纘承丕緒于今五年，第以兵興有所不暇。近西北諸王率眾欵附，擬今歲朝王公郡牧於上都。卿宜乘馹而來庸修世見之禮，尚無濡滯。元宗因之入覲，十二月回國後，翌年正月遣廣平公恂、大將軍金方慶、中書舍人張鎰等至蒙古「謝恩獻方物」。五月恂等歸國，「帝厚慰遣之，中外稱慶」兩國關係漸親善。
77. 1 2 3  邱樹森. . 中華人民共和國: 中國青年出版社. 1980年: 第54頁－第55頁 （中文）. 成吉思汗西征時，並沒有征服花剌子模沙札蘭丁。因此，在他返回蒙古時留下綽兒罕繼續追擊札蘭丁。1231年，札蘭丁敗亡。後來綽兒罕和拜住繼續率領蒙古軍隊在西亞和波斯用兵20年，卻並沒有全部征服這些地區。1252年，蒙哥決定派其弟旭烈兀發動一次新的西征。這次西征除了動用諸王的士兵外，還抽調了一千多名中國的工匠從征，其中包括著名的火器專家郭侃。1256年，旭烈兀進兵木剌夷國。木剌夷地處裏海之南，十一世紀末建國。蒙古軍入境後攻陷許多城堡，國主兀魯兀投降，木剌夷人民遭到殘酷屠殺。1257年，蒙古軍隊開始進攻報達（今伊拉克巴格達）。報達是黑衣大食阿拔斯王朝首都。黑衣大食建國已五百年，一度雖為塞爾柱突厥人佔領，但名義上仍為阿拔斯王朝哈里發統治。蒙古入侵時，哈里發穆斯塔辛是一個怯懦無能、只知享樂的統治者。旭烈兀致書哈里發，要他投降。哈里發自認為是「回教國的共主」，回書拒絕，但又不認真備戰。1258年初，旭烈兀用火炮攻陷報達，哈里發投降，被殺。蒙古軍隊入城後劫掠七天，居民被屠殺的有數十萬人之多，阿拔斯王朝的藝術珍品和華麗的建築物遭焚毀，這座著名的古城被徹底破壞。旭烈兀繼續率軍西進，蹂躪了美索不達米亞，侵入敘利亞，逼近埃及。1260年，蒙古軍攻陷阿勒波和大馬士革，但埃及馬穆魯克蘇丹的軍隊在大馬士革以南阿音札魯特地方大敗蒙古軍，阻止了蒙古向埃及和非洲的擴張。1260年忽必烈即大汗位，封旭烈兀於波斯，旭烈兀在自己的封地內建立了伊利汗國。伊利汗國東起阿姆河，西迄小亞細亞，北接欽察汗國，南至印度洋，都城在帖必力思，報達是陪都。除了上述欽察、伊利兩個汗國外，窩闊台後裔的封地是以塔爾巴哈臺為中心的阿爾泰山地區，稱窩闊台汗國，察哈台後裔的封地是包括阿姆河以東的中亞細亞、謝米列契和今天的新疆天山南北，稱察哈台汗國。四大汗國名義上是元朝皇帝的藩屬，而欽察汗國和伊利汗國實際上變成了獨立國家。
78. ↑  亞伯拉罕·康斯坦丁·穆拉德熱亞·多桑. . 由馮承鈞翻译. 中華人民共和國: 中華書局有限公司. 2004年5月1日: 第444頁. ISBN 9787101037029 （中文）. 【回曆628年，公元1231年8月15日】花剌子模朝末王之結局如此。《札闌丁傳》之撰者云：「札闌丁軀幹不逾中人。母為印度人，故其面黝。勇敢異常，性沉毅，寡言笑，操突厥語及波斯語。
79. ↑  柯劭忞. . 中華民國 （中文）. 二年春正月，帝幸失灰之地。命皇弟旭烈兀討木剌夷，以乃蠻人怯的不花為前鋒。
80. 1 2 3  黃大受. . 中華民國: 五南圖書出版股份有限公司. 1989年: 第620頁－第621頁. ISBN 9789571100326. （原始内容存档于2022-10-31） （中文）. 蒙古的大汗，是各部族的共主，要由各部族公推，鐵木真的稱成吉思汗，便是各部族共上的尊號。其後，窩闊台之立，雖未經部族公推，但因有成吉思汗的遺命，部眾始無異議。到定宗貴由繼位，已有争端。定宗歿後，太宗及拖雷後人，各欲爭位，憲宗（蒙哥汗，拖雷之子）因拔都及兀良哈台的援助，始得嗣位。憲宗嗣位後，分遣宗室諸王於邊遠地區，而以其弟忽必烈領治漢地民戶，因此，太宗子孫與拖雷子孫，遂生仇恨。憲宗死後，元世祖忽必烈更打破公推的慣例，自立於開平。世祖季弟阿里不哥不服，自即汗位於和林，世祖自將兵擊降。繼而太宗孫海都叛變，元師討之，雖獲克捷，但因其地險遠（註六），終世祖之世，未能將他平定。元世祖鑒於以前汗位繼承的紛爭，乃仿效漢制，定傳子之局（註七）。然世祖以後皇位繼承的鬥爭，仍不因傳子之局而稍減。至元三十一年（西元一二九四年），世祖死，太子真金已先死，故諸王中覬覦帝位者，頗不乏人。重臣伯颜，奉世祖遺命，立真金第三子鐵穆耳，是為成宗，諸王始無異議。成宗在位十三年而死，太子德壽先卒，左丞相阿忽臺等謀奉皇后臨朝聽政，而以宗室阿難答為帝。成宗之侄愛育黎拔力八達與右丞相哈剌哈孫遣使迎其兄海山於漠北，並殺阿忽臺等。海山至大都（北平市），殺皇后及阿難答與諸王，然後即位，是為武宗，而立其弟為太子。武宗在位四年死，其弟愛育黎拔力八達繼位，是為仁宗。仁宗本有傳位武宗子和世㻋之承諾，因奸相鐵木迭兒進言，乃有傳子之意，因於延祐二年（西元一三一五年），出和世球鎮雲南。武宗舊臣皆感憤怒，遂於次年奉和世球謀叛，事敗走漠北，依察哈台汗國，仁宗乃立皇子碩德八剌為太子。七年（西元一三二0年），仁宗死，太子即位，是為英宗。
81. ↑  國防部史政編譯局 (编). . 中華民國: 黎明文化事業股份有限公司. 1989年8月: 第329頁. ISBN 9789571600031 （中文）. 窩闊台第七子名合失，嗜酒早卒。合失之子海都（Caidou），封地在葉密立河（今新疆省塔城南之額敏河）之海押立附近，地處金山（卽阿爾泰山）之陽，天山之陰。海都自以為太宗嫡孫，依前命言，元室帝位當屬於己，無人可以奪取。
82. ↑  史仲文; 胡曉林. 百卷本《中國全史》編輯工作委員會 , 编. . 中華人民共和國: 人民出版社. 1994年: 第216頁. ISBN 9787010014562 （中文）. 海都是窩闊台第七子合失之子，被封於海押立（現巴爾喀什湖東卡帕爾城附近）。海都自以為是太宗嫡孫，元室大位當屬於己，但卻被蒙哥剝奪，因而一直心懷不滿。
83. ↑  向斯; 王鏡輪. . 中華人民共和國: 華文出版社. 1996年8月: 第1014頁. ISBN 9787507504316. （原始内容存档于2022-07-27） （中文）. 憲宗七年，公元1257年，蒙古兵分道伐宋。憲宗入蜀。忽必烈攻鄂。九年七月，憲宗在釣魚山（今四川合川縣）暴死。九月，忽必烈聞訊憲宗去世，對侍臣說：我奉命南來，哪能無功而還！渡江圍困鄂州（湖北武昌）。這年十一月，忽必烈得訊，其弟阿里不哥密謀繼位。忽必烈召群臣商議。謀士郝經力主和守議和，迎憲宗靈樞，收皇帝印寶，北上爭位。正好這時宋丞相賈似道派密使北上，願意以長江為界，每年貢銀、銅各20萬。忽必烈許可，引軍北還。公元1260年三月，忽必烈統兵到達開平（今內蒙多倫縣北）。諸王和左右侍從勸忽必烈在開平即皇帝位，不要前往和林召開庫里爾台即蒙古選汗大會。忽必烈同意，宣布即大汗位，這年45歲。阿里不哥不服，也宣布為大汗，調兵遣將。海都也不服，依附阿里不哥。忽必烈平定關成後，親自統兵討伐阿里不哥。中統二年（公元1261 年）十一月，兩軍在和林南南戈壁大戰，阿里不哥敗北。江淮大都督李璮叛亂，忽必烈統兵討伐，一舉平定。至元元年（公元1264年）八月，定都於燕（今北京），改稱中都。
84. ↑  柯劭忞. . 中華民國 （中文）. 癸亥，帝崩於的魚山，年五十有二。史天澤等奉樣宮北還，葬起輦谷。廟號憲宗，追謚桓肅皇帝。」
85. ↑  柯劭忞. . 中華民國 （中文）. 九月壬寅，諸王穆哥自合州遣使，以憲宗凶問告，且請北歸。帝曰：「吾奉命南征，豈可無功而返。」
86. ↑  柯劭忞. . 中華民國 （中文）. 乙卯，改燕京為中都。
87. ↑  于大光. . 中華民國: 太雅出版有限公司. 1994年4月12日: 第90頁. ISBN 9789579329682. （原始内容存档于2022年10月21日） （中文）. 四月，阿里不哥得知忽必烈先發制人，搶先宣布繼承汗位，於是便在和林召集另一個忽里台，在另外一些支持他的諸王的擁戴下，也宣布繼汗位。這樣，一場汗位爭奪的鬥爭，便在忽必烈與阿里不哥兄弟二人之間展開，為此爆發了長達四年之久的戰爭。一二六四年七月，走投無路的阿里不哥率領支持他的諸王大臣到開平，向忽必烈投降。忽必烈與阿里不哥爭奪汗位的戰爭，由於忽必烈依靠中原漢地人力、物力的支持，最後取得了勝利。它在實質上，是主張「附會漢法」的蒙古貴族對守舊派的勝利。忽必烈獲勝的結果，使漠北與中原地區歸於統一，從而奠定了忽必烈統一全國的基礎。
88. ↑  宋濂.  （中文）. 庚子，阿里不哥自昔木土之敗，不復能軍，至是與諸王玉龍答失、阿速帶、昔里給，其所謀臣不魯花、忽察、禿滿、阿里察、脫忽思等來歸。詔諸王皆太祖之裔，並釋不問，其謀臣不魯花等皆伏誅。
89. ↑  張豈之. 王天有; 成崇德 , 编. . 中華民國: 五南圖書出版股份有限公司. 2002年7月3日: 第37頁－第38頁. ISBN 9789571128696. （原始内容存档于2022年10月21日） （中文）. 至元元年（1264），忽必烈接受阿里不哥歸降時，曾鄭重地遣使通告欽察汗別兒哥、伊利汗旭烈兀、察合臺汗阿鲁忽等宗王，邀請他們按照蒙古傳統慣例，一同東來參加正式的忽里臺選汗大會。但三汗很快相繼去世，他們的繼承人各主一方，對於共同選舉蒙古汗一事不感興趣，卻糾纏於彼此之間的領土爭端，大動干戈，形同敵國。正在崛起當中的海都，也一再拒絕忽必烈召其入翼的要求。這次忽里臺會議的流產充分表明，過去那個統一的蒙古國已經不復存在了。代之出現的，除了忽必烈以漢地為中心建立的元王朝外，就是各自獨立發展的欽察、伊利、察合臺、窩闊臺四大汗國。當然，在以後大部分時間裡，忽必烈及其子孫然被尊為成吉思汗的正統繼承人、「一切蒙古君主之主君」，元王朝也在名義上被視為各汗國的宗主國。元代史料經常籠統地稱四大汗國的統治者為「西北諸王」，把他們置於「宗藩」的地位。
90. 1 2  曹永年. . 中華人民共和國: 內蒙古大學出版社. 2007年9月: 第261頁－第263頁. ISBN 9787811152111. （原始内容存档于2022-07-26） （中文）. 忽必烈於1260年即位開平，並以「中統」為年號。「中統」意為「中華正統」，即忽必烈以中原正統標榜自己的新建王朝。在與阿里不哥的較量中，開平起到極為重要的基地作用，忽必烈自己也常駐開平，處理政務。但開平一直以來有都城之實而無都城之名。為了確保開平汗廷的統治地位，同時向全民灌輸一種新的意識，1263年（中統四年），忽必烈將擴建改造後的開平，正式加號為上都。從而不論是在人們的意識當中，還是實際上，上都成為了當時蒙古草原政治權力的中心。新建的帝國雖然開宗明義宣布「祖述變通」，但直至十年後，仍沿用原國號「Yeke mongyol ulus」，即「大蒙古國」。這一點對雄心勃勃致力於改革的忽必烈而言，不無遺憾。如同王惲《建國號事狀》所言：「伏見自古有天下之君，莫不首建國號，以明肇基之始。方今元雖紀而號未立，蓋未有舉行之者，是大闕然。」忽必烈只因考慮到蒙古貴族的認同程度，將「變通」的步伐邁得慢而穩。經過十年的經營，忽必烈意識到自己的地位已經逐漸穩固，便加快了變革的步伐。建國號、定都邑、立朝儀等一系列工作隨之展開。1264年，改年號為「至元」。1271年（至元八年），取《易經》「乾元」之義，復加於原國號前，並稱「Daion Yeke mongyol ulus」 ，即「大元大蒙古國」，漢語簡稱「大元」。國號的變更正是體現了忽必烈「祖述變通」的思想。既要藉助漢法，致力於「天下一家」和大一統的目標，還要繼承祖宗偉業，弘揚蒙古傳統，保持蒙古人的本色，堅守蒙古人的價值觀。從而建立一個蒙、漢二元的政治文化秩序。
91. ↑  柯劭忞. . 中華民國 （中文）. 辛卯，即皇帝位。遣高麗世子倎歸，以兵送之，仍赦高麗境內。
92. ↑  柯劭忞. . 中華民國 （中文）. 戊子，改開平府為上都，達魯花赤兀良吉為上都路達魯花赤，總管董銓為上都路總管兼開平府尹。
93. ↑  胡阿祥. . 《臨沂師範學院學報》 (中華人民共和國: 臨沂師範學院). 2003年, 第25卷 (第2期): 第128頁－第132頁  [2023-11-4]. （原始内容存档于2023-11-04） （中文）. 要之，漢臣王惲請建國號，漢臣劉秉忠奏號大元，漢化女真人徒單公履受命擬詔，於是乃有新的漢式國號「大元」……注：①元的國號，「大元」是全稱，「元」是簡稱；又「明」、「清」也是簡稱，「大明」、「大清」才是正式的全稱。
94. ↑  柯劭忞. . 中華民國 （中文）. 丁巳，以改元，赦天下，詔曰：應天者惟以至誠，拯民者莫如實惠。膠以菲德，獲承慶基，內難未勘，外兵弗戢，夫豈一日，於今五年。敕天地之畀矜，暨祖宗之垂裕，凡我同氣，會於上都。雖此日之小康，敢聯心之少肆。比者星芒示警，雨澤愆期，皆闕政之所由，顧斯民其何罪。宜布維新之令，溥施在宥之仁。據魯不花、忽察、脫滿、阿里察、脫火思等，構禍我家，依成吉思皇帝札撒克正典刑訖。可大赦天下，改中統五年為至元元年。自至元元年八月十六日昧爽以前，除殺祖父母、父母不赦外，其優餘罪無輕重，咸赦除之。敢以赦前事相告者，以其罪罪之。
95. ↑  戴逸; 龔書鐸. . 中華民國: 漢宇國際文化有限公司. 2006年: 第341頁. ISBN 9789867103000. （原始内容存档于2022-07-27） （中文）. 忽必烈建國號大元，明確表示他所統治的國家已經不只屬於蒙古一個民族，而是中國歷代封建王朝的繼續。至元九年（1272）二月，忽必烈採納劉秉忠遷都的建議，改中都為大都，正式定其為元朝首都。忽必烈於至元十一年（1274）正月在大都正殿接受文武百官的朝賀，大都從此成為元朝的政治中心。
96. ↑  柯劭忞. . 中華民國 （中文）. 壬辰，高麗國進使賀建國號。改中都為大都。
97. ↑  柯劭忞. . 中華民國 （中文）. 十一年春正月己卯朔，宮闕告成，帝始禦正殿受皇太子、諸王、百官朝賀。高麗國遣使賀正旦，兼貢方物。
98. ↑  陳勇. . 中華人民共和國: 上海大學出版社. 2004年3月1日: 第343頁. ISBN 9787810586719. （原始内容存档于2022年10月21日） （中文）. 元朝建立後，元世祖繼續進攻南宋，主力集中在襄陽、樊城一線。南宋軍民在襄陽、樊城堅守了6年之久。元軍攻佔襄、樊後，分水陸兩路大舉東下，1276年攻佔臨安。南宋大臣文天祥、張世傑、陸秀夫在福州擁立益王趙昰繼續抗元。趙昰死後，又擁立廣王趙昺為帝，最後退到南海崖山建立流亡政權。1279年2月，元將張弘範進攻崖山，宋軍大敗，陸秀夫負帝投海而死，南宋滅亡。至此，元朝統一了全國。
99. ↑  柯劭忞. . 中華民國 （中文）. 甲申，宋主顯遣其知臨安府事賈餘慶等賈傳國璽及降表至伯顏軍前。
100. ↑  脫脫.  （中文）. 癸未，有黑氣出山西。李恆乘早潮退攻其北，世傑以淮兵殊死戰。至午潮上，張弘範攻其南，南北受敵，兵士皆疲不能戰。俄有一舟檣旗僕，諸舟之檣旗遂皆僕。世傑知事去，乃抽精兵入中軍。諸軍潰，翟國秀及團練使劉俊等解甲降。大軍至中軍，會暮，且風雨，昏霧四塞，咫尺不相辨。世傑乃與蘇劉義斷維，以十餘舟奪港而去，陸秀夫走衛王舟，王舟大，且諸舟環結，度不得出走，乃負昺投海中，後宮及諸臣多從死者，七日，浮尸出於海十餘萬人。楊太后聞昺死，撫膺大慟曰：「我忍死艱關至此者，正為趙氏一塊肉爾，今無望矣！」遂赴海死，世傑葬之海濱，已而世傑亦自溺死。宋遂亡。
101. ↑  方舒眉; 馬星原. . 中華人民共和國: 新雅文化事業有限公司. 2020年4月1日: 第93頁. ISBN 9789620874697. （原始内容存档于2022年10月21日） （中文）. 成吉思汗的先祖以一束箭不易折斷的道理，來教導兒子團結的重要性，可是成吉思汗的後代為了權力和利益，卻引起了蒙古帝國分裂的危機。成吉思汗死後，他的兒子和孫兒繼續開拓蒙古帝國的版圖，並相繼成立自己的汗國，這些汗國都是蒙古帝國的一部分。後來，忽必烈與阿里不哥為了爭奪汗位而開戰，內戰維持了四年，最後忽必烈勝出，成為了蒙古帝國的大汗，並建立元朝。可是，忽必烈一直主張漢化，引起了蒙古各派的不滿，窩闊台汗國和察合台汗國都反對忽必烈，漸漸成為獨立的汗國，而欽察汗國早在蒙哥在位時已得到獨立，四大汗國之中只有伊兒汗國承認忽必烈為大汗。此後四大汗國一直各自為政，甚至互相攻伐。直至忽必烈的孫子元成宗繼位，蒙古各派意識到彼此之間的鬥爭是破壞祖先留下來的基業，於是四大汗國與元朝達成和議，重新承認元朝的宗主地位，開設驛路，關塞恢復往來，蒙古皇室內部的紛爭遂告結束。
102. ↑  柯劭忞. . 中華民國 （中文）. 癸酉，崩於紫檀殿。在位三十五年。年八十。
103. ↑  柯劭忞. . 中華民國 （中文）. 是月，周王和世㻋至延安，陝西行省左丞相阿思罕、平章政事塔察兒、行臺御史大夫禿魯卜、御史中丞脫歡與周王常侍教化等奉和世㻋舉兵反。
104. ↑  戴逸; 龔書鐸. . 中華民國: 漢宇國際文化有限公司. 2006年: 第352頁. ISBN 9789867103000. （原始内容存档于2022-10-21） （中文）. 英宗推行新政，引起蒙古、色目貴族中保守派的不滿。至治三年（1323）八月，英宗自上都南還大都，途中駐蹕於南坡。御史大夫鐵失、知樞密院事也先貼木兒等趁英宗熟睡之機，以阿速衛兵為外應，發動政變，刺殺英宗和拜住，此即「南坡事變」。也孫鐵木兒即帝位於龍居河，詔改次年（1324）為泰定元年（史稱他為泰定帝）。1328年，泰定帝病死。其子阿速吉八即位於上都，改元天順，史稱天順帝。同時，留守大都的燕鐵木兒發動政變，立武宗之子圖帖睦爾為帝，改元天曆，是為文宗。之後，兩都之爭由此展開。十月，上都陷落，天順帝被俘。天曆二年（1329）正月，和世球即位於和林，是為明宗。八月，明宗暴斃於王忽察都之地（被文宗和燕鐵木兒毒死）。九月，文宗再即帝位。之後，他又做了近4年皇帝，於1332年病逝於上都，因其後悔毒死明宗，遺詔傳位於明宗之子。十月，年僅7歲的明宗次子懿瑋質班即帝位，是為寧宗，但在位43天就去世，是元朝諸帝中最為短命的皇帝。這樣，在10年中（1323~1332），元朝前後更換了5個皇帝。寧宗死後，元王朝開始步入其統治的晚期。
105. ↑  柯劭忞. . 中華民國 （中文）. 八月癸亥，車駕南還。是夕，駐蹕南坡。御史大夫鐵失、知樞密院事也先帖木兒、大司農夫禿兒、前平章政事赤斤帖木兒、前雲南行省平章政事完者、鐵木迭兒子前治書侍御史鎖南、鐵夫弟宣徽使鎖南、典瑞院使脫火赤、樞密院刊使阿散、僉書樞密院事章台、衛士禿清及諸王按梯不花、孛羅、月魯鐵木兒、曲律不花、兀魯思不花等同謀弒逆，以鐵失所領阿速衛兵為外應，鐵夫、赤斤帖木兒先殺中書右丞相拜住，遂弒帝於行御。在位三年，二十有一。
106. ↑  柯劭忞. . 中華民國 （中文）. 辛丑，同知樞密院事脫脫木兒、通政使也不倫並知樞密院事，御史中丞亦列赤為御史大夫。齊王月魯帖木兒、東路蒙古元帥不花帖木兒圍上都，倒刺沙奉皇帝寶出降。月魯帖木兒殺遼王脫脫。
107. ↑  柯劭忞. . 中華民國 （中文）. 丙戌，帝即位於和林之北。
108. ↑  柯劭忞. . 中華民國 （中文）. 庚寅，帝暴崩，年三十。葬起輦谷。
109. ↑  柯劭忞. . 中華民國 （中文）. 己亥，皇太子複即位於上都大安閣，大赦天下，詔曰：朕惟昔上天啟我太祖皇帝肇造帝業，列聖相承。世祖皇帝既大一統，即建儲貳，而裕皇天不假年，成宗人繼，才十餘載。我皇考武宗歸膺大寶，克孝天心，志存無私，以仁宗居東宮，遂嗣宸極。甫及英宗，降割我家。晉王違盟構逆，據有神器，天示譴告，竟隕厥身。於是宗戚舊臣協謀以舉義，正名以討罪，揆諸統緒，屬在眇躬。朕念大兄播遷朔漠，以賢以長，歷數宜歸，力拒群言，至於再三。乃日艱難之際，天位久虛，則民心不固，恐墮大業。聯雖徇眾請以臨御，秉初志而不移，是以固讓之詔始頒，奉迎之使己遣，命阿刺忒納失里、燕鐵木兒奉皇帝寶璽，遠迓於途。而先皇帝跋涉山川，蒙犯霜露，道里遼遠，自春徂秋，懷艱阻於歷年，望都邑而滋概，徒御弗慎，節宣失宜。信使往來，相望於道，彼此思見，交切於懷。八月一日，大駕次旺忽察都，朕方欣瞻對之有期，獨兼程而先進，相見之頃，悲喜交集。何期數日之間，宮車弗駕，國家多難，迭至於斯！念之痛心，以夜繼旦。諸王、大臣以為祖宗基業之隆，先帝付托之重，天命所在。誠不可違，請即正位，以安九有，朕以先皇帝奄棄天下，摧怛方新，保忍銜哀以踐大寶。乃群臣固請伏闕，至三日之久。朕維宗社大計，乃於八月十五日即皇帝位於上都。可大赦天下，自天歷二年八月十五日昧爽．以前，罪無輕重，同赦除之。於戲！戡定之餘，莫急於與民休息。丕變之道，莫大乎使民知義。亦惟爾中外大小之臣，各究乃心，以稱聯意。
110. ↑  柯劭忞. . 中華民國 （中文）. 己酉，帝崩於上都，在位五年，年二十有九。癸丑，葬起輦谷。
111. ↑  柯劭忞. . 中華民國 （中文）. 冬十月庚子，帝即位於大明殿。詔曰：洪惟太祖皇帝啟辟疆宇，世祖皇帝統一萬方，列聖相承，法度明著。我曲律皇帝入纂大統，修舉庶政，動合成法，授大寶位於普顏篤皇帝以及格堅皇帝。歷數之歸，實當在我忽都篤皇帝、扎牙篤皇帝，而各播越遼遠。時則有若燕鐵木兒，建義效忠，戡平內難，以定邦國，協恭推戴扎牙篤皇帝。登極之始，即以讓兄之詔明告天下。奉璽紱遠迓忽都篤皇帝。及忽都篤皇帝奄棄臣庶，扎牙篤皇帝復正宸極，仁義之至，視民如傷，恩澤旁被，無間遠邇。顧育眇躬，尤篤慈愛。賓天之日，皇后傳顧命於太師太平王右丞相答剌罕燕鐵木兒、太保浚寧王知樞密院事伯顏等，謂聖體彌留，益推固讓之初志，以宗社之重，屬諸忽都篤皇帝之世嫡。乃遣使召諸正宗親，以十月一日來會於大都，與宗王、大臣同奉遺詒勸進。朕以至順三年十月初四日，即皇帝位於大明殿。可大赦天下。大都、上部、興和三路差稅免三年。腹裡差發並諸郡不納差發去處稅糧，十分為率，免二分。江淮以南，夏稅亦免二分。土木工役，除倉庫必合修理外，毋創造以紓民力。民間應有逋欠差稅課程，盡行蠲免。監察御史、肅政廉訪司官並內外三品以上正官，歲舉才堪守令者一人，申省部先行錄用，如稱職，舉官優加旌擢。重囚淹禁三年以上，疑不能決者，申省部詳讞釋放。學校農桑、孝義貞節、科舉取士、國學貢試，並依舊制。廣海、雲南梗化之民，詔書到日，限六十日內出官，與免本罪。
112. ↑  許陽柘. . 中華人民共和國: 海洋出版社. 1990年: 第288頁. ISBN 9787502706654. （原始内容存档于2022-10-31） （中文）. 至順三年（1332），文宗、寧宗相繼去世。燕鐵木兒請立文宗子燕帖古思。文宗后卜答失里欲立妥歡帖睦爾，遂遣使靜江迎回。然為權相燕鐵木兒所疑問，遷延數月不得立。決策國事皆由燕鐵木兒及文宗后，至燕鐵木兒死。四年六月，妥歡帖睦爾即皇帝位於上都（今內蒙古正藍旗東）。改元元統。即位後，清除燕鐵木兒勢力。以伯顏為右丞相，獨擅相權，把持朝政，肆行貪暴，天下貢賦多入伯顏家。又仇視漢人，排斥儒士。至元元年（1335），停止科舉取士，大量起用蒙古、色目人為官，又擅貶宗王，引起朝野不滿。六年二月，妥歡貼睦爾支持脫脫逐走伯顏，以脫脫為右丞相。脫脫執政，改變排漢政策，恢復科舉制，提倡文治和經史，史稱「脫脫更化」。但因朝政積弊過深，連年水旱災荒，使國庫空虛。以致濫印190萬錠，至元鈔10萬錠，使鈔法敗壞，物價上漲，社會矛盾激化，各地起義不斷。至正二年（1342）始，黃河泛濫，沿河州郡災荒連年。十一年四月，以工部尚書賈魯發河北、河南、山東等地15萬民工治河，導致各地農民大起義。
113. ↑  柯劭忞. . 中華民國 （中文）. 四年六月己巳，帝即位于上都，詔曰：洪惟我太祖皇帝，受命于天，肇造區夏；世祖皇帝，奄有四海，治功大備；列聖相傳，丕承前烈。我皇祖武宗皇帝入纂大統，及致和之季，皇考明宗皇帝遠居朔漠，札牙篤皇帝戡定內難，讓以天下。我皇考賓天，札牙篤皇帝復正宸極。治化方隆，奄棄臣庶。今皇太后召大臣燕鐵木兒、伯顏等曰：「昔者闊徹伯、脫脫木兒、只兒哈郎等謀逆，以明宗太子為名，又先為八不沙始以妒忌，妄構誣言，疏離骨肉。逆臣等既正其罪，太子遂遷于外。札牙篤皇帝後知其妄。尋至大漸，顧命有曰：『朕之大位，其以朕兄子繼之。』」時以朕遠征南服，以朕弟懿璘只班登大位，以安百姓，乃遽至大故。皇太后體承札牙篤皇帝遺意，以武宗皇帝之元孫，明宗皇帝之世嫡，以賢以長，在予一人，遣使迎還。征集宗室諸王來會，合辭推戴。今奉皇太后勉進之篤，宗親大臣懇請之至，以至順四年六月初八日，即皇帝位于上都。於戲！惟天、惟祖宗全付予有家，慄慄危懼，若涉淵冰，罔知攸濟。尚賴宗親臣鄰，交修不逮，以底隆平。其赦天下。
114. ↑  柯劭忞. . 中華民國 （中文）. 夏四月壬午，賈魯為工部尚書、總治河防使，發民夫十五萬、兵二萬，開河合於故道，凡二百八十餘里。
115. ↑  宫脇淳子. . 由曉克翻译. 中華人民共和國: 內蒙古人民出版社. 2005年4月1日: 第61頁－第62頁. ISBN 9787204078448. （原始内容存档于2022年10月31日） （中文）. 14世紀中葉，在元朝統治下的中國開始了反抗蒙古人統治的鬥爭。 1348年，鹽商方國珍首先掀起了反抗，接著由宗教秘密結社的白蓮教徒組織的紅巾之亂在各地興起。由此引起了元朝政權的衰落。1368年，紅軍餘黨朱元璋登大明皇帝位，攻擊元大都，惠宗妥懽貼睦爾（順帝）逃往開平府，後退至內蒙古的應昌府。1370年，明軍追擊至應昌府，順帝病死，皇太子愛猷識理達臘勉強脫走後繼帝位，這就是昭宗。此後，昭宗以喀喇和林為根據地，對明朝進行防禦。這時，元朝殘餘勢力依舊強大。1372年，明軍15萬人分三路進入漠北蒙古高原，在土拉河方面遭到元軍迎擊，數萬人戰死後退卻。1378年昭宗愛猷識理達臘死去，繼承他的是被認為是其弟的天元帝脫古思帖木兒。1387年，明軍進入東北地區，木華黎國王的後人納哈出率領的20餘萬元軍降於明軍。為了挽救由此產生的東部戰線的危機，脫古思帖木兒汗親自前往捕魚兒海湖畔，打算與高麗取得聯繫夾擊明軍。然而，翌年卻遭到明軍奇襲而大敗，在數十騎的陪伴下，向喀喇和林落荒而逃。途中，在土拉河畔被阿里不哥後人也速迭兒的軍隊殺死。
116. ↑  李伯重. . 中華民國: 聯經出版事業公司. 2019年10月9日. ISBN 9789570853933. （原始内容存档于2022年1月18日） （中文）. 1388年，也速迭兒汗殺死北元皇帝，廢棄大元國號，自立為汗，稱蒙古可汗，明人稱韃靼可汗。
117. ↑  艾華德．弗利（英语：Ewald Frie）. . 由莊仲黎翻译. 中華民國: 城邦文化事業股份有限公司臉譜出版. 2020年8月6日. ISBN 9789862358542 （中文）. 至於蒙古帝國的四大汗國則在十四世紀面臨著截然不同的命運：國祚最短的窩闊台汗國於一三○九年被元朝和察合台汗國瓜分而滅亡；位於西亞的伊兒汗國第九任君主不賽因（Abu Said Bahadur Khan，一三○四—一三三五）年僅十二歲便繼承汗位，在位雖不到二十年，卻堪稱伊兒汗國的黃金時代。由於他英年早逝，未留下子嗣，在一三三五年駕崩後，伊兒汗國便因內部長期的王位爭奪戰爭而陷於分裂局面，最後走向滅亡一途。擁有蒙古帝國西部和北部疆土的欽察汗國是四大蒙古汗國中，維持得最久的一個。直到十五世紀，它才因為沙皇俄國、波蘭和立陶宛的壯大而瓦解。從欽察汗國分裂出來的國家當中，以克里米亞汗國（Krim-Khanat）的國祚最長，遲至一七八三年才被俄羅斯女沙皇凱薩琳大帝消滅。位於中亞和西藏的察合台汗國則在一三三八年，因為內部對於該如何在伊斯蘭化和成吉思汗所留下的傳統之間折中取捨的問題爭執不休，最後分崩離析。後來帖木兒（Tamerlan，一三三六—一四○五）以武力接收了察合台汗國的領土，他學習成吉思汗出征四方，並且在十四世紀末葉創立了帖木兒帝國。只不過這個帝國也沒有維持多久。
118. ↑  宋宜昌; 倪建中. 北京泛亞太經濟研究所 , 编. . 中華人民共和國: 中國國際廣播出版社. 1997年1月1日: 第24頁. ISBN 9787507815641. （原始内容存档于2022年11月7日） （中文）. 美國人斯塔夫里阿塔斯在《全球通史—1500年以前的世界》一書中講：「由於蒙古帝國的興起，陸上貿易發生了一場大變革。歷史上第一次，也是唯一的一次，一個政權橫跨歐亞大陸，即：從波羅的海到太平洋，從西伯利亞到波斯灣。14世紀中葉，義大利一本小冊子通過描寫一條起自頓河河口的塔那、橫穿中亞的商路，概述了蒙古和平時商業的重大意義。
119. ↑  邱軼皓.  (PDF). 《史語所集刊》 (台湾: 中央研究院史語所). 2011, 82 (1): 79–127  [2023-08-23]. （原始内容存档 (PDF)于2023-08-23）.
120. ↑  Grousset，Empire，p. 263，"Hethum I (1226-69) was clever enough to place himself voluntarily under Mongol suzerainty in 1244."
121. ↑  Claude Mutafian in Le Royaume Arménien de Cilicie describes "the Mongol alliance" entered into by the king of Armenia and the Franks of Antioch ("the King of Armenia decided to engage into the Mongol alliance，an intelligence that the Latin barons lacked，except for Antioch")，and "the Franco-Mongol collaboration" (Mutafian，p.55).
122. ↑  吴秀永. . 中国元代军事史.   [2022-09-29]. （原始内容存档于2022-10-21）.
123. ↑  阿塔·馬里克·志費尼. . 由何高濟翻译. 中華人民共和國: 内蒙古人民出版社. 1981年: 第90頁 （中文）. 成吉思汗統治後期，他造成一片和平安定的環境，實現繁榮富強，道路安全，騷亂止息：因此，凡有利可圖之地，那怕遠在西極和東鄙，商人都向那裡進發。因為蒙古人沒有定居於任何城鎮，商旅也沒有在他們那裡彙集，所以衣物在他們當中非常缺乏，跟他們做買賣所得到的利益，人所共知。
124. ↑  张龙海. . 赤峰学院学报（哲学社会科学版）.   [2022-09-27]. （原始内容存档于2022-10-21）.
125. ↑  柴福珍.  (PDF). 《安徽農業科學》 (中華人民共和國: 安徽省農業科學院). 2009年, 第37卷 (第35期): 第17840頁－第17842頁  [2023-01-17]. （原始内容存档 (PDF)于2023-04-10） （中文）. 蒙古草原的自然環境一直是適宜畜牧生產的，除少數地方覆蓋有很稀疏的森林外，其他地區均為盛產野草的天然放牧區。「這裡不適合種植作物，卻適合飼養畜群，即便算不上十分理想，至少也是相當適宜的。」大蒙古國的牧民們牧養牛、馬、羊和駱駝等牲畜，「逐水草放牧」為其主要經濟活動。對於草場的選擇，當時已經有了較清楚了認識，懂得什麼地方更適合放養牲畜。夏天人們遷到氣候涼爽、水草豐美的山地，冬天遷到比較溫暖的草甸。為了保護草場，蒙古人頒布了法令，「禁草生而斸地者，遺火而爇草者，誅其家」。破壞草原、燒荒毀草的人，要被處以誅其家的重刑，懲治相當嚴厲。窩闊台汗當政時期，「在沒有水的地方挖掘出井，使百姓得到水和草」，這在一定程度上改善了畜牧環境、擴大了草場，促進了草原畜牧業的發展。
126. 1 2 3 4  梅天穆. . 由馬曉林; 求芝蓉翻译. 中華人民共和國: 民主與建設出版社. 2017年9月1日  [2023-01-17]. ISBN 9787513916387. （原始内容存档于2023-02-09） （中文）. 當蒙古人攻下一座城市或者王國時，如果他們發現了有技能的人，例如工匠、手藝人或技師等，這些幸運的靈魂就能免遭屠戮，而被送往特定的地點，為蒙古人工作。他們可能會加入蒙古軍中，並成為炮兵或技師。不過，其他工匠則被派去為蒙古宮廷製造物品，其中最著名的可能是金銀匠巴黎人威廉·比希耶（William Buchier），據魯布魯克記載，他曾在哈剌和林設計並製造了著名的銀製酒噴泉。除了哈剌和林，最著名的地方是鎮海城。鎮海是蒙古朝廷中的一名高官，他於1212年在蒙古草原的中西部建造了這座城，起初是作為軍事據點。這座城市逐漸擴張，城中有一座頗具規模的作坊，裡面有漢人工匠，其中很多人在1265年左右被允許回到華北，在大都和上都附近工作。這可能是忽必烈戰勝阿里不哥並拒絕給予海都等人技術資源的一個結果。另一座城市拜八里（意為「富饒之城」）建於色楞格河畔，成為珠寶與金器的設計和製造中心。在蒙古草原上建立這些製造中心是個合乎邏輯的選擇，這也使後勤制度的建立變得必要，以向居民供應食物和工作。當然，這也增加了前往蒙古草原的交通運輸。而蒙古草原並不是唯一的工業生產地。蒙古人在葉尼塞河上游支流沿岸建立了一座絲織品製造中心。西伯利亞在歷史上並不以產絲聞名，但是這顯示了蒙古人的能力，不僅遷移了工人，也給他們提供原材料，由此控制了奢侈品的生產。這裡和其他一些地方生產的主要產品是蒙古宮廷極為熱衷的織金錦，又稱「納失失」。生產這種織物需要大量的絲和黃金。絲基本上來自中國，而生產中心則設在蒙古草原和西伯利亞，相對靠近蒙古草原西部的阿爾泰山和葉尼塞河流域的金礦。這樣一來，就降低了製造納失失的成本。1盎司黃金能夠變為長80千米的線，纏在一條基線上，則可以產出長1,600千米的線。儘管生產納失失所需的黃金並不多，但是使納失失生產中心靠近更為昂貴的黃金的產地是說得通的。絲也十分昂貴（確實是絲而不是黃金成了元帝國通貨的准備金），但是用駝隊運輸大包的絲顯然比運輸小包的黃金更加容易，因為黃金比絲更容易消失。當然，要想獲得黃金，除了強力的後盾還需要有技術的勞動力。蒙古在列格尼茨戰勝波蘭和條頓騎士團等勢力的聯軍之後，蒙古諸王不里帶走了所獲的俘虜，其中有數量很大的一隊日耳曼金礦工人。這些戰俘在中亞度過了餘生，在距今塔什干東北約270千米處的塔剌思附近為不理工作。蒙古通過入侵花剌子模帝國一戰，也獲得了數以千計的技術工匠。儘管我們不應完全相信拉施特的估計，他說蒙古人將10萬名工匠遷往「東方之地」（bilad-i sharqi），但毫無疑問，到來的工匠確實是數以千計的。
127. ↑  柴福珍.  (PDF). 《安徽農業科學》 (中華人民共和國: 安徽省農業科學院). 2009年, 第37卷 (第35期): 第17840頁－第17842頁  [2023-01-17]. （原始内容存档 (PDF)于2023-04-10） （中文）. 在大蒙古國時期，作為游牧經濟區的蒙古草原很早便發展起了農業生產。蒙古建國前後的不斷征戰，使不少農耕民族的人們成為俘虜被運回草原，特別是蒙古人「掠中國之人為奴婢」，並將他們運回草原，這些漢人因為「必採食而後飽」的飲食習慣，在水源相對充足的地區開辟出小片耕地，草原上出現了農業生產活動。對於這些農事活動，窩闊台是支持的。在和林境內，有個人種植蘿蔔，獲得了一些收成；另有一人在和林附近種植了一些柳樹和杏樹苗，並長出了嫩芽（由於嚴寒，樹在當地很難生長）。因為這些成績，窩闊台對這2個人給予重賞。此後，這種耕作活動不斷得到發展，到1247年張德輝應忽必烈徵召北上和林時，和林的居民已「多事耕稼，悉引水灌之，間亦有蔬圃」了。
128. 1 2  .   [2009-06-23]. （原始内容存档于2004-10-28）.
129. ↑  Battuta's Travels: Part Three - Persia and Iraq 的存檔，存档日期2008-04-23.
130. ↑  .   [2009-06-23]. （原始内容存档于2008-05-12）.
131. ↑  The Story of the Mongols Whom We Call the Tartars= Historia Mongalorum Quo s Nos Tartaros Appellamus: Friar Giovanni Di Plano Carpini's Account of His Embassy to the Court of the Mongol Khan by Da Pian Del Carpine Giovanni and Erik Hildinger (Branden BooksApril 1996 ISBN 978-0-8283-2017-7)
132. ↑  Ping-ti Ho，"An Estimate of the Total Population of Sung-Chin China"，in Études Song，Series 1，No 1，(1970) pp. 33-53.
133. 1 2  杰克·威泽弗德.  (PDF) 简体中文. 重庆出版社. : 第122–125頁  [2023-01-17]. ISBN 9787229122102. （原始内容存档 (PDF)于2023-04-10）.
134. ↑  Rakibul Hasan，"Biological Weapons: covert threats to global health security". Asian Journal of Multidisciplinary Studies (2014) 2#9 p 38. online 的存檔，存档日期2014-12-17.
135. ↑  . Military History Now.   [26 December 2014]. （原始内容存档于2021-05-08）.
136. ↑  Svat Soucek. A History of Inner Asia. Cambridge University Press，2000. ISBN 978-0-521-65704-4. P. 116.
137. ↑  滕春興. . 中華民國: 心理出版社股份有限公司. 2009年2月1日: 第66頁. ISBN 9789861912233 （中文）. 黑死病使得中世紀的歐洲失去三分之一的人口，而對人關心的人文主義隨之覺醒。歐洲人文主義文學的第一部代表作《十日談》就是薄伽丘（Giovanni Boccaccio，西元一三一三至一三七五年）在黑死病最氾濫猖獗的時期寫成的，描述西元一三四八年發生在義大利的可怕瘟疫。然而也是在此時，歐洲竟迎來文藝復興的曙光。
138. ↑  宮崎正勝. . 由葉婉奇翻译. 中華民國: 易博士出版社. 2019年2月12日. ISBN 9789864800704. （原始内容存档于2022年10月21日） （中文）. 受到第四代大汗蒙哥命令的旭烈兀，率領軍隊前往征服阿拉伯世界，攻陷並徹底破壞了曾經是世界大都市、領導世界史、為阿拉伯世界中心的巴格達。結果，阿拔斯王朝滅亡，阿拉伯世界的中心轉移到了埃及的開羅。蒙古人以新都大不里士為中心，在西亞建立了伊兒汗國。
139. ↑  葛桂錄. . 中華人民共和國: 上海三聯書店有限公司. 2004年9月: 第1頁. ISBN 9787542619105. （原始内容存档于2022年10月21日） （中文）. 1218年，成吉思汗西征，歐洲諸國極為震撼。本年，成吉思汗借口蒙古商隊在中亞細亞的花剌子模（Khoream）國境被殺掠，率大軍開始西征。於是，中國與歐洲諸國開始普遍接觸。蒙古大軍所進行的大規模的東西兩方戰役，幾乎從印度河（Indus）一直延伸到第聶伯河（Dnieper）。從他進攻中原的第一次戰役開始，到1223年，在12年之內，蒙古軍隊曾經到達太平洋、印度河和黑海。歐洲諸國受到極大震動。因為在13世紀，以城堡為中心的歐洲正把基督教世界的邊界向前推進，並與伊斯蘭教為敵。在此階段裡，伊斯蘭教仍然是基督教歐洲畏懼的唯一敵人。蒙古人的突然出現，不僅是一個晴天霹靂。用一位外國史學家的話來說：「由於我們的罪惡，我們不知道的部落來到了，沒有人知道他們是什麼人，他們是從哪裡來的一也不知道他們的語言是什麼，他們是什麼種族，他們信仰的宗教是什麼——只有上帝知道他們是什麼人，知道他們是從哪裡跑出來的。」「韃靼人從第聶伯河折回了，我們不知道他們是從哪裡來的，也不知道他們再一次躲藏在哪裡。由於我們的罪惡，上帝知道，他是從哪裡把他們接來懲罰我們的。」歐洲人對蒙古大軍的恐懼心態可見一斑，這影響到後來包括英國。這後來構成19世紀末20世紀初席卷西方的「黃禍」論的歷史起因之一。如1905年3月30日出版的《東方雜誌》上有一篇文章就說：「白人所謂黃禍之說，不知其起於何時。說者謂成吉思汗以鐵騎蹂躪歐洲，西歐婦孺亦嘗震驚於黃人之大創，而黃禍之說以起。」
140. ↑  王永生. . 中華人民共和國: 社會科學文獻出版社. 2016年1月1日: 第49頁. ISBN 9787509793619. （原始内容存档于2022年10月31日） （中文）. 元滅宋後，其時日本正值北條氏控制的鐮倉幕府統治時期。元世祖忽必烈欲收日本為藩屬，於至元三年至十年（1266～1273）的七年間，先後七次遣使招降日本未果，遂於至元十一年（1274）、至元十八年（1281）兩次渡海遠征日本，都以失敗告終。北條政權受元軍兩次打擊，也一蹶不振。日野俊基等發動勤王運動，推翻鐮倉幕府。不久足利尊氏崛起，與勤王派為敵，雙方相持不下，歷時50多年，史稱南北朝時期（1336～1392）。至足利尊之孫義滿時，南北朝對峙局面始告結束，但武人專政依然如故。足利義滿設幕府於京都室町，稱室町幕府（1336～1573）。
141. ↑  祝田秀全. . 由李惠芬翻译. 中華民國: 易博士出版社. 2020年7月16日: 第175頁. ISBN 9789864801237. （原始内容存档于2022年10月31日） （中文）. 高麗政權持續了約五○○年，但在末期時國土卻遭到元朝的大軍侵略（P111），不得不成為臣從。高麗也跟著元朝過海攻打日本，即「元寇」事件。當元朝因紅巾之亂而衰退後，高麗便與元朝斷交。廢掉元朝干預之下所設置的行政機關，並重建高麗時代的各種制度。然而，隨著明朝在中國的崛起，高麗的政權也分成親明派與親元派而混亂不堪，親明派的國王被親元派所暗殺、喪失了統治能力。親明派的高麗武官李成桂眼見情勢不妙，於是當機立斷地發起政變、廢黜親元派的國王。接著，更迫使做為傀儡被拱上王位的國王讓位，建立朝鮮王朝，成為初代國王「朝鮮太祖」。李成桂所成立的朝鮮，被冠上其家族姓氏而稱為「李氏朝鮮」。繼高麗之後，李氏朝鮮也存續了五○○年。
142. ↑  文歡. . 中華民國: 新視野NewVision. 2020年1月1日: 第248頁. ISBN 9789869843539. （原始内容存档于2022年10月31日） （中文）. 據英國《星期日泰晤士報》6月13日報導，2004年6月，塞克斯推出了有關男性Y染色體研究的新書《亞當的詛咒》，他在書中聲稱，成吉思汗可能是歷史上最成功的「播種者」。追溯歷史，成吉思汗率領的蒙古騎兵將中國版圖擴張至歷史最大，同時也使其子孫在歐、亞兩洲的土地上繁衍，現在全球至少有1600萬男性與成吉思汗有血緣關係。英倫三島也可能有他的子孫，其中還包括英國皇室家族。
143. ↑  奇雲. . 《北京科技报》 (中華人民共和國). 新浪網. 2004年7月16日  [2007年4月11日]. （原始内容存档于2021年4月10日） （中文）. 據英國《星期日泰晤士報》6月13日報導，今年6月，塞克斯推出了有關男性染色體Y染色體研究的新書《亞當的詛咒》(Adams Curse)，他在書中聲稱，成吉思汗可能是歷史上最成功的「播種者」。追溯歷史，在中國成吉思汗時期，成吉思汗所率領的鐵蹄將中國擴張至歷史上最大的版圖。領海延伸至日本海、版圖穿越俄羅斯直抵印度北部地區，甚至東歐部分國家也盡在成吉思汗統治之下。這位以勇武著稱的統治者，令子孫在歐亞兩洲土地繁衍，現時全球最少有1600萬名男性與成吉思汗有血緣關係。即使英倫三島，也有可能有他的子孫，其中還包括英國皇室家族。
144. ↑  Tatiana Zerjal; 薛亞莉; Giorgio Bertorelle; 斯賓塞·韋爾斯; 鮑偉東; 朱蘇玲; Raheel Qamar; Qasim Ayub; Aisha Mohyuddin; 傅松濱; 李璞; Nadira Yuldasheva; Ruslan Ruzibakiev; 徐玖瑾; 舒群芳; 杜若甫; 楊煥明; Matthew E. Hurles（英语：Matthew Hurles）; Elizabeth Robinson; Tudevdagva Gerelsaikhan; Bumbein Dashnyam; S. Qasim Mehdi（英语：Qasim Mehdi）; Chris Tyler-Smith. . 《美國人類遺傳學雜誌》. 2003年, 第72卷 (第3期): 第717頁－第721頁  [2022-08-13]. （原始内容存档于2018-04-19） （英语）. We have identified a Y-chromosomal lineage with several unusual features. It was found in 16 populations throughout a large region of Asia, stretching from the Pacific to the Caspian Sea, and was present at high frequency: ∼8% of the men in this region carry it, and it thus makes up ∼0.5% of the world total. The pattern of variation within the lineage suggested that it originated in Mongolia ∼1,000 years ago. Such a rapid spread cannot have occurred by chance; it must have been a result of selection. The lineage is carried by likely male-line descendants of Genghis Khan, and we therefore propose that it has spread by a novel form of social selection resulting from their behavior.
145. 1 2  宋濂.  （中文）. 海都歿，子拜姓忽兒嗣。拜姓忽兒歿，子敦必乃嗣。敦必乃歿，子葛不律寒嗣。葛不律寒歿，子八哩丹嗣。八哩丹歿，子也速該嗣，并吞諸部落，勢愈盛大。也速該崩，至元三年十月，追諡烈祖神元皇帝。
146. ↑  柯劭忞. . 中華民國. （原始内容存档于2022-12-09） （中文）. 也速該，《蒙古源流》作也蘇凱。部眾議立汗，至屢為泰兀赤部所困。據拉施特書為洪侍郎所未取者，按也速該為罕，《譯史》未載其事。拉施特詳加辯證，云忽都剌死後，他之姪也速該為汗，為是亦屬懸揣之詞。蒙古史謂烈祖為尼倫族長，最合情事。《秘史》稱烈祖為把阿禿兒，無汗號也。
147. 1 2  宋濂.  （中文）. 至元三年冬十月，追諡聖武皇帝。至大二年冬十一月庚辰，加諡法天啟運聖武皇帝，廟號太祖。在位二十二年。
148. 1 2 3  柯劭忞. . 中華民國 （中文）. 憲宗即位，追上尊號，謚曰英武皇帝，廟號睿宗。至元二年，改謚景襄皇帝。至大二年，加謚仁聖景襄皇帝。
149. ↑  柯劭忞. . 中華民國 （中文）. 是歲，改作金主，太祖主曰「成吉思皇帝」，睿宗題曰「太上皇也可那顏」，皇后皆題名諱。
150. 1 2  柯劭忞. . 中華民國 （中文）. 至元三年冬十月，追謚英文皇帝，廟號太宗。
151. ↑  宋濂.  （中文）. 至元二年崩，追謚詔慈皇后，升祔太宗廟。
152. ↑  宋濂.  （中文）. 至元二年，追謚欽淑皇后。
153. 1 2  宋濂.  （中文）. 追諡桓肅皇帝，廟號憲宗。
154. 1 2 3 4 5 6  宋濂.  （中文）. 五月戊午，遣攝太尉臣兀都帶奉冊上尊謚曰聖德神功文武皇帝，廟號世祖，國語尊稱曰薛禪皇帝。
155. 1 2  宋濂.  （中文）. 二十一年春正月乙卯，帝御大明殿，右丞相和禮霍孫率百官奉玉冊玉寶，上尊號曰憲天述道仁文義武大光孝皇帝，諸王百官朝賀如朔旦儀，赦天下。
156. 1 2  宋濂.  （中文）. 成宗即位，追謚曰文惠明孝皇帝，廟號裕宗，祔于太廟。
157. 1 2 3  宋濂.  （中文）. 是年九月乙丑，謚曰欽明廣孝皇帝，廟號成宗，國語曰完澤篤皇帝。
158. 1 2  宋濂.  （中文）. 大德十一年秋，武宗即位，追謚曰昭聖衍孝皇帝，廟號順宗，祔享太廟。
159. 1 2 3  宋濂.  （中文）. 夏四月乙未，文武百官也先鐵木兒等上尊謚曰仁惠宣孝皇帝，廟號武宗，國語曰曲律皇帝。
160. ↑  宋濂.  （中文）. 辛卯，皇太子、諸王、百官上尊號曰統天繼聖欽文英武大章孝皇帝
161. 1 2 3  宋濂.  （中文）. 五月乙未，群臣上謚曰聖文欽孝皇帝，廟號仁宗，國語曰普顏篤皇帝。
162. 1 2 3  柯劭忞. . 中華民國 （中文）. 泰定元年二月上尊謚曰睿聖文孝皇帝，廟號英宗。四月，上國語廟號曰格堅皇帝。
163. ↑  宋濂.  （中文）. 戊寅，御大明殿，群臣上尊號曰繼天體道敬文仁武大昭孝皇帝。
164. 1 2  宋濂.  （中文）. 又十一年，英宗遇弒，也孫帖木兒以嗣晉王即皇帝位，追尊曰光聖仁孝皇帝，廟號顯宗，祔享太室。
165. 1 2 3  宋濂.  （中文）. 元統二年正月己酉，太師右丞相伯顏率文武百官等議，上尊謚曰聖明元孝皇帝，廟號文宗，國言謚號曰札牙篤皇帝，請謚于南郊。
166. ↑  宋濂.  （中文）. 戊午，帝御大明殿，燕帖木兒率文武百官及僧道、耆老，奉玉冊、玉寶，上尊號曰欽天統聖至德誠功大文孝皇帝。
167. 1 2 3 4  柯劭忞.  （中文）. 冬十月丙申，上尊謚曰翼獻景孝皇帝，廟號明宗，國語曰護都篤皇帝。至元六年冬十月己巳，上尊號曰順天立道睿文智武大聖孝皇帝。
168. 1 2  宋濂.  （中文）. 辛亥，升祔懿璘只班皇帝於廟，謚沖聖嗣孝皇帝，廟號寧宗。
169. 1 2  柯劭忞. . 中華民國 （中文）. 丙戌，帝崩於應昌，在位三十七年，年五十有一。太尉完者、知樞密院事觀音奴奉梓宮葬於起輦谷。群臣上廟號曰惠宗皇帝，國語曰烏哈圖汗。明祖以帝能順天命，退避而去，上尊謚曰順帝。
170. ↑  陳昆山. . 馬來西亞聯邦: The Other Press Sdn Bhd. 2014年8月15日: 第329頁. ISBN 978-983-9541-88-5. （原始内容存档于2022年5月9日） （英语）. The （Mongol） Northern Yuan Dynasty， following Chinese orthodoxy， gave Toghun Temur his own posthumous name "Universally Acclaimed， Devote and Righteous Emperor" （Xuan ren Pu Xiao Huangdi 宣仁普孝皇帝）.
171. ↑  薩岡.  （中文）. 托歡特穆爾‧烏哈噶圖汗，戊午年生，嵗次癸酉年十六嵗即位。

## 研究書目
- Herbert Franke（傅海波）& Denis C. Twitchett（崔瑞德）編：《劍橋中國遼西夏金元史》（北京：中國社會科學出版社，1998年）.
- Thomas Barfield 著，袁劍 譯：《危險的邊疆：游牧帝國與中國》（南京：江蘇人民出版社，2011年）.